# Frente Nacional (Colombia)
El Frente Nacional fue un pacto político entre los partidos Liberal y Conservador de Colombia, con el objetivo de sacar del poder al general Gustavo Rojas Pinilla, quien luego de un golpe de Estado en 1953 pretendía perpetuarse en el poder. Dicho acuerdo estuvo vigente entre 1958 y 1974. Por extensión también se refiere al período histórico comprendido por dichos años. 
Las principales características de este período fueron la alternancia de la presidencia durante cuatro períodos constitucionales (16 años) de gobierno de coalición, la distribución de los ministerios y la burocracia en las tres ramas del poder público (ejecutiva, legislativa y judicial). El candidato presidencial era elegido por acuerdo bipartidista, y la distribución igualitaria de las curules parlamentarias se mantuvo vigente hasta 1968. El principal objetivo de este acuerdo político fue la reorganización del país luego del régimen de Gustavo  Rojas Pinilla.
Rojas se convirtió en un importante activista político, llegando a ser, con el tiempo, la cabeza de la tercera fuerza política del país. Este hecho, unido al deseo de terminar con el periodo conflictivo del período de La Violencia, generada por la polarización bipartidista en Colombia, unió a los dirigentes de los partidos liberal y conservador, para buscar una solución común a los problemas. El liberal Alberto Lleras Camargo y el conservador Laureano Gómez firmaron el Pacto de Benidorm, el 24 de julio de 1956, para dar inicio al Frente Nacional, acuerdo por el cual los partidos se turnaron la presidencia y se repartieron la burocracia de gobierno en partes iguales hasta 1974, es decir cuatro períodos presidenciales: dos liberales y dos conservadores. 
El Frente Nacional marcó el fin de la violencia bipartidista que aquejaba a Colombia, y generó la desmovilización de las guerrillas liberales. Sin embargo, continuaron los problemas sociales, económicos y políticos, que llevaron al inicio de un período de conflicto armado en el país, como primera etapa del conflicto armado interno vigente en Colombia. 
El Frente Nacional se consideró como una democracia cerrada, que duopolizaba el poder y los cargos públicos, impidiendo la participación de otras fuerzas políticas y sociales sin filiación conservadora o liberal o ambas. Surgieron nuevos grupos guerrilleros a causa del inconformismo y de los nuevos rumbos ideológicos que se movían en América Latina. En 1964 aparecieron las Fuerzas Armadas Revolucionarias de Colombia (FARC-EP). El 7 de enero de 1965, el Ejército de Liberación Nacional (ELN). En 1967 el Ejército Popular de Liberación (EPL), y en 1973 se formó el Movimiento 19 de abril (M-19).

## Antecedentes

### Coaliciones
Los partidos de Colombia o fracciones decisivas de ellos, se han comprometido recurrentemente en arreos, coaliciones, reparticiones y compromisos en la búsqueda y el ejercicio del poder político. Las coaliciones bipartidistas han sido tan comunes como los gobiernos hegemónicos o las guerras civiles, y han estado presentes desde la misma concepción de las colectividades políticas. 
Es tal vez una situación paradójica, ya que los líderes de los partidos se han mostrado tan voluntariosos para hacer la guerra con los adversarios como para pactar con ellos la distribución del poder. Las raíces del Frente Nacional, la forma más depurada de gobierno de coalición bipartidista en Colombia, se hunden en la historia más allá del siglo XX hasta alcanzar los tiempos de Miguel Samper, las sociedades democráticas y las disputas sobre el librecambio.
| Principales acuerdos políticos y gobiernos de coalición en Colombia hasta el final del Frente Nacional |                                                     |                                                 | |
| Periodo                                                                                                | Nombre                                              | Participantes                                   | Objetivos y características |
| 1854                                                                                                   | —                                                   | Liberales radicales y conservadores             | - Derrocar la dictadura del general José María Melo. - Dos secretarías de Estado de cada uno de los partidos. - Elegir un vicepresidente bipartidista. |
| 1857                                                                                                   | Partido Nacional                                    | Facciones de los partidos liberal y conservador | - Coalición para respaldar la candidatura presidencial de Tomás Cipriano de Mosquera. |
| 1867                                                                                                   | —                                                   | Conservadores y Liberales radicales             | - Derrocar el gobierno autoritario del general Mosquera. |
| 1869                                                                                                   | La Liga                                             | Conservadores y Liberales radicales             | - Respaldar la candidatura del general Mosquera. - Acuerdo político para distribuir paritariamente los cargos legislativos y tomar las decisiones por consenso. |
| 1879                                                                                                   | —                                                   | Conservadores y Liberales                       | - Coalición informal para respaldar la candidatura de Rafael Núñez. |
| 1883-1888                                                                                              | Partido Nacional                                    | Conservadores y Liberales independientes        | - Coalición bipartidista para respaldar a Rafael Núñez. - Apoyo a la transformación institucional conocida como la Regeneración. - Intento de construir una «Tercera Fuerza» partidista. |
| 1904-1909                                                                                              | —                                                   | Facciones de los dos partidos                   | - Gobierno de Rafael Reyes Prieto para la «Reconciliación Nacional», después de la Guerra de los Mil Días. - Participación Liberal en el gabinete ministerial y en el Congreso. |
| 1909-1914                                                                                              | Unión Republicana                                   | Conservadores y grupos liberales                | - Derrocar el gobierno autoritario de Rafael Reyes Prieto. - Reconciliación Nacional. - Apoyar la candidatura de Carlos Eugenio Restrepo. - Participación liberal en el gabinete ministerial y el Congreso. |
| 1914-1922                                                                                              | —                                                   | Conservadores y grupos liberales                | - Coalición de gobierno con mayoría conservadora. - Respaldo a los candidatos moderados del conservatismo. |
| 1930-1932                                                                                              | Concentración Nacional                              | Liberales y Conservadores republicanos          | - Apoyar la candidatura del liberal Enrique Olaya Herrera. - Gobierno de coalición con participación minoritaria de los Conservadores en el gobierno de Enrique Olaya Herrera. |
| 1947                                                                                                   | Unión Nacional                                      | Liberales y Conservadores moderados             | - Gobierno de coalición por renuncia de López Pumarejo, dirigido por Alberto Lleras Camargo. - Superar el creciente conflicto violento en el campo. - Participación minoritaria del conservatismo en el gabinete ministerial del primer gobierno de Alberto Lleras Camargo. |
| 1946-1948                                                                                              | Unión Nacional                                      | Conservadores y grupos liberales                | - Gobierno conservador de coalición. - Respaldo liberal al gobierno de Mariano Ospina Pérez, minoritario en el Congreso de la República. - Paridad en el gabinete ministerial y gobernaciones departamentales cruzadas. |
| 1948-1949                                                                                              | —                                                   | Conservadores y liberales moderados             | - Gobierno de coalición para contener la insurrección popular por el asesinato de Jorge Eliécer Gaitán. - Intento de desmontar el creciente conflicto bipartidista en el sector rural. |
| 1953 - 1954                                                                                            | «Golpe de Opinión»                                  | Militares, liberales y conservadores moderados  | - Destruir al gobierno de Laureano Gómez, bajo el cual se desató la etapa más aguda de La Violencia. - Impedir la consolidación de una reforma constitucional de corte falangista y corporativista orientada a perpetuar el ala extrema del conservatismo en el poder. |
| 1956 - 1957                                                                                            | «Frente Civil»                                      | Partido liberal, conservadores laureanistas     | - Desmontar el gobierno del general Gustavo Rojas Pinilla. - Buscar el tránsito hacia un gobierno civil de coalición bipartidista. |
| 1957 - 1958                                                                                            | Gobierno de la Junta Militar                        | Militares, liberales y conservadores            | - Reemplazar la dictadura militar. - Desarrollar reformas constitucionales necesarias para establecer un régimen político de coalición. - Participación bipartidista en el gabinete ministerial. |
| 1958-1970                                                                                              | Frente Nacional                                     | Liberales y conservadores oficialistas          | - Sucesión de cuatro períodos de gobierno de coalición. - Distribución equitativa de ministerios y burocracia en las tres ramas del poder público. - Candidato presidencial elegido por acuerdo bipartidista. - Distribución igualitaria de las curules parlamentarias hasta 1968. |
| 1974-1986                                                                                              | Artículo 120 de la Constitución de Colombia de 1886 | Partido de gobierno con otros partidos y grupos | - Aplicación del artículo 120 de la Constitución Nacional, que contemplaba la participación ministerial del partido derrotado en las elecciones presidenciales. La organización electoral está conformada por el Consejo Nacional Electoral, por la Registraduría Nacional del Estado Civil y por los demás organismos que establezca la ley. Tiene a su cargo la organización de las elecciones, su dirección y vigilancia, así como lo relativo a la identidad de las personas. |

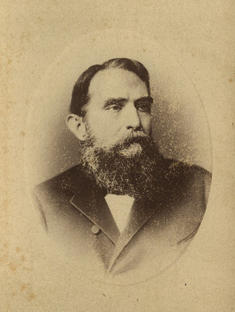
Rafael Nuñez (arriba) y Miguel Antonio Caro (abajo), líderes del Partido Nacional, 1862.

En los 102 años transcurridos entre 1883 y 1985 -y si se considera como una modalidad de coalición el régimen de responsabilidad compartida (que definía el artículo 120 de la Constitución Nacional de Colombia de 1886), en el cual el segundo partido en votos tenía derecho a una participación dentro del manejo del Estado- el país ha vivido 66 años bajo gobiernos compartidos, es decir, el 64.71% del tiempo. En el mismo período -y si se excluye el período posterior al frente nacional- Colombia ha visto durante 45 años, 44.12% del tiempo, sus destinos definidos por gobiernos que de una forma u otra se han apoyado en alguna variante de coalición bipartidista. Por ello, por estar unido a una práctica política de larga tradición en Colombia, el Frente Nacional demanda para su cabal comprensión una perspectiva histórica que ponga de presente los principales antecedentes que precedieron la institucionalización constitucional del gobierno compartido.

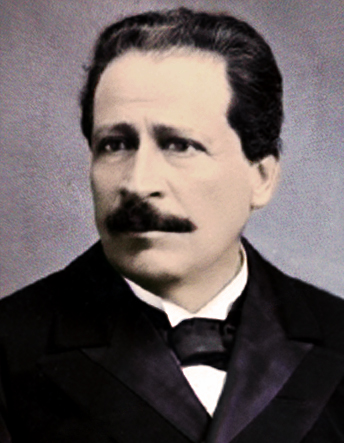
Nicolás Esguerra (arriba) y Benjamín Herrera (abajo), padres de la Unión Republicana, 1909.

La revisión de este largo período histórico deja entrever algunos de los principales rasgos que caracterizan el proceso político que desemboca en la conformación de coaliciones para el usufructo y el control compartido del poder político del Estado. A pesar de que no todas las coyunturas muestran los mismos síntomas, y tampoco todos los arreglos bipartidistas responden a idénticos determinantes, sí es posible hacer una abstracción histórica y delinear los ingredientes protuberantes que se conjugan para promover un escenario favorable a la gestación de coaliciones entre los dos partidos tradicionales colombianos.
Las coaliciones políticas entre los partidos Liberal y Conservador son una suerte de mecanismo de defensa. Es decir, el poder compartido y la unión bipartidista son un instrumento útil para superar situaciones sociales y políticas que por sus características amenazan con impedir una adecuada reproducción del sistema político, la estructura de poder y la jerarquía social.
La dinámica de las coaliciones también está ligada al desarrollo de las divisiones internas de los partidos Liberal y Conservador colombianos. Es así como la presencia de sectores en conflicto con el gobierno de su propio partido ha llevado a la configuración de acuerdos políticos entre esa facción y la otra colectividad para buscar el debilitamiento del grupo que detenta el poder. De esta forma, la división interna de los partidos, cuando confluye en una coalición con el partido contrario, ha servido para transitar de una hegemonía partidista a otra; es decir, para promover el tránsito de un partido de gobierno a otro. De la misma forma, las coaliciones se han utilizado como factor neutralizador de la fuerza política de las alas radicales de los dos partidos, y se encuentran múltiples ejemplos históricos en los que la unión bipartidista surge como un instrumento para detener o debilitar el ascenso político de las facciones más ideologizadas y más beligerantes de los partidos tradicionales colombianos.
Los conflictos políticos violentos, al igual que la lucha social o económica, han sido históricamente un contexto fértil para el afianzamiento de coaliciones bipartidistas. La posibilidad de una disolución nacional, a causa del enfrentamiento armado entre los partidos, y el riesgo que la generalización de la violencia se convierta en un monstruo que dé al traste con la unidad nacional, han motivado muchas veces el espíritu de conciliación y trabajo conjunto de los partidos tradicionales. Pero también, cuando la confrontación civil o partidista toma tintes de convertirse en una lucha de clases y amenaza con trasladarse al campo del conflicto socioeconómico, aparece la coalición bipartidista como una fórmula salvadora para el régimen político, que le devuelve estabilidad y fortaleza al ordenamiento de la sociedad.
Éstas son en perspectiva algunas de las motivaciones fundamentales que se esconden detrás de la conformación de los gobiernos de coalición bipartidista. Necesariamente, no todas se suceden con igual intensidad o en una misma coyuntura política, pero sí se encuentran en la raíz de los principales acuerdos para buscar o detentar el poder político de manera compartida en la historia de Colombia. El Frente Nacional, a pesar de que muestra importantes diferencias con el pasado de los gobiernos de coalición, tiene en sus orígenes muchos de estos rasgos hereditarios del proceso político colombiano.

### Raíces sociales y políticas
La historia convencional describe el acuerdo del Frente Nacional como una coalición que nace espontáneamente a manera de respuesta democrática para enfrentar una dictadura. La coalición bipartidista se gesta, efectivamente, en el ambiente de la confrontación con el gobierno militar del general Gustavo Rojas Pinilla, y muchas de las fuerzas que la estimulan y consolidan son producto del autoritarismo y el despotismo de ese régimen; pero la historia quedaría incompleta si simultáneamente no se escudriña hasta encontrar algunas de las raíces políticas y sociales de esos hechos.

#### Sociales
En el campo social, hay que tener en perspectiva los cambios que se produjeron desde comienzos del siglo XIX en la conformación de las élites económicas del país. En el pasado, la orientación del desarrollo económico estaba marcada por un agudo conflicto entre los distintos sectores que conformaban la dirigencia social (terratenientes, comerciantes, artesanos, exportadores, burócratas, banqueros), ya que existían grandes diferencias sobre la concepción del Estado, su papel en la economía y la forma de administrar y orientar al país. Se encontraban todos ellos en clara competencia por el predominio social, al igual que por impulsar sus intereses sectoriales.
Por ejemplo, el país feudal, clerical e inmóvil que defendían los terratenientes, chocaba con el que querían construir los comerciantes, marcado por el liberalismo económico, la secularización y el trabajo libre remunerado salarialmente, moviéndose al ritmo de la iniciativa individual y la acumulación de capital. Estas contradicciones se expresaban a través de los partidos, siendo las colectividades políticas el instrumento utilizado por las distintas fuerzas de la élite social para buscar el poder y defender su concepción de Estado, economía y sociedad. La continuidad de la violencia partidista durante el siglo XIX es la expresión de esos forcejeos entre grupos sociales dirigentes por acomodar sus intereses que, dado el desigual desarrollo del país, eran contradictorios y antagónicos. Pero las cosas cambian a medida que el desarrollo económico apunta con creciente intensidad hacia un modelo de modernización capitalista alimentado por los excedentes que empezó generar la economía cafetera, de manera relativamente estable, desde los años 1870.
Para 1940 el esquema de desarrollo por la vía capitalista se impuso definitivamente, y ya se habían presentado importantes procesos de unificación económica y social de las clases dirigentes, que hacían cada vez más innecesarios los conflictos abiertos entre los partidos. No se trataba como en el pasado de desatar el conflicto partidista para llegar por allí a imponer los intereses sectoriales en la orientación del Estado, ya que estos intereses se hacían cada vez más homogéneos. En la medida que la élite se hacía una sola fuerza social, las diferencias entre los partidos perdían relevancia para esos grupos dirigentes y las posibilidades de coalición y gobierno compartido se hacían más intensas. A partir de allí, la historia de las coaliciones será la historia de la lucha de las élites para encontrarle una salida al tradicional conflicto violento entre los dos partidos —que ahora era un real peligro para reproducción del sistema social y de su dirigencia económica— y crear un clima de estabilidad política para el desarrollo de las fuerzas productivas.
Pero, simultáneamente, con el progresivo consenso de los sectores dirigentes en torno al tipo de desarrollo económico, consecuencia del formidable proceso de modernización de la economía sufrido hasta entonces, surgen nuevos grupos sociales —los trabajadores urbanos, el proletariado rural, el campesino desplazado, entre otros— que plantean nuevos interrogantes y cuestionamientos a esa élite. Al lado de estos grupos sociales también nacen corrientes políticas dentro de los partidos que aspiran a representarlos, integrarlos y darles presencia en la vida política nacional.

#### Políticas

##### La Revolución en Marcha
Alfonso López Pumarejo, que gobernó en dos oportunidades, primero entre 1934 a 1938, y luego a partir de 1942, fue uno de esos jefes políticos modernos que intentó integrar, mediante reformas políticas y sociales, a los sectores populares que el desarrollo económico estaba colocando por primera vez en el mapa social del país. La «Revolución en Marcha» y la Reforma Constitucional de 1936 se constituyen en un esfuerzo político de gran envergadura para transformar el país en una sociedad moderna, basada en la participación y en la tramitación institucionalizada de los conflictos sociales. 
Pero necesariamente esos esfuerzos que mejoran la situación política de los sectores populares motivan una reacción de la clase dirigente ya consolidada, que ve en los retozos democratizantes del presidente López una amenaza potencial a sus intereses sociales y económicos. Contra López y sus reformas nace la coalición bipartidista de 1946, conocida generalmente como la «Unión Nacional».

##### Unión Nacional

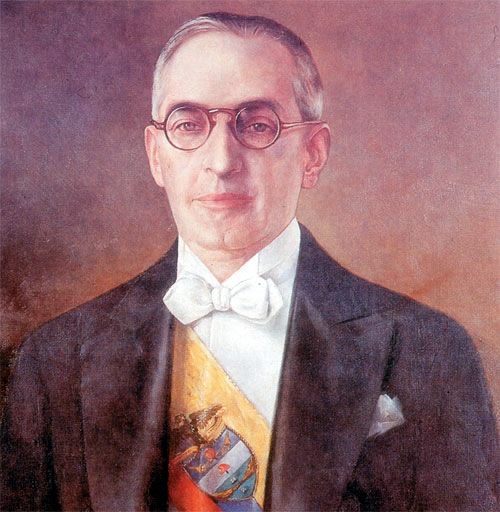
López en su segundo mandato.

Después de la renuncia del presidente Alfonso López Pumarejo en 1945, asumió la presidencia el dirigente liberal Alberto Lleras Camargo, que denominó a su gobierno como el de la «Unión Nacional». Lleras buscó crear una nueva coalición de sectores liberales y conservadores moderados, con el ánimo de contraponerla a las dos alas radicales de los partidos encabezados por Jorge Eliécer Gaitán y Laureano Gómez, que tenían amplia responsabilidad en el desmoronamiento del segundo mandato de López Pumarejo. La participación de los conservadores ospinistas en el gobierno aligeró las críticas y las amenazas de ruptura del sistema político, pero ya se sentía en el ambiente político el alto grado de polarización social que se estaba creando en torno a las dos figuras mencionadas.
Hay que tener en cuenta el hecho de que el presidente Lleras Camargo, a finales de su mandato, empezó a esgrimir la tesis de que un sistema político para Colombia basado en la competencia libre y abierta entre los dos partidos no era viable, por cuanto siempre degeneraba en pretensiones hegemónicas y por lo tanto en violencia. La idea fue acogida por los liberales moderados y por sectores no ortodoxos del conservatismo que veían en la posibilidad de compartir el gobierno un mecanismo para reducir las fricciones y mantener bajo control el poder político.
La convergencia de intereses económicos y sociopolíticos de la élite dirigente hacía viable esta propuesta a la luz de los acontecimientos y ante el riesgo real de que una movilización popular masiva fuera capaz de alterar la estructura del régimen político. Las primeras voces que hablan de la concordia entre los partidos se dejan oír, y puede afirmarse que las palabras de Lleras Camargo son los primeros pasos hacia la consolidación de la coalición constitucional. Estas son expresiones de una clase dirigente que, sin encontrarle ya más sentido a la confrontación partidista, intenta construir una salida a la cotidianeidad de la violencia política.

##### Elecciones presidenciales de 1946

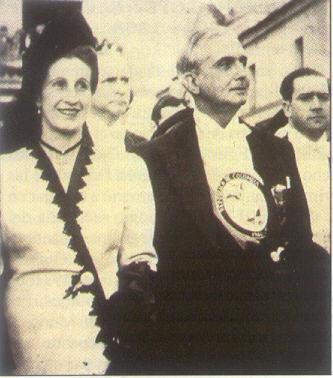
La pareja presidencial el 7 de agosto de 1946, en los actos de posesión presidencial de Ospina.

Las elecciones presidenciales de 1946 representaron para los conservadores la oportunidad de reconquistar el poder. Mariano Ospina Pérez ofreció una prolongación del gobierno de coalición conocido como «Unión Nacional», lo que sumado a la división del liberalismo entre el moderado Gabriel Turbay y el popular Gaitán, lo llevó a la presidencia.
Proveniente de la élite económica antioqueña, y con el pragmatismo de un hombre de empresa, Ospina Pérez retoma la idea de Lleras Camargo de buscar la estabilidad política, y el control de la creciente movilización popular en campos y ciudades, mediante la distribución del poder entre las dos colectividades históricas. Para lograrlo reparte equitativamente los cargos en el gabinete ministerial y establece un sistema de gobernaciones cruzadas en el que designa a un mandatario seccional del bando contrario al que predomina en el respectivo departamento. Como se verá, esta modalidad de coalición posee rasgos que después van a inspirar las instituciones del Frente Nacional.
Pero contra ese esfuerzo conspiran, su propia incapacidad para controlar los sectores más ortodoxos y fanáticos de su partido, que no podían ocultar sus pretensiones hegemónicas y desde el inicio del experimento lo acusan de traidor. Igualmente, la llegada a la dirección del liberalismo del líder más carismático que ha tenido el partido en el siglo XX, Jorge Eliécer Gaitán, significó la introducción de elementos de lucha de clases en la contienda partidista que agudizaron y polarizaron aún más a los distintos bandos. La mezcla era explosiva y la violencia que quisieron evitar los sectores más moderados de ambos partidos no demoró en aparecer en los campos.

##### El Bogotazo
La segunda etapa de definiciones del modelo de coalición que llevó al Frente Nacional se produce cuando ocurre la muerte de Gaitán. Ante el asesinato del caudillo el 9 de abril de 1948, la respuesta popular casi se lleva por delante al gobierno de turno, y de paso el orden establecido.  En ese escenario, como ya se mencionó, se crearon las condiciones para una nueva coalición en el ánimo de impedir que una revuelta de carácter popular desmantelara el régimen político.

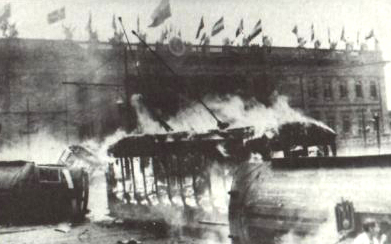
El Bogotazo

La colación surgida del temor a la revolución social solo duró trece meses y culminó con la ruptura entre los dos partidos. La consecuencia es un ambiente de creciente violencia política, resultado de la persecución a la base rural del liberalismo, inspirada por el laureanismo, la facción más reaccionaria del partido conservador, que pretendía utilizar la intimidación para así ganar votantes y superar su condición de partido minoritario, situación que fue tolerada por el presidente. Los liberales se marginan y se vuelcan a la abstención ante la falta evidente de garantías para concurrir a las urnas.
Mariano Ospina Pérez en los estertores de su mandato intenta impulsar una nueva salida bipartidista a la encrucijada política en que encontraba el país, y que amenazaba efectivamente con arrasar en un torbellino de sangre y violencia al sistema político. Propone un esquema según el cual se suspenderían las elecciones de 1950 y se elegiría para el período presidencial siguiente a cuatro líderes, dos liberales y dos conservadores, para alternarse anualmente la presidencia y llevar a cabo por consenso una serie de reformas que garantizaran la paz política. Esta idea, precursora de la alternación presidencial que se impondría después con el Frente Nacional, cayó en el vacío ya que el laureanismo no pensaba retroceder en momentos en que veía por primera vez una posibilidad real de alcanzar el comando del Estado. Era el inicio de un decenio de violencia, represión y dictadura.
Como si fuera un sino fatal, las coaliciones degeneran en hegemonía y después, cuando la situación nacional se hace insostenible, el péndulo se devuelve buscando la convergencia para impedir el desastre, pero esa lógica trágica del proceso político colombiano no se detiene y va creando una espiral de tensiones políticas y de polarización que culmina en un baño de sangre generalmente de proporciones dantescas. Así fue al finalizar el siglo XIX, y de nuevo se repite medio siglo después. La fórmula para desmontar la recurrencia del enfrentamiento sectario no vendrá sino con el Frente Nacional luego de haberse ensayado todo, hasta la misma dictadura militar.
La persecución desatada por el gobierno de Laureano Gómez contra las bases liberales, alimentada con la autonomía que se le entregó a la policía y a las bandas de conservadores no miembros del gobierno para ejercer la violencia y la represión por cuenta propia, comprometió al país en una guerra civil no declarada que le costó más de trescientas mil vidas. La situación alcanzó niveles de tal naturaleza, que la amenaza de disolución nacional y el peligro de que el conflicto se tornara en una abierta confrontación de clases, capaz de comprometer los mismos pilares del ordenamiento social, se convierte una vez más en un factor que impulsa la búsqueda de un compromiso entre los dos partidos tradicionales.
Alfonso López Pumarejo, víctima de una coalición bipartidista encaminada a frenar sus esfuerzos reformistas,[cita requerida] es el primero en intentar construir una salida de convergencia para la situación de autoritarismo y violencia desatada por Laureano Gómez.[cita requerida] A finales de agosto de 1952, López el Viejo, recientemente retirado de la Dirección Nacional Liberal, le envía una carta al arzobispo Cristiano Luque, a Francisco de Paula Pérez y al expresidente Mariano Ospina Pérez, en la cual les solicita que intercedan para enderezar el rumbo de los acontecimientos y buscar acuerdo que permitan superar la situación reinante. Pocas semanas antes, Gilberto Alzate Avendaño había planteado un severo juicio sobre el gobierno de su propio partido:
| «Odio el gobierno, detesto sus representantes, desprecio al presidente y a sus ministros, repudio su labor, combato sus errores… y más aún, comparto la tesis de la prensa liberal». —Gilberto Alzate Avendaño |

La oposición del sector ospinista al gobierno conservador solo se hizo patente hasta abril de 1953, cuando en un homenaje del expresidente Mariano Ospina atacó duramente a Laureano Gómez acusándolo de caudillista y antidemocrático, al igual que sugirió que los liberales habían sido más leales que el mismo Laureano en el manejo de la situación prerrevolucionaria creada por la muerte de Gaitán cinco años antes. La puerta estaba abierta: Ospina por fin se desprendía de su silencio y entraba a criticar al gobierno, al tiempo que dejaba una salida para permitir una aproximación con los liberales.
El hecho que sirvió de catalizador para precipitar la reacción contra el régimen y la caída del gobierno parece haber sido el proyecto de reforma constitucional, diseñado por el propio Laureano Gómez. En dicho proyecto de acto legislativo se establecían las condiciones para la perpetuación de un gobierno de corte dictatorial, con amplísimos poderes, dentro del marco de una estructura legislativa típicamente en corporativista y de inspiración falangista.

##### Dictadura de Gustavo Rojas Pinilla y la Junta Militar

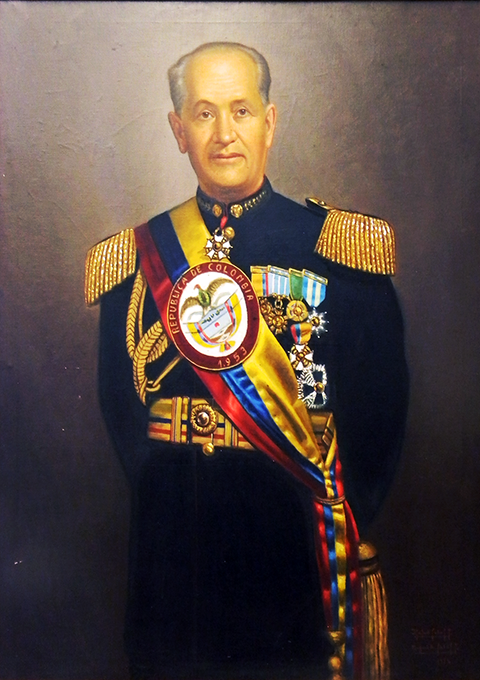
Retrato presidencial de Rojas, 1953.

La pérdida del apoyo político de su propio partido, al igual que la creciente beligerancia de las fuerzas liberales, todo ello enmarcado dentro de la real posibilidad de que se instaurara una nueva constitución capaz de perpetuar en el poder al laureanismo, aclimataron un consenso nacional en contra del presidente Gómez. La salida esta vez fue militar. El 13 de junio de 1953 el país escucha la noticia de que el general Rojas Pinilla ha asumido el cargo de presidente de la República.
Pocas horas después se empieza a entender que detrás de este aparente golpe militar se esconde una nueva coalición que ha encontrado en las fuerzas armadas la posibilidad de recuperar el poder. Lo expresó el mismo Darío Echandía, cuando dice en un homenaje de los líderes nacionales al general Rojas:
En síntesis, la coalición ya no se encauza a través de la lucha electoral, sino que se pronuncia en el estímulo y respaldo de un golpe militar, que recibe la aprobación de dirigentes de los dos partidos. Pero la ilusión que tenía el país, que veía en Rojas una figura de rápida transición hacia una nueva etapa de democracia electoral, no duraría mucho. La alternativa militar no demoró en salírsele de las manos a los partidos tradicionales.
Con la faceta militar se cierra el círculo de convenios políticos bipartidistas que antecedieron a la creación del Frente Nacional. La revisión del proceso político que nace con la «Unión Nacional» de Lleras Camargo y culmina con el golpe de opinión del general Rojas, muestra cómo la situación de inestabilidad política va en ascenso, tanto por la intromisión de nuevos elementos de lucha de clases en la confrontación partidista, como por la agudización de las tensiones entre los segmentos radicales de los dos partidos.
La violencia partidista y la lucha social que se entrelaza a ella, no encuentran respuesta en el marco de la competencia democrática formal, ni en los intentos no constitucionales de compartir el poder político, y por ello a la élite no le queda otro camino que el de la dictadura militar para intentar desmontar las fuerzas que amenazan el orden social y político. Pero tampoco en ese esquema se halla la respuesta, y no será sino hasta el Frente Nacional cuando el país logre suprimir la violencia cíclica que caracterizó, por cerca de siglo y medio, la política partidista colombiana.

## Origen
La dinámica del proceso político que desembocó en la creación del Frente Nacional estuvo definida por la evolución de tres conflictos distintos. El primero de ellos, y tal vez el más notorio, fue el que generó la actitud crecientemente autoritaria de la dictadura del general Rojas Pinilla, quien a medida que revelaba sus intenciones de perpetuarse en el poder entraba en contradicción con los partidos políticos y con los sectores civilistas y democráticos de la sociedad.
En segundo lugar, las aspiraciones partidistas de suceder al régimen militar creaban una contradicción adicional entre las dos colectividades: los conservadores, sabiéndose minoría, buscaban un acomodo para heredar el poder, mientras que los liberales intentaban reconstruir los procedimientos electorales para hacer valer sus mayorías. Además, las pugnas internas entre los partidos eran tan intensas como entre los partidos entre sí, especialmente en el conservatismo, ya que para los laureanistas la colaboración del sector ospinista con la dictadura equivalía a una traición. La creación del Frente Nacional debe entenderse como una tarea de habilísima filigrana política para aprovechar las posibilidades que ofrecían estas contradicciones, al igual que para neutralizar sus aspectos adversos y llevar a todos el espectro político partidista a comprometerse con la idea de un gobierno de coalición plasmado en la Constitución de Colombia de 1886.
La idea de encontrar una salida bipartidista al régimen militar surgió aun antes del deterioro de las relaciones entre los dos partidos y el general Rojas Pinilla. Aunque existen antecedentes difusos, las declaraciones de Alfonso López Pumarejo, el 25 de marzo de 1954, se constituyen en la primera propuesta concreta para avanzar hacia un esquema de convergencia bipartidista que permitiera el retorno de la democracia y, sobre todo, escapar a la lógica de la violencia sectaria. En cierta forma, se puede atribuir al expresidente López Pumarejo el papel de ideólogo precursor del Frente Nacional, ya que es él quien públicamente propone las primeras fórmulas que van a permitir el desarrollo de los posteriores acuerdos. Dos años después, López Pumarejo, en una carta dirigida a los liberales de Antioquia, retoma las propuestas de coalición bipartidista en las que venía insistiendo de una forma u otra desde 1950.
| Cronología documental del Frente Nacional | |                                                                                            | |
| Fecha                                     | Documento | Participantes                                                                              | Características |
| 2 de marzo de 1956                        | Carta de López Pumarejo al Directorio Liberal de Antioquia                                                                   | Expresidente Alfonso López Pumarejo - Directorio Liberal de Antioquia                      | - Propone una reforma constitucional para establecer un gabinete de coalición con representación proporcional de todos los grupos. - Sugiere por primera vez un candidato conservador con apoyo liberal para suceder al general Rojas Pinilla. - Primer paso hacia la constitución del Frente Nacional. |
| 24 de julio de 1956                       | Declaración de Benidorm (España)                                                                                             | expresidentes Alberto Lleras Camargo y Laureano Gómez                                      | - Declaración de principios sobre la situación política, la dictadura y el retorno al gobierno civil. - Se reafirma la necesidad de una coalición bipartidista para derrocar al general Rojas Pinilla. - Primer esbozo de un plan para construir una serie de gobiernos de coalición. |
| 20 de marzo de 1957                       | Pacto de marzo | Dirección Nacional Liberal y Dirección Nacional Conservadora de orientación Ospinista      | - Rechazo de los partidos a la posible reelección del general Rojas Pinilla. - Programa mínimo de acción y oposición a la dictadura. - Ratificación de la necesidad de un gobierno de coalición y de reformas a la Constitución de 1886 para evitar el sectarismo. - Con este acuerdo se logra integrar al ospinismo a la coalición bipartidista. |
| 20 de julio de 1957                       | Pacto de Sitges (España) | expresidente Alberto Lleras Camargo y Laureano Gómez                                       | - Ya derrocada la dictadura, este acuerdo fija los pasos a seguir para establecer el gobierno de coalición. - Proponer los mecanismos e instituciones básicas del Frente Nacional - Desarrolla los principios esbozados en el Pacto de Benidorm. - La reforma constitucional propuesta contempla la paridad en el gabinete ministerial y las corporaciones públicas por un período de doce años, al igual que el establecimiento de la carrera administrativa. - Plantea la necesidad de un plebiscito popular para ratificar las reformas constitucionales sugeridas. - Reafirma la necesidad de un candidato para la presidencia de la República. |
| 4 de octubre de 1957                      | Decreto 247 de 1957 | Junta Militar de Gobierno                                                                  | - El decreto, recogiendo la propuesta expresada en el Pacto de Sitges, convoca a un plebiscito para el 1 de diciembre de 1957 con el propósito de someter a consulta popular la reforma constitucional que establece las instituciones de coalición. - La decisión de la Junta confirma la voluntad del gobierno de acogerse a la propuesta de Lleras y Gómez para reconstruir la democracia electoral. |
| 22 de noviembre de 1957                   | Pacto de San Carlos (Acuerdo de los partidos)                                                                                | Principales jefes políticos de los dos partidos y miembros de la Junta Militar de Gobierno | - Institucionalización de la coalición de los partidos. - Respaldo al plebiscito del primero de diciembre y a la reforma constitucional. - Se logran acuerdos sobre fechas para las elecciones de 1958 y mecanismos básicos de selección del candidato presidencial de la coalición. - Consolidación definitiva del respaldo bipartidista al establecimiento de un gobierno y unas instituciones para distribuir el poder político. |
| 30 de enero de 1958                       | Acta de escrutinio general del Plebiscito Nacional                                                                           | Corte Electoral Nacional, presidida por Mariano Ospina Pérez                               | - Divulgó los resultados definitivos de la consulta plebiscitaria que fueron favorables al establecimiento de las instituciones de coalición. |
| 30 de marzo de 1958                       | Carta de Laureano Gómez a Alberto Lleras Camargo                                                                             | Expresidente Laureano Gómez y Alberto Lleras                                               | - Propone la candidatura de Alberto Lleras, condicionada a un acuerdo que garantice la presidencia de un conservador para el período siguiente. |
| 12 de abril de 1958                       | Propuesta de la Comisión de Delegatorios de la Convención Liberal                                                            | Darío Echandía, Luis López de Mesa, Jorge Uribe Márquez y Carlos Lleras Restrepo           | - Propone como candidato a un ciudadano relativamente desconocido, y acepta la propuesta de alternación presidencial bajo la condición de extender el Frente Nacional a cuatro períodos de gobierno |
| 14 de abril de 1958                       | Insinuación de la Junta Parlamentaria conservadora en respuesta a la propuesta liberal                                       | Alfredo Arango, Jorge E. Gutiérrez, Francisco Gómez, Jorge Rosero y Hugo Escobar           | - Acepta la propuesta liberal de alternación presidencial y la extensión del gobierno de coalición a dieciséis años. |
| 19 de abril de 1958                       | Acuerdo de los partidos sobre la reforma constitucional                                                                      | Darío Echandía, Alfredo Arango, Jorge Uribe y Jorge E. Gutiérrez                           | - Se presenta el texto de un artículo único y transitorio para reformar la Constitución de 1881, mediante el cual se establecía la alternación de la presidencia de la República por cuatro períodos de gobierno; elaborado por dirigentes de los partidos tradicionales. |
| 13 de julio de 1958                       | Ponencia para el primer debate en el Senado del proyecto reformatorio de la Constitución de 1886                             | Edgardo Manotas y Enrique Sánchez                                                          | - Ponencia sobre la alternación presidencial, aprobada por el Senado de la República en la fecha. |
| 4 de agosto de 1958                       | Ponencia para el segundo debate en el Senado del proyecto reformatorio de la Constitución de 1886                            | Edgardo Manotas, Hernán Salamanca y Hernando Carrizosa                                     | - Ponencia sobre la alternación presidencial, aprobada por el Senado de la República en la fecha. |
| 6 de agosto de 1958                       | Ponencia para el primer y segundo debate en la Cámara de Representantes del proyecto reformatorio de la Constitución de 1886 | Carlos Galindo y Enrique Sánchez                                                           | - Ponencia sobre la alternación presidencial aprobada por la Cámara de Representantes en la fecha. |

En el documento mencionado arriba, López plantea el establecimiento de reformas a la Constitución que garanticen la representación ministerial de los dos partidos, dando fuerza de mandato constitucional a la participación de ambos sectores en el gobierno y, por lo tanto, evitando las posibilidades de reversar los pactos de coalición como recurrentemente había ocurrido en el pasado.
Otra propuesta tiene que ver con un aspecto de trascendental importancia para el momento político que se vivía: la selección del mandatario que debería reemplazar al general Rojas Pinilla. La sugerencia de uno de sus máximos líderes en el sentido de que el liberalismo podría respaldar a un candidato conservador para encontrarle salida a la dictadura, ayudó a aclimatar la confianza y colaboró para que se unieran los sentimientos de oposición y repudio que compartían las mayorías de las dos colectividades.
La primera fase del proceso que conduciría al Frente Nacional ha comenzado. Se trata de convocar a las fuerzas bipartidistas en contra de la dictadura, para que ésta se debilite por una reducción progresiva del respaldo político. A partir de ese momento la oposición al régimen será el eje de coalición entre el liberalismo y el conservatismo.
Pero el general Rojas, que ve en la convergencia bipartidista un peligro inminente para la estabilidad de su gobierno, también reacciona e intenta impulsar una coalición entre las fuerzas armadas, los empleados públicos y algunos sectores sindicalizados para utilizarla como instrumento de apoyo político. A este esfuerzo se la ha atribuido una clara inspiración peronista. A mediados de 1956, en la conmemoración del ascenso de Rojas Pinilla al poder, se realizaron las primeras manifestaciones del nuevo grupo político bajo la denominación de «Tercera Fuerza». Su estandarte, un fusil y una pala formando una cruz, revela claramente cuáles eran sus aspiraciones. Solo cuatro meses después, la oposición de la Iglesia, al igual que la falta de credibilidad y arraigo popular, llevaron al fracaso el intento de crear una coalición de bases obreras para enfrentarse a la que se venía gestando en el seno de los dos partidos tradicionales.

### Pacto de Benidorm
Las conversaciones de los jefes liberales con el ala laureanista del partido conservador prosperaron rápidamente, en especial porque su líder profesaba un odio intenso a la dictadura que lo había despojado del poder, que le hizo capaz de superar el sectarismo político que caracterizó a su gobierno. Igualmente, el conflicto con el sector ospinista no era menos agudo, puesto que en la interpretación del expresidente Laureano Gómez la dictadura solo sobrevivía gracias al respaldo y la colaboración que este grupo venía ofreciendo. No hay que olvidar que los ospinistas mantenían la esperanza de ser los herederos civiles de la dictadura militar, lo que los hacía moderar sus críticas y mantenerse en una posición blanda frente al régimen autoritario, razón por la cual el liberalismo no los concebía como unos aliados confiables.
Los temas de las conversaciones entre Alberto Lleras Camargo y Laureano Gómez en España, en 1956, no se conocen en detalle, pero de ese intercambio germinó un acuerdo político de decisiva trascendencia para la historia de Colombia, el Pacto de Benidorm, que se divulgó como una declaración conjunta firmada el 24 de julio de 1956. El acuerdo comprendía un diagnóstico de la problemática política del país, al igual que el primer esbozo de un programa de acción conjunta para el retorno a la democracia, y una declaración de principios que iba a determinar todo el pensamiento político colombiano a partir de esa fecha.
Era una declaración de lucha y de acción política. En primer lugar, el acuerdo formalizaba el repudio de los sectores mayoritarios del conservatismo y del liberalismo a la dictadura, y llamaba a la unidad bipartidista para remover al general Rojas Pinilla. Esta realidad política tuvo el efecto de acrecentar la percepción social del debilitamiento del régimen militar. Pero lo que es más importante, trazaba el borrador de un plan político para volver al gobierno civil y superar las contradicciones históricas entre los dos partidos tradicionales mediante la instauración de una serie de gobiernos de coalición. Es el diseño inicial de lo que llegaría a ser el Frente Nacional.
Las reacciones que generó el acuerdo fueron de distinta índole. Los liberales no dudaron en entregarle todo su apoyo y respaldar cada uno de los puntos contemplados en el texto. Por su parte, el directorio conservador que aglutinaba el ala laureanista del partido conservador, también respaldó la iniciativa y se comprometió a apoyarla de inmediato. Nuevamente, el sector ospinista se encontró en una posición muy incómoda. Seguía dentro del gobierno, pero al mismo tiempo sentía que este se venía abajo a pasos agigantados; de otra parte, no podía negar el endurecimiento de la dictadura ni la creciente represión aun en contra de sus propios copartidarios. La aspiración de ser los herederos del gobierno pudo más y el resultado fue la ambigüedad del ospinismo frente a la necesidad de un trabajo conjunto para el retorno a la democracia.
La dinámica de convergencia entre liberales y laureanistas empieza a involucrar al ospinismo a partir de septiembre de 1956. El partido conservador, preocupado por un posible debilitamiento de su situación política frente a la fortaleza de la posición liberal, explora caminos de unidad. El 18 del mismo mes se firma un acuerdo político entre dirigentes de las dos facciones conservadoras en el cual se habla de un trabajo conjunto para oponerse a la dictadura. Dos días después, esa aproximación se desmorona a raíz de una exigencia tácita que hacen los liberales para que el laureanismo reafirme su respaldo al Pacto de Benidorm como la guía básica de la coalición bipartidista, situación que es interpretada por el ospinismo como un rechazo al acuerdo recién nacido. Una vez ratificado el acuerdo por los seguidores de Laureano Gómez, la Dirección Nacional Conservadora, orientada por el expresidente Mariano Ospina Pérez, rompe el convenio de oposición al régimen, adoptando una enfática actitud de respaldo y apoyo a la dictadura.
Alberto Lleras Camargo tenía que superar el escollo de convocar al ospinismo para fortalecer definitivamente al «Frente Civil», uno de los nombres con que popularmente se conocía la coalición. La convocatoria de la ANAC (Asamblea Nacional Constituyente), realizada por Rojas Pinilla el 11 de octubre de 1956, ofreció el contexto político apropiado para avanzar en la consolidación de la oposición bipartidista. El general Rojas inició las labores de la «constituyente» solicitando la ampliación del número de participantes en veinticinco miembros, nombrados directamente por el ejecutivo. El gobierno militar buscaba que la Asamblea le diera una fachada legalista y legítima tanto al régimen como a sus actos, al tiempo que se pretendía acumular las fuerzas suficientes para repetir lo sucedido en 1954: que la ANAC manipulada prolongase el mandato de la dictadura.
La oposición liberal en la asamblea denunció la maniobra de Rojas y se dedicó a impedir que el gobierno se saliera con la suya. Pero en un giro trascendental para el futuro de la coalición política, el expresidente Ospina Pérez acusó al gobierno de querer monopolizar todos los poderes públicos en manos del dictador y renunció a la presidencia de la ANAC, dejando así allanado el camino para el golpe final y para la universalización de la coalición bipartidista.

### Pacto de marzo
El 20 de marzo de 1957 se da a conocer el texto de una declaración conjunta, «manifiesto conjunto de los partidos liberal y conservador», generalmente conocido como el Pacto de marzo, firmado por el Directorio Nacional Conservador de inspiración ospinista, y por los cuadros directivos del liberalismo encabezados por Alberto Lleras y Eduardo Santos. De esta forma, el sector que hasta entonces se había mostrado más recalcitrante para participar de la coalición bipartidista formaliza su compromiso de oposición activa al régimen.
Los aspectos neurálgicos contemplados en los puntos del Pacto de marzo son los siguientes:
- La descalificación política y legal de las pretensiones de perpetuación de la dictadura;
- Una fuerte crítica a la censura de prensa y el amordazamiento de todos los mecanismos de expresión de la sociedad;
- La refutación del argumento de la persistencia de la violencia partidista, con el que el general Rojas Pinilla pretendía legitimar su continuidad en el gobierno;
- El planteamiento de que la única salida a la crisis era la coalición de las dos colectividades históricas para ofrecer resistencia a la dictadura; y, por último,
- Un programa mínimo de acción conjunta:

| «El acuerdo de los partidos que anunciamos con júbilo y con optimismo a una nación confundida, intimidada y coaccionada por la fuerza física, puede resumirse así: - Oposición abierta y clamorosa a los sistemas de gobierno imperantes, y aun, al intento de prolongarlos en la persona del general Rojas Pinilla al terminar este quinquenio, por un cuatrienio adicional. - Oposición que nos lleva a afirmar que en cualquier forma, por cualquier procedimiento que se pretenda realizar esa inaudita prolongación, para nosotros no será válida. - Decisión irrevocable de los dos partidos de restablecer el imperio de la Constitución y negativa a discutir o aceptar cambio alguno que en esta atmósfera de coacción se pretenda introducir para desvirtuar el estatuto en sus fundamentos esenciales. - Decisión firme y leal de los dos partidos de buscar, por la vía de las elecciones populares libres, la creación de un gobierno nacional, que asuma a nombre de los dos, la responsabilidad de restablecer la Constitución y de enmendarla —entonces sí— para asegurar que no vengan a entorpecer este empeño patriótico un intento de hegemonía o una lucha intempestiva por el poder, antes de que las instituciones republicanas tengan firmeza y apoyo en los colombianos para hacerlas indestructibles.» |

El propósito original de este documento era el de servir como texto definitivo de acción política para la coalición bipartidista. Los laureanistas frustraron esa posibilidad al sentir que la insistencia de los ospinistas en la candidatura presidencial, y el papel protagónico que jugarían en su firma, los dejaba en desventaja política cuando llegara la hora de las decisiones. Por ello con el Pacto de marzo solo se logró incluir formalmente a los ospinistas en la coalición con los liberales, pero aún quedaba faltando la consolidación de un frente común.

### Junta Militar y consolidación del Frente Nacional
El gobierno de Rojas Pinilla fue suplantado por una Junta Militar conformada por cinco miembros, los generales Gabriel París, Luis Ernesto Ordóñez Castillo, Rafael Navas Pardo, el mayor general Deogracias Fonseca Espinosa y el contraalmirante Rubén Piedrahíta Arango. El primer paso de la junta para afianzarse políticamente fue garantizar al país que en el término de un año se realizarían elecciones para construir un gobierno civil. 
La posibilidad de un pronto retorno al régimen constitucional, al igual que el carácter bipartidista del gabinete ministerial seleccionado por la Junta Militar, le ganaron el apoyo de los principales jefes del liberalismo y el conservatismo. Para Alberto Lleras y los sectores comprometidos con el afianzamiento de la coalición, esta etapa se caracterizó por una permanente lucha para lograr que las rencillas internas entre el conservatismo no desbarataran la marcha hacia el gobierno civil y compartido.
El escenario de transición democrática despertó nuevamente las pugnas entre los sectores en conflicto dentro del conservatismo. Los ospinistas sostenían firmemente la candidatura de Guillermo León Valencia como la única posibilidad presidencial para un gobierno de coalición. Pero los laureanistas no demoraron en oponerse a esa posibilidad. Un pacto de unión entre los conservadores, promovido por los ospinistas, fue rápidamente rechazado por Laureano Gómez. 
De este acuerdo surgió una comisión bipartidista encargada de plantear los mecanismos para el retorno a la democracia, la cual durante junio de 1957 presentó un informe en el que se proponía una reforma constitucional para restablecer el gobierno compartido durante tres períodos presidenciales seguidos, se fijaban fechas para las elecciones y se establecen otros mecanismos para el retorno a la democracia. La Junta Militar, creyendo que efectivamente este documento recogía el pensamiento de la amplia mayoría del espectro político, puesto que en ella participaban algunos miembros del laureanismo, procedió a adoptar algunas de las medidas contempladas en la propuesta. La reacción de los más fieles seguidores del expresidente Gómez no se hizo esperar y se planteó una situación de desautorización política para esos esfuerzos de unión conservadora.
Alberto Lleras se enfrentaba a la tarea de decidir sobre cuál de los dos sectores políticos era más conveniente apoyarse para sacar avante la coalición y para defender los intereses del liberalismo. El jefe liberal reafirmó su escogencia inicial de seguir considerando al laureanismo como el eje del partido conservador. Los posteriores resultados electorales le darían la razón. El 20 de julio de 1957 se firmó el Pacto de Sitges, entre Lleras Camargo y Laureano Gómez, acuerdo fundamental que definió los principios conceptuales concretos sobre los cuales se iban a construir las instituciones del Frente Nacional.

### Pacto de Sitges
La posibilidad de desarrollar la búsqueda de fórmulas políticas para encontrar una puerta hacia la democracia fue dada por el espacio que dejó la Junta Militar. Ésta se dedicó preferencialmente a reorganizar el frente económico, aquejado de severas dificultades, y a intentar desmontar los brotes de violencia partidista, delincuencial y social que todavía persistían en varias regiones del país. La labor de definir alternativas para el retorno a la democracia quedó entonces en manos de los civiles, quienes asumieron pronto la tarea. El Pacto de Sitges surge en este momento como la propuesta más sólida, no solo en términos políticos, ya que contaba con la firma de los dos principales líderes de los partidos tradicionales, sino también por ser una síntesis afortunada de las propuestas y las alternativas existentes hasta el momento.
El acuerdo es en general una reafirmación del proceso de coalición bipartidista iniciado en Benidorm y una propuesta concreta para avanzar en la reconstrucción del gobierno civil y la democracia electoral. En el texto se plantea que las propuestas ofrecidas son el desarrollo político de los principios comunes acordados en el Pacto de Benidorm, que determinaron la caída de la dictadura. Los principales mecanismos para lograr un gobierno de coalición y la paz política nacional podrían ser, según el acuerdo, los siguientes:
| «Entre ellas está, en primer término, la de que se establezca el equilibrio de los partidos en los cuerpos colegiados… Para que tal enmienda a la carta, con obvio carácter transitorio, surta sus efectos curativos y eficaces para la pacificación total de Colombia, creemos necesario que su duración sea siquiera por el término de tres períodos de gobierno… Un primer límite tiene que ser la urgentísima creación de una carrera de servicio civil que suprima el concepto de que el vencedor político tiene derecho a los despojos del vencido y a alterar de arriba abajo la administración pública… El otro límite podría ser el de que el presidente de la República, al escoger sus colaboradores en el gabinete, estuviera obligado a conservar la proporción política que tengan los partidos dentro de las cámaras legislativas…» |

El acuerdo no solo contempló las fórmulas concretas para instaurar un gobierno de coalición, sino que también propuso el mecanismo político para adoptar dichas reformas transitorias a la Carta Constitucional: el plebiscito popular. Las razones argüidas para sugerir esa vía tenían una fuerza indudable: un compromiso de transformación institucional de esas magnitudes debería ser refrendado por la fuente esencial de la legitimidad, el constituyente primario, y no por asambleas o comités de difícil representatividad. 
Naturalmente, existían razones políticas adicionales para promover este camino para llegar a las instituciones de coalición. Un plebiscito evitaría que los problemas derivados de la confrontación entre los distintos sectores de los partidos dilataran o entorpecieran el proceso de reforma constitucional. Igualmente, impediría una posible presión militar en las deliberaciones y neutralizaría cualquier alegato de ilegitimidad por parte de los enemigos de la coalición. De esta forma, el plebiscito se presentaba como el mecanismo legal y político idóneo para consolidar las instituciones de coalición.
Las consecuencias del Pacto de Sitges sobre el proceso político interno fueron considerables. El primer impacto claro fue el debilitamiento del ala ospinista del partido conservador, puesto que el acuerdo en España se hizo prácticamente a espaldas de ese grupo. De igual manera, el texto del pacto desconocía formalmente y por completo el acuerdo previo entre los ospinistas y el liberalismo, firmado en marzo, al igual que las recomendaciones de la comisión creada por los conservadores en junio. El papel protagónico del conservatismo doctrinario, nombre que se daba a sí mismo el laureanismo, en la gestación del gobierno de coalición quedaba definitivamente consolidado. Paralelamente, con el fortalecimiento laureanista vendría la agudización del conflicto interno dentro de los conservadores, especialmente en torno al tema de las candidaturas presidenciales.
Una segunda consecuencia del Pacto de Sitges fue el afianzamiento de Alberto Lleras Camargo como el eje de las relaciones políticas entre la dimensión civil y el gobierno de la Junta Militar. Los generales carecían de un interlocutor válido a nivel de los partidos políticos. El gobierno intentó inicialmente construir una relación de colaboración con la coalición a través del ospinismo y la supuesta unión conservadora sellada en junio de 1957, pero aceptó muy pronto que la aguda división en ese partido solo dejaba la opción del liberalismo unido y claramente comprometido con su jefe Alberto Lleras. Las características del Pacto de Sitges, al igual que el respaldo social que movilizó el liberalismo en su favor, le demostraron a la Junta Militar cuál era el camino a seguir para entregar sin traumatismo el poder a los civiles: 
Definidos los lineamientos de las reformas institucionales necesarias para la instauración del gobierno de coalición, el general Gabriel París, presidente titular de la Junta, se compromete en el mes de agosto a sacarlas adelante. Los ministros de los partidos tradicionales, particularmente los liberales, desarrollaron una intensa colaboración con la Junta Militar para formalizar el acuerdo político. Pero el problema de la división conservadora amenazará prácticamente desde su firma el desenvolvimiento de los acuerdos políticos.

### Nuevos acuerdos políticos
La confrontación conservadora se agudiza a partir de septiembre, cuando en el horizonte aparece por primera vez una clara posibilidad de elecciones libres. La lucha que se planteó en torno a la selección del presidente de la República, ya que el liberalismo mantenía su compromiso de respaldar un candidato conservador de unidad para ese cargo. Los laureanistas intentan contrarrestar al candidato Guillermo León Valencia, que tenía cierta popularidad por su prestigio de fogoso enemigo de Rojas a finales de la dictadura, presentando la candidatura de Jorge Leyva Urdaneta, reconocido político de la derecha conservadora. El debate entre las dos facciones se agría a medida que avanza el proceso de institucionalización del regreso a la democracia.
En octubre de 1957 ocurren hechos decisivos. Se protocoliza la división conservadora y la Junta Militar define la fecha del plebiscito propuesto por el Pacto de Sitges. El conservatismo convoca a dos convenciones distintas que se censuran y descalifican mutuamente. Los ospinistas, con el expresidente a la cabeza, se reúnen en la primera semana del mes y reafirman su respaldo a la candidatura de Valencia. Para esa fecha llega Laureano Gómez al país después de su prolongado exilio en el exterior.
El 4 de octubre, un día antes de la llegada del jefe del laureanismo, la Junta Militar expide el decreto número 247 de 1957 por medio del cual, «interpretando la opinión nacional expresada en los acuerdos suscritos por los partidos políticos», se convoca para el primero de diciembre un plebiscito para ratificar o negar una propuesta de reforma constitucional. La consulta plebiscitaria, contemplada en el Pacto de Sitges, comprendía esencialmente los puntos acordados entre Laureano Gómez y Alberto Lleras: establecimiento formal de un gobierno de coalición bipartidista; distribución paritaria de los ministerios y de los cargos en el Congreso, asambleas y concejos; establecimiento de la carrera administrativa para los empleados públicos; confirmación del derecho al voto para la mujer; y legislación popular del gobierno de la Junta Militar. La inevitable decisión del gobierno de convocar al debate plebiscitario le echó más leña al fuego, ya que la confrontación conservadora se trasladó del terreno partidista al de oposición al desarrollo institucional del acuerdo político.
Los acontecimientos que rodearon el plebiscito deben interpretarse desde la óptica de la lucha por el predominio político entre los distintos grupos. No es que el ospinismo o el laureanismo quisieran en la práctica hundir el acuerdo de coalición, sino que intensificaban su respaldo de manera estrictamente táctica para fortalecerse en la verdadera lucha, la lucha por el poder público. Un escollo aparentemente intrascendente se coloca rápidamente en el núcleo del conflicto: la fecha de las elecciones a corporaciones. Algo que a los ojos de un observador casual puede parecer simple, poseía en esta coyuntura un significado decisivo en términos de la definición del candidato presidencial y de la fuerza política relativa de cada uno de los grupos.
Para los ospinistas lo mejor era la selección del candidato de coalición con anterioridad a las elecciones de 1958, puesto que Guillermo Valencia se encontraba desempeñando ese papel en el escenario político desde comienzos de 1957. Igualmente, este grupo defendía la unidad del calendario electoral, de manera que el presidente y los representantes a los cuerpos colegiados fueran elegidos en la misma fecha. La razón real para insistir en un solo día era que de esta manera los acontecimientos y resultados que se presentaran en la sección de los legisladores no podrían afectar ya la escogencia presidencial. Sutilmente, el sector minoritario quería impedir mediante este artificio la expresión de las distintas fuerzas políticas dentro del conservatismo, evitando de esta manera que la mayoría en las elecciones parlamentarias fuera un criterio político decisivo en la selección del candidato presidencial.
Por su parte, el sector comandado por Laureano Gómez sostenía precisamente la posición contraria. El laureanismo sabía que, a pesar de que el ospinismo disfrutaba de activos burocráticos heredados de la época de la dictadura, su fuerza electoral era considerablemente mayor. Por ello, en caso de realizarse la escogencia y elección del candidato presidencial con posterioridad a la contienda parlamentaria, el resultado de esa elección tendría incidencia decisiva sobre las posibilidades de cada uno de los dos sectores en conflicto. A pesar de que la argumentación en favor y en contra de cada una de las posiciones estuvo rodeada de toda una variada gama de racionalizaciones jurídicas, ideológicas y políticas, la realidad que se escondía detrás de esa controversia era simplemente su impacto sobre las posibilidades de cada grupo para hacerse al comando del partido conservador. Desde el mes de octubre hasta finales de noviembre de 1957 la cuestión del calendario electoral se convirtió en el eje de la discusión pública.
La convención del sector laureanista se realza en Cali a finales de la primera semana de noviembre. El evento es fértil en manifestaciones de ruptura con los adversarios y la asamblea dedica gran parte de su tiempo a atacar al ospinismo y a su candidato, acusándolos de «impuros», oportunistas e insinceros. Después de la convención, ya no quedan dudas de que el laureanismo no está dispuesto a aceptar que la selección del candidato conservador se realice antes de las elecciones parlamentarias, y mucho menos a permitir la unificación del calendario electoral. Contra esas dos posibilidades, a las cuales se inclinaba el gobierno con el respaldo del ospinismo y hasta cierto punto del liberalismo, se enfilan las poco despreciables baterías políticas y retóricas del expresidente Gómez.
La amenaza de una ruptura definitiva de los acuerdos de coalición, que significaban la esperanza para transitar definitivamente hacia el régimen civil, es el arma que utiliza el laureanismo para conseguir concesiones y ganancias políticas. El 16 de noviembre el directorio comandado por el expresidente Gómez se manda lanza en ristre contra el liberalismo y contra el plebiscito programado para dentro de solo dos semanas. En su pronunciamiento público, el laureanismo plantea que el liberalismo está aprovechándose de su papel protagónico en los acuerdos y demanda que se posponga la consulta popular para el establecimiento de las instituciones de coalición. Toda esa demostración de oposición revela sus verdaderas intenciones cuando, hacia el final de la declaración, exige que las elecciones parlamentarias se realicen aun antes del plebiscito. Es el comienzo de una nueva crisis política que amenaza el desarrollo del Frente Nacional y que solo será conjurada con la firma de un nuevo acuerdo, esta vez auspiciado desde el mismo gobierno: el Pacto de San Carlos firmado el 22 de noviembre de 1957.
Pero es de preguntarse sobre lo que ocurría con el partido liberal en el entretanto. Los liberales optaron por marginarse casi por completo de la controversia conservadora, y se dedicaron más bien a recorrer el país buscando apoyo para los acuerdos de coalición e impulsando la participación política en favor de una aceptación de las fórmulas plebiscitarias. El propio Alberto Lleras, aunque seguía muy de cerca los acontecimientos internos del conservatismo, se colocó por encima del conflicto e igualmente se presentó ante el país como el abanderado de la concordia, de la coalición, de la civilidad. El contraste era avasallador. Un partido conservador profundamente escindido, sumido en rencillas que ante los ojos de la gente deseosa de un retorno al gobierno civil aparecían más como un egoísta y desmedido apetito de poder; y ello frente a un liberalismo comprometido con los acuerdos, dispuesto a renunciar a la presidencia para recuperar la democracia, liderado firmemente y sin serios problemas internos. Son diferencias que no pasan desapercibidas para la mayoría de los colombianos.
La consecuencia de esa comparación es el fortalecimiento del liderazgo nacional de Alberto Lleras. Desde el mes de octubre, y con más énfasis a partir de noviembre, se empiezan a escuchar las voces de distintos sectores populares, partidistas y gremiales que reclaman la candidatura del líder liberal. No solo son los liberales. Importantes dirigentes conservadores empiezan a entender que la única salida viable a la división de su partido y a la consolidación del régimen civil es una candidatura nacional de Lleras Camargo.
Pero volviendo a los acontecimientos de noviembre, cuando el tiempo se agotaba para movilizar al país en favor del plebiscito ya en curso, el clima de beligerancia interna entre las distintas facciones conservadoras se agudizó aún más. El sector conservador encabezado por Gilberto Alzate Avendaño se lanzó en clara oposición al gobierno de coalición y al plebiscito, denunciando a Laureano Gómez como supuesto traidor de las causas conservadoras por pactar con los liberales, a quienes no vacilaba calificar de bandoleros. De esta forma, un nuevo comensal se sentó a manteles para disputarse el plato fuerte del predominio político dentro del conservatismo. La situación amenazaba con convertirse en una crisis mayúscula que podría arrasar con el delicado trabajo de aproximación política iniciado en 1956 por Alberto Lleras y López Pumarejo.

#### Amagos de crisis: Pacto de San Carlos
Como si la torpeza fuera su lema, nuevamente los partidarios del general Rojas Pinilla crearon circunstancias favorables para afianzar el poder político de la Junta Militar y de aquellos que buscaban la concordia partidista. El 18 de noviembre de 1957 el gobierno anunció que se había descubierto un plan terrorista para atentar contra los miembros de la Junta y los principales protagonistas de la coalición política, intentando que asumieran el mando oficiales leales al dictador. 
El impacto de la noticia sobre la opinión pública y los núcleos de poder —Iglesia, gremios, empresarios, políticos, etc.— produjo el efecto contrario al deseado por los conspiradores, ya que los cinco militares y la coalición recibieron innumerables manifestaciones de apoyo político y social. En ese contexto, los opositores al gobierno y al plebiscito se vieron considerablemente debilitados, razón por la cual la Junta Militar asumió la vanguardia del proceso y convocó a todas las fuerzas políticas a una reunión en el palacio de San Carlos, con el ánimo de superar definitivamente la crisis.
El 20 de noviembre asistieron al palacio presidencial los líderes de los partidos tradicionales y de los principales grupos. En un largo proceso de discusión, que se extendió por más de tres días consecutivos, se plantearon las diferentes interpretaciones sobre los procedimientos adecuados para transitar hacia un gobierno civil. El problema central fue el de conciliar las posiciones de los dos grupos predominantes dentro del conservatismo. El 22 de noviembre, a solo ocho días de la fecha fijada para llevarse a cabo el plebiscito, se alcanzó un acuerdo que se denominó el Pacto de San Carlos. El desarrollo de las conversaciones no se conoce en detalle pero el resultado fue favorable a la posición sostenida por Laureano Gómez, por lo menos en lo que tiene que ver con los procedimientos para la escogencia del candidato presidencial y del calendario electoral.
Con el Pacto de San Carlos, el gobierno, representado en la Junta Militar, adquiría por primera vez el carácter de fuerza política decisiva en el desarrollo de los acontecimientos dentro y entre los partidos. Igualmente, la firma del acuerdo por parte de los partidos, bajo la tutela de la cabeza del Estado, le imprimió a la coalición bipartidista una fuerza institucional que no había tenido hasta el momento, y que se convirtió en el sello definitivo para consolidar el Frente Nacional. Es así como la formalización de los acuerdos entre los sectores políticos le dio el carácter de proceso irreversible a la convergencia entre los dos partidos tradicionales y al gobierno de coalición. El Pacto de San Carlos representa el último episodio en la búsqueda de una coalición definitiva entre los partidos.
El pacto contemplaba seis puntos específicos. El plebiscito se llevaría a cabo en la fecha originalmente prevista y ambos partidos defenderían entre sus seguidores las propuestas allí contempladas. La candidatura presidencial de Guillermo León Valencia sería sometida a ratificación por parte de los miembros liberales y conservadores del Congreso de la República, a ser elegidos a comienzos de 1958. La fecha de las elecciones parlamentarias debería ser anterior a la de los comicios presidenciales. Los dos partidos condenaban la violencia y hacían un llamamiento a la pacificación nacional. Por último, los dirigentes políticos agradecían las gestiones de la Junta Militar para devolverle al país el gobierno civil y democrático.
La habilidad de los liberales y de los militares en el poder para neutralizar las disensiones conservadoras dentro de la coalición bipartidista y darle al acuerdo político casi la fuerza de ley, garantizó el tránsito hacia el gobierno compartido. Esta nueva modalidad de coalición presentaba una innovación radical sobre las que se dieron en el pasado, ya que por primera vez los acuerdos entre los partidos para distribuirse el poder tendrían la fortaleza institucional de estar integrados a la Constitución Nacional.
La consulta popular fue ampliamente favorable a la propuesta plebiscitaria de la coalición. En favor de la reforma constitucional votaron 4 169 294 colombianos sobre un total de sufragantes de 4 397 090. En contra del establecimiento de la reforma constitucional se presentaron 206 564 votos que corresponden al 4,7% del total. Es de destacar que en esta ocasión se obtuvo la participación electoral más alta en la historia contemporánea del país. A la luz del abrumador apoyo electoral es incuestionable la legitimidad popular de las instituciones de coalición, puesta a consideración en el plebiscito. 
Es la reacción de un país cansado de violencia sectaria entre los partidos, violencia militar y gobiernos autoritarios y dictatoriales; que ve en las instituciones de coalición una salida a la persistencia de la sangre y de la muerte. También, el apabullante resultado electoral en favor del gobierno de coalición es la expresión de una dirigencia política que siente amenazada la estabilidad nacional, su predominio social y político y ve en la continuidad de la violencia una amenaza real de polarización social de la lucha partidista. El gran ganador con los resultados del plebiscito fue Alberto Lleras Camargo, que era reconocido por tirios y troyanos como el artesano detrás de esa victoria política.
Un interrogante que quedará sin respuesta es si el país hubiera respaldado la propuesta plebiscitaria con todos los detalles que después se integrarían al sistema institucional del Frente Nacional. De haberse añadido al texto del plebiscito la alternación en la presidencia de la República y la prolongación del gobierno de coalición a dieciséis años, ¿habría respondido el país con igual entusiasmo?  Nunca se sabrá; pero la realidad es que en contra de la alternación surgió un nuevo grupo político de gran incidencia sobre el desarrollo de la política colombiana, el MRL o Movimiento Revolucionario Liberal.

### Precandidaturas
Definidas las bases institucionales para el gobierno de coalición con la aprobación del plebiscito, la lucha política se trasladó a dos planos distintos, pero altamente complementarios. De una parte se dio la confrontación electoral entre las distintas vertientes de los partidos alrededor de la escogencia de los miembros de las corporaciones públicas. Esta contienda tenía especial significado, ya que definiría cuáles sectores políticos controlaban las mayorías. 
De otras, la controversia se daba en el plano de la selección del candidato presidencial que representaría la coalición. En esta dimensión de la contienda operaba toda una gama distinta de sutiles factores de poder, por cuanto los aspirantes requerían del visto bueno de los dos partidos y de sus principales jefes. En términos formales, la candidatura de Valencia esta prácticamente consolidada por cuanto ambos partidos la habían aceptado, pero sujeta a ratificación después de las elecciones a corporaciones. El papel de árbitro que jugarían los resultados electorales del domingo 6 de marzo de 1958 le imprimió un dinamismo inusitado a los esfuerzos proselitistas de todos los contendores.
Realizados los escrutinios, la voluntad de los sufragantes le imprimió un nuevo derrotero al proceso político, enredando un poco más las cosas. El partido liberal se consolidó con una amplia mayoría, cercana al 60% del total de votos, superando a todas las facciones conservadoras sumadas. Por su parte, dentro del conservatismo el olfato político de Laureano Gómez demostró estar acertado, ya que su grupo obtuvo cerca de dos veces más votación que el ospinismo, que solo logró aproximadamente cincuenta mil votos más que los seguidores de Jorge Leyva.
En consecuencia, el contexto creado por los resultados electorales era paradójico. Un partido liberal ampliamente mayoritario y popular, que reiteradamente rechazaba los ofrecimientos de la candidatura; un partido conservador dividido en tres facciones con un aspirante a la presidencia respaldado por un sector que no alcanzaba siquiera a controlar la mitad de la fuerza electoral conservadora y la apremiante necesidad de escoger un hombre para representar a todo ese universo contradictorio de fuerzas políticas en la cabeza del Estado y al mando de una coalición constitucional. La única salida era, a su vez, la más lógica históricamente: Alberto Lleras Camargo.
La decisión sobre las candidaturas quedó virtualmente en manos del liberalismo y el laureanismo, que se enfrentaba a la tarea de conseguir un candidato válido para reemplazar a Valencia, quien carecía ya de opciones por el poco afecto político que despertaba en el ala mayoritaria de su propio partido. La búsqueda de alternativas reviste el carácter de un juego de acertijos en el que se trata de adivinar detrás de cuál de las máscaras se esconde el verdadero candidato, pero todos los concursantes conocen la respuesta y ninguno se atreve a decirla.
El curtido Laureano Gómez empieza a jugar de primero. Envía una carta a Alberto Lleras Camargo, fechada el 30 de marzo de 1958, en la cual ofrece una lista de posibles candidaturas para que el liberalismo escoja la que considere conveniente. El grupo estaba conformado por los setenta parlamentarios elegidos por el conservatismo doctrinario, y por diez nombres adicionales de conservadores no políticos del sector privado y profesional. El expresidente Gómez se excluyó de la lista al igual que a su hijo. Desde cualquier ángulo que se interprete, es claro que ninguno de los nombres ofrecidos tenía la representatividad política suficiente para asumir esa responsabilidad, y que la intención era otra. A renglón seguido, el texto de la carta revela las verdaderas intenciones: apoyar la candidatura de Alberto Lleras pero recibir en contraprestación el establecimiento de la alternación presidencial.
| «Si queremos llegar a un compromiso para que el período presidencial subsiguiente corresponda a un miembro del partido conservador, el período inmediato podría ser presidido por usted.» |

¿Cuál era la nacionalidad política que se escondía detrás de esta oferta?  Difícil reconstruir las verdaderas intenciones que motivaban al doctrinario, inflexible e intransigente Laureano Gómez para declinar la presidencia en el primer período Frente Nacional. A manera de hipótesis se puede plantear que ese era un precio bajo por garantizar la presidencia de su partido minoritario en el poder mediante un acuerdo de alternación, al tiempo que se resolvía el impase que nuevamente estaba poniendo en peligro la coalición. 
La condición de partido minoritario hubiera impedido muy posiblemente un acceso al poder tan fácil como el que se lograría con un mecanismo de rotación forzosa de la presidencia de la República, y esa pudo ser una consideración de peso llegado el momento de los cálculos políticos por parte del expresidente Gómez. Probablemente en esta sugerencia también incidió el abrumador respaldo obtenido en las elecciones del Congreso. No hay que olvidar que en dos ocasiones anteriores el laureanismo y su jefe colocaron sobre la mesa la posibilidad de un gobierno de coalición encabezado por Lleras Camargo.
A partir de allí la gestación de una nueva institución frentenacionalista no contemplada en la propuesta original en el plebiscito, la alternación presidencial correría pareja con la consolidación de la candidatura de Alberto Lleras. El expresidente Lleras Camargo contestó el mismo día la misiva del dirigente, devolviéndole al partido conservador la responsabilidad de seleccionar al candidato, y dejando abierta la puerta para una posible candidatura liberal llegado el caso que el propio conservatismo aceptara renunciar al derecho que le daba la promesa liberal de dejar en sus manos de la candidatura:
| «Ningún liberal podría, en mi opinión, aspirar a la presidencia o aceptar una candidatura que no fuera precedida de la expresión inequívoca de la voluntad del conservatismo… Sus copartidarios y los míos entenderán así cómo, siguiendo ese ejemplo, pueden escoger un candidato a la presidencia de la República en total acuerdo, sin pensar en partidos ni en grupos, sino en lo que necesita la nación…» |

La posibilidad de una candidatura de Lleras Camargo se venía rumoreando desde noviembre del año anterior. El entusiasmo que despertaba el líder liberal realmente hacía difícil pensar en otra alternativa. Sin embargo, haría falta todavía mucho ir y venir político para que esa opción se hiciera realidad.
La reacción de un importante sector de dirigentes conservadores a la sugerencia del expresidente Gómez fue radical. Rechazaron la posibilidad de declinar su derecho a la presidencia, y presionaron para que los liberales escogieran prontamente un candidato de su partido. El tiempo nuevamente estaba en contra de los políticos, ya que la fecha en que se debían celebrar las elecciones presidenciales era el 4 de mayo, y solo restaban tres semanas y nada en concreto se había decidido sobre la candidatura.
El partido liberal también jugó sus cartas. En reunión especial de la comisión de delegatorios liberales para resolver el problema de las candidaturas, se aprobó el nombre de Fernando Isaza como candidato de la coalición. Igualmente, los liberales en su declaración recogieron la propuesta de alternación de Laureano Gómez y la concretaron como una fórmula en caso de que no fuera aceptado el señor Isaza como candidato bipartidista. Textualmente el liberalismo formuló la siguiente propuesta el 15 de abril de 1958, a solo dos semanas y media para la elección presidencial.
| «En caso de que el partido conservador no acoja esta primera solución, el partido liberal está dispuesto a pactar con él una reforma constitucional por virtud de la cual se establezca la alternación en la presidencia de la República, por término de cuatro períodos, de los cuales corresponderían dos al partido conservador.» |

Los conservadores inicialmente aceptaron la propuesta de una nueva reforma constitucional para prolongar a dieciséis años al Frente Nacional e instaurar la alternación presidencial, pero siguieron insistiendo en la necesidad de una candidatura conservadora para poder mantener la credibilidad en los acuerdos entre los partidos. Continuaba de esta forma el vacío de liderazgo, situación que estaba debilitando la fortaleza política y popular de la coalición bipartidista. Laureano Gómez decide apelar a toda su autoridad política e inicia una pronta movilización en contra de los opositores de la opción liberal, y hace un trabajo de paciente pedagogía política para neutralizar a los elementos más sectarios de su partido y comprometerlos con la candidatura de Lleras Camargo. La convergencia sobre el asunto de la alternación sirvió como principal argumento para debilitar la terquedad de los que seguían insistiendo en una candidatura conservadora, que no parecía viable dadas las circunstancias internas de los partidos y la misma expresión del sentimiento popular, registrado no solo en las elecciones parlamentarias sino en amplias manifestaciones de apoyo a Lleras a lo largo y ancho del país.
Por fin el Directorio Nacional Conservador brinda respaldo a Laureano Gómez el 16 de abril y se compromete a apoyar al candidato que recomienda su jefe, aun a pesar de que este sea liberal. Naturalmente esta decisión estuvo acompañada de una reafirmación del compromiso bipartidista con la alternación y la extensión del Frente Nacional a cuatro períodos presidenciales. El mismo día, unas pocas horas después, la Junta Delegataria de la Convención Nacional Liberal, que era la encargada de estudiar el problema de la candidatura presidencial por parte del liberalismo, proclamó y adhirió a la candidatura de Alberto Lleras.
La suerte está echada. Alberto Lleras se consolida como el candidato de la coalición bipartidista y como cabeza del primer gobierno del Frente Nacional. El costo ha sido el apoyo liberal a la propuesta de Laureano Gómez de establecer la alternación de los partidos en la presidencia de la República. La declaración del Directorio Nacional Conservador el 21 de abril es definitiva:
| «(el Directorio) afirma su concepto de que, en el actual momento, el colombiano más capacitado para ejercer la primera magistratura es el doctor Alberto Lleras.» |

Las declaraciones en el mismo sentido expresadas por antiguos enemigos de la candidatura liberal, entre ellos Guillermo León Valencia, garantizaron el éxito de la campaña iniciada formalmente desde mediados de abril para escoger a Lleras Camargo como primer presidente civil elegido mediante elecciones universales desde Mariano Ospina Pérez en 1946.
Una vez alcanzado el acuerdo político en torno a la alternación, el candidato del Frente Nacional lo integra firmemente a su plataforma política. En un discurso del 27 de abril, al cerrarse la campaña presidencial, Alberto Lleras Camargo se expresaba así sobre el problema de la rotación de los partidos en el comando del Estado:
| «Me parece indispensable repetir que en cuanto de mí dependa, como candidato o como presidente, se llegare a serlo, la enmienda constitucional que prolongue el experimento bipartidista por dieciséis años, y que consagra la alternación en la presidencia de la República para los dos partidos, será una realidad en el tiempo estrictamente necesario para llevarla a cabo. Creo que es buena, creo que es indispensable, creo que hay una obligación moral y política de hacerla.» |

La importancia de la alternación radica en que este mecanismo será después la manzana de la discordia entre los sectores que defienden las instituciones de coalición y los opositores del Frente Nacional.  Igualmente, la alternación significaría la ruptura de la racionalidad sectaria de los partidos, base ideológica sobre la cual se construye gran parte de la afiliación de los electores a los partidos tradicionales en la época, situación que dificultará la reproducción histórica de las colectividades políticas como se verá más adelante. Para muchos de los liberales que han luchado por años contra la dictadura y la violencia conservadora, no parece legítimo que se conceda el gobierno a una reconocida minoría. Estas contradicciones políticas, derivadas de la misma concepción de las instituciones de coalición, serán los ejes centrales en la determinación de la dimensión política de la sociedad colombiana a partir de la instauración del Frente Nacional.
La superación del problema de las candidaturas, de una manera favorable a la estabilidad de los acuerdos de coalición y en consonancia con las mayorías electorales, no fue suficiente para coronar la carrera iniciada dos años antes hacia el gobierno compartido. Un obstáculo adicional se presentaría cuando un grupúsculo de militares, comandado por un coronel fanático y con pretensiones mesiánicas, Hernando Forero, intentó deponer a la Junta Militar y encarcelar a los arquitectos del Frente Nacional, todo ello con el ánimo de hacer retroceder la historia y reencauchar el modelo rojista del gobierno.
El golpe fracasó y, afortunadamente para los defensores del gobierno civil, el líder de la insurrección prefirió evitar la confrontación y se evadió sin derramamientos de sangre hacia la embajada de El Salvador. El domingo 4 de mayo se llevaron a cabo las elecciones presidenciales tal como estaba previsto. El candidato del Frente Nacional recibió la mayoría de la votación, 2 482 948 sufragios, y el opositor de derecha, Jorge Leyva, alcanzó un poco más de seiscientos mil votos.
El camino hacia el establecimiento definitivo de las instituciones de coalición que regirían a partir de 1958, y por cuatro períodos presidenciales, siguió su curso. El Congreso de la República, instalado el 20 de julio del mismo año, aceptó en primera vuelta sin mucha controversia la reforma constitucional que implantaba la alternación presidencial y la prolongación hasta 1970 de los acuerdos del Frente Nacional. Pero esta aparente conformidad era solo superficial. En el fondo se escondían las semillas de importantes movimientos sociales y políticos que vendrían con los meses y los años a convertirse en poderosos enemigos de la estabilidad del régimen de gobierno compartido.
El 7 de agosto, con la posesión de Alberto Lleras Camargo, se inicia el primer período presidencial dentro de la democracia restringida, alinderada por las instituciones de coalición. Es la primera vez en la historia del país que los acuerdos entre los partidos, para detentar conjuntamente el poder político, quedan plasmados en la Constitución Nacional. La adopción de este esquema institucional suprimirá viejos conflictos políticos, pero al mismo tiempo generará otros nuevos, dando paso a contradicciones e interrogantes antes desconocidos, que marcarán la dinámica de la dimensión política en la Colombia contemporánea.

## Desarrollo del Frente Nacional
Los presidentes durante el Frente Nacional fueron: Alberto Lleras Camargo (1958-1962), Guillermo León Valencia (1962-1966), Carlos Lleras Restrepo (1966-1970), y Misael Pastrana Borrero (1970-1974).

### Alberto Lleras Camargo (1958-1962)
El liberal Alberto Lleras fue el mandatario que inició los cuatro períodos presidenciales del Frente Nacional. Recibía un país que no había eliminado los continuos brotes de violencia política a lo largo y ancho del territorio nacional. Para agravar las cosas, la situación económica heredada del gobierno de las fuerzas armadas de Colombia era caótica. La situación fiscal no le permitía al gobierno otra salida que la austeridad, mientras que las dificultades cambiarias impedían un desarrollo normal de la actividad productiva.

#### El gobierno de la Restauración Nacional
El proyecto político con que llega Alberto Lleras Camargo a la presidencia de la República está claramente definido en sus discursos al Congreso Nacional, al iniciarse la legislatura de 1958, y en su alocución de posesión el 7 de agosto del mismo año. 
Los tres objetivos centrales de la estrategia política de Lleras estaban estrechamente ligados, consolidación de las instituciones frentenacionalistas; encontrar un modelo político de colaboración bipartidista en todas las ramas del poder público, capaz de eliminar la confrontación burocrática entre las dos colectividades históricas; y, por último, siendo el aspecto neurálgico del proyecto político de Alberto Lleras, la erradicación de la persistente violencia política en las áreas rurales del país, primordialmente en los departamentos del Valle del Cauca, Caldas, Tolima, Huila y Cauca. Al respecto diría al recibir el poder:
| «Por esta razón quisiera hoy, con vuestra benevolencia, limitarme a anticipar cuál pienso yo que debe ser la conducta general del nuevo gobierno […] Para reducir la violencia y reprimirla, ya lo estamos viendo, es preciso que la nación entera, sin reservas, se dedique a ese trabajo supremo.» |

Los objetivos mencionados implicaban una serie de tareas y conflictos. El primero de ellos se hizo evidente cuando el gobierno asumió la misión de enfrentar las corrientes rojistas, en la opinión pública y entre las fuerzas armadas. Para entender la urgencia de esta tarea hay que tener presente que la amenaza de un golpe militar no había desaparecido. Además, la descalificación definitiva de la dictadura traía en cierta forma, como contrapartida, la consolidación política de la coalición bipartidista.

#### Juicio al general Rojas Pinilla
El general Gustavo Rojas Pinilla, al abandonar el país el 10 de mayo de 1957, no terminó su carrera política. Por el contrario, en esa fecha se inició una segunda etapa de su vida pública. Aunque en los meses siguientes a su derrocamiento el dictador perdió gran parte de su influencia, entre bambalinas siempre persistió un sector de las fuerzas armadas, de su burocracia, de la opinión y de la clase política que le mostró afecto y lealtad. Ese contingente político se hacía más explícito y beligerante a medida que avanzaba el gobierno de Alberto Lleras y Rojas Pinilla insistía en regresar. Además, diferentes sectores de los partidos tradicionales, encabezados por los laureanistas, presionaron al gobierno por una solución definitiva a la amenaza rojista. Este encontró una fórmula jurídicamente adecuada: el general Rojas sería juzgado por los crímenes políticos cometidos durante su dictadura, pero ese proceso debería estar a cargo del Congreso de la República, institución constitucionalmente designada para juzgar a los mandatarios.
El 7 de septiembre, a un mes de posesionado Alberto Lleras, el representante Uribe Prada presentó acusación formal. Dos semanas después, una Comisión Nacional Investigadora solicitó formalmente al Congreso que presentara cargos contra el exdictador. La Cámara de Representantes, por mayoría, decide formular acusación contra el general Rojas Pinilla por abuso de poder, enriquecimiento ilícito y obstrucción a la Ley y la Constitución Nacional. Desde antes de llegar a Colombia, el derrocado dictador planteó el juicio como un debate político a los partidos tradicionales, a la clase política y al sistema del Frente Nacional. Su arribo al país en octubre de 1958 caldeó los ánimos y dejó entrever que el proceso no sería, como lo creían los partidos y el gobierno, una fórmula rápida y sencilla para desembarazarse de la amenaza rojista y fortalecer la coalición.
El fantasma del golpe militar, real o ficticio, nuevamente rondó la estabilidad del Frente Nacional. El 3 de diciembre los colombianos se despertaron con un comunicado de la presidencia de la República en el cual se anunciaba: «Bajo la dirección personal del general Rojas Pinilla, en conexión con elementos retirados de las Fuerzas Armadas y grupos de antiguos funcionarios de la dictadura y elementos antisociales, se adelanta un movimiento subversivo.»  La verdad sobre esta conspiración no ha sido aún establecida, ya que efectivamente los elementos rojistas, hasta que no entraron de lleno por las vías electorales, buscaron el poder impulsando un proyecto político de alianza entre las Fuerzas Armadas y «el pueblo», encabezado por el exdictador. En todo caso, el hecho es que los dirigentes rojistas fueron encarcelados (el propio Rojas Pinilla fue recluido en una fragata en el Caribe). El gobierno decretó el estado de sitio, hecho que le imprimió más espectacularidad y expectativa al juicio que debería iniciarse el mes siguiente.
A finales de enero de 1959 comenzó el juicio. Después de la presentación de las acusaciones y del interrogatorio, el general Rojas inició su defensa. Hábilmente, los descargos tomaron un rumbo distinto al de contradecir directamente las acusaciones, que estaban bien sustentadas, trastocándose los papeles, ya que el enjuiciado pasó a ser el sistema político colombiano y el Frente Nacional. El exdictador atacó a Laureano Gómez, a los dos partidos tradicionales, a los acuerdos bipartidistas, a los dirigentes liberales por sus vínculos con la guerrilla, y a todo el establecimiento. Adicionalmente, Rojas desautorizó a los congresistas, trayendo a cuento que muchos de ellos habían sido colaboradores de su gobierno y que, por lo tanto, debería se tratados como coautores de los delitos que se le imputaban.
La parte más espectacular del juicio se presentó cuando el general anunció que haría revelaciones sobre los autores intelectuales y políticos de la muerte de Jorge Eliécer Gaitán. Aunque nunca llegó a formular acusaciones concretas, la intervención desde las barras de la viuda de Gaitán, acusando a los congresistas presentes y pidiendo a Rojas la información que decía poseer, a lo que sumó el manejo poco político que le dio la mesa directiva al incidente, dejaron en algunos sectores de la opinión dudas e incertidumbre.
Todo esto fue inclinando a favor del exdictador los dividendos políticos del proceso. En sentencia del 3 de abril, los parlamentarios, por mayoría, declararon culpable a Gustavo Rojas Pinilla, despojándolo de todos sus derechos civiles y políticos, y ordenando las investigaciones penales a que hubiera lugar.
Los resultados políticos del debate parlamentario, aunque no fueron desfavorables para el gobierno, tampoco le representaron impacto entre la opinión pública. El juicio sirvió de plataforma política para el relanzamiento de Gustavo Rojas Pinilla a la vida pública y como origen de uno de los grupos opositores que más dolores de cabeza le trajo al Frente Nacional: la Alianza Nacional Popular (ANAPO). La posterior sentencia de la Corte Suprema de Justicia restituyéndole los derechos civiles al acusado cuestionó aún más el procedimiento.

#### Reforma constitucional y la división de los partidos
El gobierno puso a consideración de las cámaras dos proyectos claves para el futuro de la coalición bipartidista: la segunda vuelta de la reforma constitucional que instauraba la alternación presidencial por un período de dieciséis años y la reforma de las facultades de excepción bajo el estado de sitio, contemplada en el artículo 121 de la Constitución Nacional de 1886. El primero de ellos era vital, por cuanto de su aprobación dependía el establecimiento definitivo de las instituciones de coalición.
Las sesiones ordinarias del Congreso, en 1959, ilustraron por primera vez las dificultades políticas que afrontaría el sistema del Frente Nacional durante gran parte de su vigencia. El primer escollo lo representó la división de los partidos y primordialmente del partido conservador. Este partido se encontraba escindido en cinco grupos distintos —los laureanistas, los ospinistas, los alzatistas, los seguidores de Jorge Leyva y los de Guillermo León Valencia— que competían entre sí por el control de la colectividad con el propósito de convertirse en socios conservadores del gobierno liberal y en sus posibles herederos. Esta división planteaba al presidente Lleras el problema de seleccionar un patrón de colaboración política en el ejecutivo capaz de aglutinar el respaldo suficiente en el legislativo para poder gobernar. La decisión de aceptar al sector laureanista como el vocero del conservatismo le granjeó la oposición de los otros sectores, con excepción de Valencia, que se mantenía fiel al acuerdo frentenacionalista.

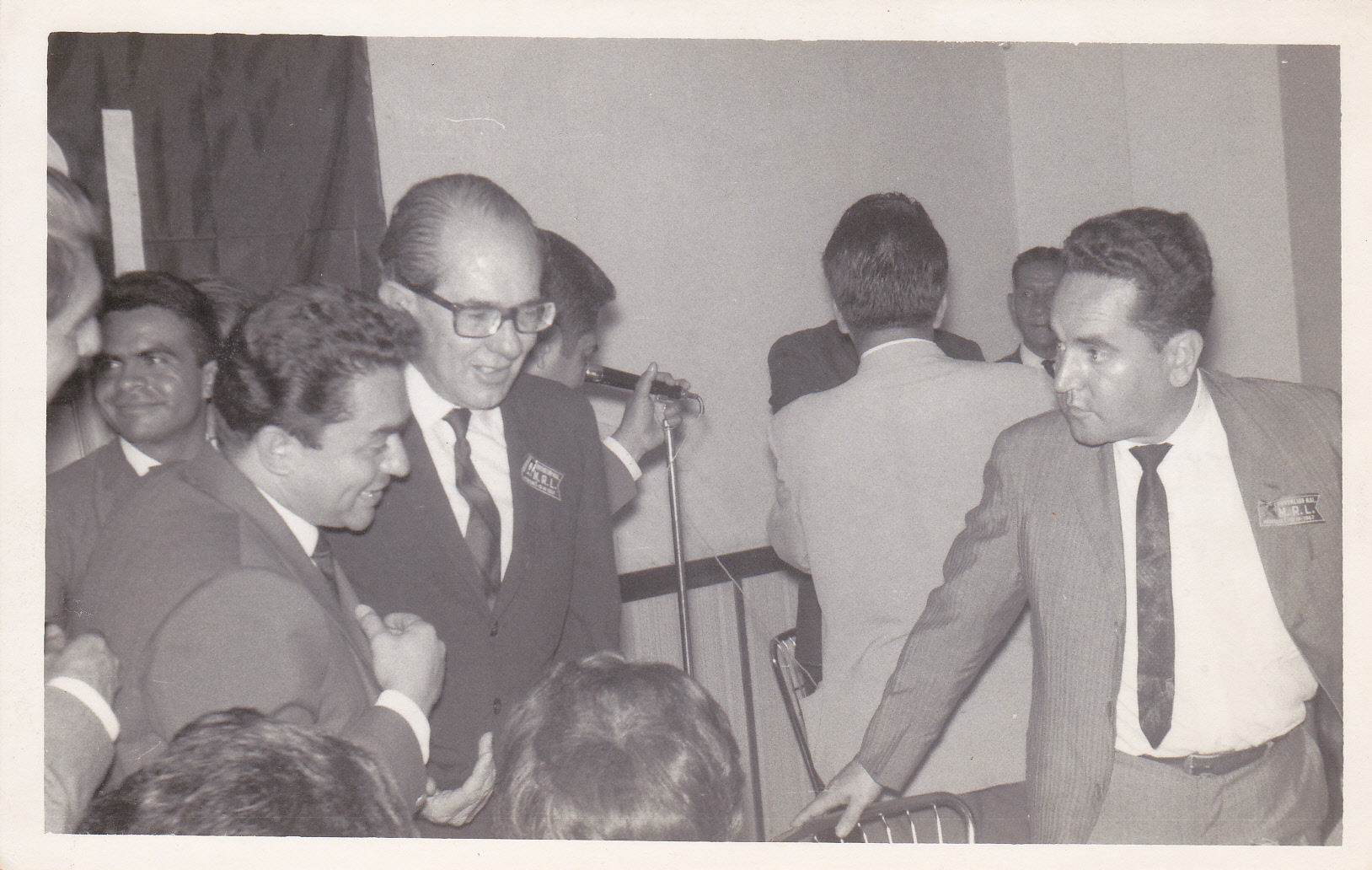
Alfonso López Michelsen y el MRL en Antioquia.

El gobierno necesitaba el voto favorable de las dos terceras partes de los congresistas para poder aprobar sus iniciativas, tal como había quedado contemplado en la reforma constitucional plebiscitaria de 1957. Los ospinistas y alzatistas inicialmente se opusieron a la reforma como un procedimiento táctico para mejorar su poder negociador frente al gobierno y para acumular el respaldo de algunos sectores conservadores, con miras a la elección parlamentaria de 1960. 
El gobierno y el oficialismo conservador tuvieron que hacer uso de todos los instrumentos de persuasión a su alcance, desde la amenaza de persecución burocrática hasta el llamado patriótico, para aglutinar la mayoría de las fuerzas conservadoras en favor de la iniciativa de la alternación.  Después de dilatados debates, la modificación constitucional que consagrara la alternación fue aprobada, quedando así culminado el proceso de definición institucional del Frente Nacional.
Un aspecto a destacar del debate en torno a la alternación es que sirvió como contexto y escenario para el lanzamiento del liderazgo de Alfonso López Michelsen dentro de la facción liberal que llegaría a constituir el Movimiento Revolucionario Liberal (MRL). Desde 1958 López Michelsen venía planteando su oposición al sistema de coalición y particularmente al aspecto de la alternación que consideraba fundamentalmente antidemocrático. Al escribir sobre la alternación diría:
| «Si se abre camino la teoría de que el Frente Nacional es solamente un partido de hegemonía tan excluyente como lo fueron los partidos en el pasado inmediato, no existe para mí una duda de que, con el tiempo, acabará este nuevo partido, coalición de viejas clases políticas, del capitalismo y de la Iglesia, por constituir una camarilla odiosa, atrincherada detrás de disposiciones constitucionales irreformables…» |

La oposición del naciente líder liberal tuvo una importante repercusión entre las huestes de su partido, especialmente en los sectores rurales donde la violencia había tenido sus más cruentas manifestaciones, y en un grupo pequeño de parlamentarios simpatizantes que le hizo eco en las corporaciones públicas. El debate de la alternación deja al Movimiento de Recuperación Liberal, primer nombre del MRL, en una situación favorable para iniciar las batallas electorales en 1960, esgrimiendo las banderas de un liberalismo popular antifrentenacionalista.

#### Bandolerismo, e inicio del conflicto armado interno
Una vez concretados los acuerdos de convivencia pacífica del Frente Nacional, con la consecuente distribución del poder político y los cargos públicos, muchas de las motivaciones burocráticas, sectarias o de autodefensa, de los antiguos enfrentamientos, dejaron de tener sentido, abriendo una vía para la reinserción de los guerrilleros a la vida política activa y legal. Pero esto no fue suficiente. Para importantes dirigentes y grupos campesinos liberales los acuerdos de coalición bipartidista no eran una respuesta a su lucha de años, puesto que no resolvía las raíces mismas del problema. Los acuerdos no devolvían las tierras perdidas, o resucitaban a los muertos caídos en la lucha contra la represión, o garantizaban sus derechos de colonos frente al terrateniente.
Los factores políticos e ideológicos mencionados se sumaban a los de carácter sociológico. La llegada de una segunda generación de campesinos guerrilleros a las armas, golpeados desde su infancia por el espectro de las matanzas de familiares introducía la venganza como un factor de legitimación para la continuidad de su lucha. A todos estos factores habría que agregar el papel de incitadores de la violencia que jugaron algunos de los jefes políticos regionales y locales que, si bien compartían formalmente la ideología frentenacionalista, utilizaban su influencia sobre los grupos armados como un instrumento importante de control político sobre el electorado.
Es en este contexto donde aparece el bandolero. La disolución de las estructuras de integración de los grupos armados a los proyectos partidistas de carácter nacional, el conflicto entre un campesinado armado y una élite que deslegitimizó su lucha, son los principales factores que hacen que la guerrilla se fragmente en grupos cada vez menos ideologizados y más violentos, cuyas acciones muestran crecientes connotaciones de delincuencia común. Son los bandoleros, conocidos por sus alias «Chispas», «Sangrenegra», «Melco», «Desquite», «El Mosco», «Capitán Venganza», etc. Pero al lado de estas formas particulares de violencia rural subsisten organizaciones de autodefensa campesina, cuya misión es luchar por los derechos sobre la tierra y aglutinar la solidaridad entre los pequeños productores rurales, primordialmente en las zonas de colonización. Estos últimos, que se ubican sobre todo en la región del Sumapaz, la provincia del Tequendama y el sur del Tolima y el Huila, también cuentan con alguna capacidad militar, pero no son propiamente grupos armados permanentes.
El gobierno de Alberto Lleras Camargo adoptó desde el comienzo un modelo de pacificación orientado por un diagnóstico dual en el que se diferenciaban los guerrilleros de los bandoleros, estableciendo una terapia de reinserción para los primeros y de represión para los segundos.
La estrategia de pacificación quedó claramente definida en los planteamientos presidenciales:
| «Hay otra rehabilitación, que no es ya de cosas destruidas, sino de gentes que quieren volver a vivir en paz e incorporarse a la nación y no encuentran el camino para hacerlo. Estamos estudiando varias medidas legales que llevaremos al Congreso. Una de ellas contempla un tipo especial de amnistía para la delincuencia política, pero no otorgada alocadamente y sin discriminación…» |

Estas iniciativas se tradujeron en la creación de la Comisión Interministerial de Rehabilitación encargada de coordinar el componente de gasto público del programa de pacificación. Posteriormente, a finales de noviembre de 1958, se expidió un decreto que ordenaba la suspensión de acciones penales a los delincuentes políticos que lo solicitaran y que no hubieran infringido la ley después del 15 de octubre del mismo año. Esta medida equivalía a una suspensión condicional de procesos, sujeta a la no reincidencia de los favorecidos. Complementariamente, se establecieron una especie de tribunales especiales para dirimir los conflictos creados por la usurpación de tierras y bienes durante la violencia, y para restituirle a los desalojados sus propiedades.
Desde diferentes sectores del partido conservador se cuestionaban esencialmente los instrumentos de perdón para los «delincuentes políticos» y se argumentaba cierto favoritismo del gobierno para y con los exguerrilleros liberales. Según los laureanistas, una vez pasaron a la oposición, la actitud benevolente del gobierno era un factor que agudizaba la violencia política por cuanto permitía la impunidad de los criminales, por lo que se pedía mano dura por parte de las fuerzas armadas como única salida para superar el desestabilizador impacto de la persistencia de las luchas rurales. El gobierno, que defendía un delicado equilibrio político bipartidista, buscó un acomodo que lo obligó a hacer cada vez más concesiones a los partidarios de la línea dura. El conflicto entre un modelo conciliador y un modelo militarista termina resolviéndose ambiguamente en favor del segundo.
La campaña en contra del esquema inicial obligó al presidente Lleras a dar marcha atrás menos de un año después de tomadas las primeras medidas. Las autoridades expiden en mayo de 1959 un nuevo decreto que elimina los beneficios de la suspensión de penas y procesos para los protagonistas de la «delincuencia política». Alberto Lleras anuncia, en la instalación de las sesiones ordinarias del Congreso de ese mismo año, que, por razones fiscales, los recursos destinados a la gestión de rehabilitación se reducirán, al tiempo que se le dará una mayor preponderancia a las operaciones militares en las zonas de violencia.
Hacia el final del gobierno de Alberto Lleras se había logrado integrar a un número importante de líderes guerrilleros a la vida civil y política, aunque varios fueron asesinados una vez salieron de la clandestinidad. A pesar de ello, persistían importantes organizaciones de autodefensa campesina, temporalmente desmovilizadas en algunas regiones, la mayoría con lazos activos con el partido comunista.
Para 1961, a pesar del viraje sentido en la política de orden público de Alberto Lleras, la derecha reclamaba más represión, siendo su principal ideólogo Álvaro Gómez Hurtado: El líder conservador diría en un debate político:
| «No se ha caído en la cuenta que hay en este país una serie de repúblicas independientes que no reconocen la soberanía del Estado colombiano, donde el ejército no puede entrar, donde se dice que su presencia es nefasta… El presidente Lleras va a pasar a la historia como un fundador de cinco repúblicas independientes…» |

#### La ruptura del consenso
Las organizaciones laborales y estudiantiles jugaron un papel significativo en la desestabilización del régimen dictatorial de Rojas Pinilla, y contribuyeron a la consolidación de los sectores civiles que dieron origen al Frente Nacional. Este consenso duraría bien poco, de manera que la oposición sindical y universitaria se convirtió en una de las fuentes de inestabilidad más difíciles de superar para el gobierno de Alberto Lleras.
El gobierno tuvo que enfrentar una larga y continua prostitución y  cadena de problemas laborales, que se inicia a mediados de 1959 con la huelga de los empleados bancarios. Las dificultades arrancaron con la intervención del gobierno en el conflicto, el cual amenazó con convertirse en una dilatada suspensión de actividades, ya que la mediación de las autoridades fue incapaz de poner fin a las diferencias. Ante la inminencia de la huelga, el gobierno decide declarar el sistema bancario como un servicio público e imponer el arbitramento obligatorio. Después vino el conflicto en el Ingenio Riopaila, que se extendió a toda la industria azucarera, a la industria textil, las llantas y hasta el transporte aéreo.
Un factor que contribuyó al alto nivel de agitación sindical fueron los propios hechos ocurridos dentro de las organizaciones laborales. La campaña desatada contra el sindicalismo comunista culminó en una purga en la Confederación de Trabajadores de Colombia (CTC), de inspiración liberal, de aquellos sindicatos dominados por líderes marxistas, quienes crearon su propia central, la Confederación Sindical de Trabajadores de Colombia (CSTC), la cual no fue reconocida por el gobierno en su momento. Con esta división se reactiva la confrontación entre las corrientes bipartidistas y comunistas por el dominio del movimiento obrero-sindical en el país.

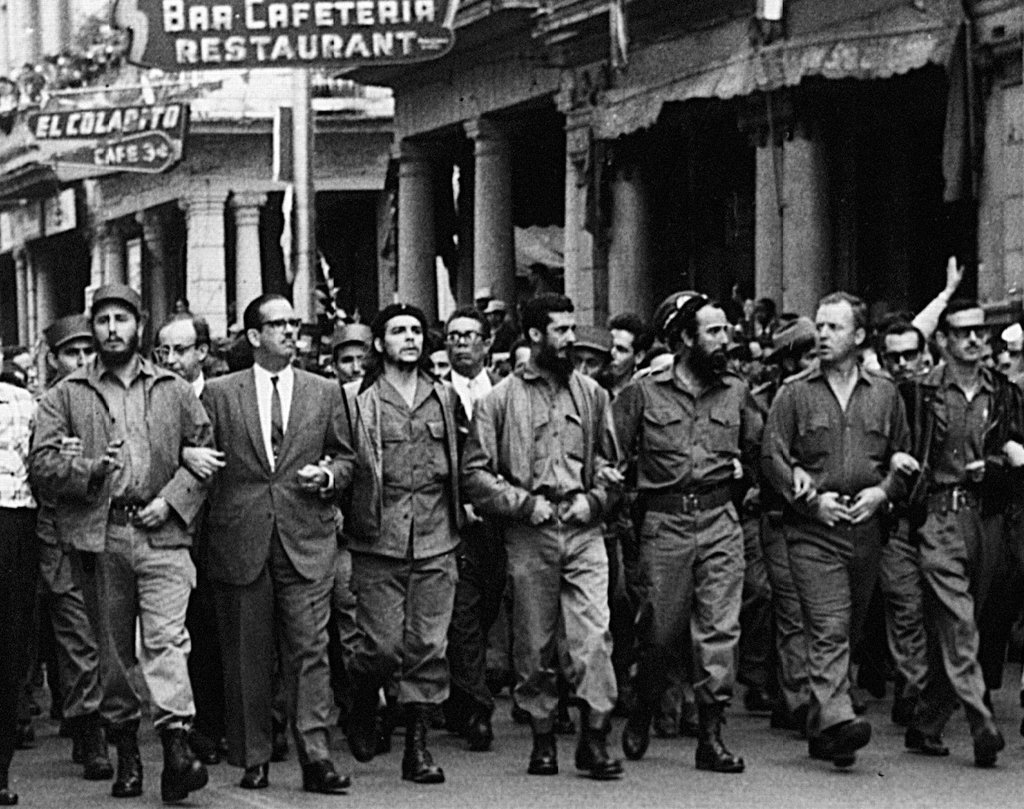
Marcha triunfal de los revolucionarios cubanos en La Habana, 1959. La izquierda latinoamericana se inspiró en Castro y sus compañeros, especialmente en Colombia.

En la misma dirección se desarrollan las relaciones entre las organizaciones de estudiantes universitarios y los gobiernos del Frente Nacional. Para entender el proceso ocurrido en la universidad es necesario tener en cuenta los cambios sufridos por ésta en la década de los cincuenta y comienzos de los sesenta. Entre 1950 y 1962 se produjo una fuerte expansión de la matrícula universitaria, cercana al 100%, alcanzando para ese último año la nada despreciable cifra de 27 000 estudiantes a nivel nacional. Además, la composición social del sistema universitario cambió sustancialmente con el ingreso de significativos grupos de estudiantes provenientes de las clases medias. Esta expansión acelerada, sumada a la recomposición social de sus bases, harán de la universidad un fértil terreno para el surgimiento de nuevas formas de pensar y de actuar en la política.
La influencia de la Revolución cubana, la agitación antifrentenacionalista llevada a cabo por el MRL y los grupos de izquierda, la oposición al deterioro de la situación socioeconómica y la influencia creciente del pensamiento radical, confluyen para crear un ambiente de confrontación con el establecimiento, que se traduce en innumerables actos de protesta contra el gobierno de Alberto Lleras, quien responde en varias ocasiones utilizando medidas coercitivas. El divorcio entre el sistema de la coalición bipartidista y las masas estudiantiles se convertirá con el tiempo en una fuente de inestabilidad política, no solo por los problemas de orden público directamente ligados a los predios universitarios, sino también por la influencia del pensamiento y el liderazgo estudiantil sobre la insurrección rural colombiana.

#### Elecciones de cuerpos colegiados de 1960
Las elecciones a cuerpos colegiados de 1960, en las que se escogerían concejales, diputados y representante a la Cámara, eran una verdadera «prueba diabólica» en la que el Frente Nacional se jugó su estabilidad y su futuro. La importancia de este proceso electoral radicaba en que se medía el grado de respaldo y apoyo popular al experimento de la colación bipartidista, por primera vez desde que se iniciara el gobierno de Alberto Lleras. Además, la confrontación entre las facciones rivales de los dos partidos permitiría establecer dónde residía la vocería legítima de las colectividades y cuál el desarrollo relativo de la fuerza de cada uno de los grupos. 
En el caso del partido conservador, esta faceta tenía especial importancia ya que posicionaría a los distintos grupos para la confrontación en torno a la candidatura presidencial para el período 1962—966. Por último, para el MRL la contienda electoral significaba la primera evaluación del alcance político de sus planteamientos y de su capacidad de penetración de las bases liberales.
El diseño institucional del Frente Nacional convirtió todos los procesos electorales, a partir de 1958, en una fuente de inestabilidad política. El mecanismo por el cual se dividían los cargos legislativos disponibles implicaba una restricción para toda nueva corriente política dentro de un partido, por cuanto la obligaba a crecer a costa del mismo. El mecanismo alimentaba el faccionalismo y la división interna de los partidos, además de que impedía constitucionalmente la expresión política de las corrientes antagónicas al acuerdo de coalición.
Los conservadores estaban divididos en tres para esta coyuntura electoral. En la competencia se encontraban una coalición de alzatistas y ospinistas, que le hacía oposición al gobierno; los laureanistas, que participaban en la administración; y los seguidores de Jorge Leyva, que se oponía al conjunto del sistema frentenacionalista. Los laureanistas basaron su campaña en la fidelidad a los acuerdos bipartidistas, afirmando que un voto a favor de su grupo era por la coalición. Por otra parte los ospinistas, que habían tenido una participación ambigua en el gobierno, escogieron el camino de la oposición con el ánimo de captar el descontento conservador con el régimen y con el gobierno.
En el campo liberal, el MRL, planteó una oposición abierta al sistema del Frente Nacional y a las realizaciones del gobierno, ofreciendo un programa alterno basado en una serie de reformas sociales recogidas en la sigla SETT (Salud, Educación, Techo y Tierra). Así, Alfonso López Michelsen definió a su grupo como el verdadero heredero de la estirpe popular dentro del liberalismo.
Los resultados de la contienda electoral fueron ampliamente favorables para los sectores liberales y conservadores que se había colocado en la oposición. El grupo del MRL obtuvo cerca de la cuarta parte de la votación liberal, cifra muy significativa para un sector que nunca antes se había asomado a las elecciones. Este caudal electoral le significó el control de 20 de las 76 curules asignadas al liberalismo en la Cámara de Representantes. Los ospinistas lograron el favor de un poco más del 55% de los votos conservadores, aproximadamente 600 000 sufragios, mientras que los laureanistas solo movilizaron algo más de un tercio del total de los electores de su partido. Agregando la votación de todos los grupos oposicionistas se encuentra que más del 40% de los electores manifestaron su desacuerdo con los programas de gobierno del Frente Nacional o con la continuidad del sistema mismo. Este resultado deja protocolizado el comienzo de una progresiva descomposición política de la coalición bipartidista.
Las consecuencias políticas inmediatas del proceso electoral fueron una crisis de confianza del sistema, que volvió más vulnerable al presidente Lleras Camargo, y la necesidad de un replanteamiento profundo de las relaciones de colaboración con los distintos grupos conservadores. Los laureanistas aceptan la derrota, abandonan el gobierno y pasan a la oposición, dejando el campo libre para la recomposición del gabinete. Los ospinistas, que habían mantenido una posición crítica frente a las ejecutorias de la administración, pronto dejan de lado sus objeciones y entran gustosos a representar al conservatismo en el gobierno y a controlar el partido.
En el campo liberal, el éxito de los insurgentes representa un cuestionamiento de sus directivas. El avance del MRL significó la consolidación de una alternativa de izquierda dentro del partido, por donde se encausaría todo un segmento popular y democrático que tradicionalmente siempre ha acompañado al liberalismo. La presencia de ese esfuerzo renovador le permitió al partido liberal mantener y proyectar hacia el futuro su afinidad con las tesis socialdemócratas, consecuentemente son su herencia reformista.

#### Un sistema ingobernable e irreformable
| «Los grupos políticos dejan en el gobierno la representación de todos pero sin el poder de influenciar a ninguno». —Alberto Lleras Camargo |

Un aspecto conflictivo que puso de presente el proceso electoral de 1960 era el de la «ingobernabilidad» del sistema frentenacionalista, tal como fue concebido en 1957.
Las iniciativas gubernamentales requerían para su aprobación del voto favorable de las dos terceras partes del Senado y Cámara. La aprobación de un proyecto de ley implicaba lograr el consenso de las dos terceras partes de los parlamentarios. Alcanzar semejante nivel de acuerdo, en unas corporaciones donde estaba representada toda una gama de intereses políticos, era prácticamente imposible sin entrar en un lento proceso de transacciones, en la que la idea original quedaba desvirtuada por completo o se le ponían tal cantidad de considerandos que hacían imposible su aplicación práctica. En muchos de los casos el Congreso solo producía leyes inocuas, puesto que una minoría de un tercio podía paralizar toda iniciativa.
Los laureanistas, que se encontraban en la oposición, tenían 28 curules en el Senado, de las ochenta que le correspondían a los conservadores, mientras que los ospinistas, que colaboraban con el gobierno, solo tenían doce. En la Cámara, los ospinistas y alzatistas tenían 39 curules y los laureanistas 37, al tiempo que el MRL controlaba 20 representantes. De esta forma se encuentra que la oposición manejaba el 37% de la Cámara y cerca del 35% del Senado, dejando al gobierno con algo menos de las dos terceras partes para poder aprobar las leyes.
La situación se hizo cada vez más difícil a medida que la decisión sobre la candidatura conservadora se hacía inminente, lo que exacerbaba la pugnacidad entre las facciones conservadoras rivales.

#### Reforma agraria: el reformismo como instrumento público
La iniciativa de reforma agraria surge como una respuesta político-ideológica del establecimiento frentenacionalista a una serie de retos internos y externos que afrontaba el sistema. El primero de ellos lo constituía el avance de los sectores oposicionistas al régimen —el partido comunista, las agrupaciones de izquierda y especialmente el MRL— sobre el control político de las comunidades campesinas. En segundo lugar, la vocación explícita del Frente Nacional por el cambio social requería una propuesta que le imprimiera credibilidad a su capacidad de actuar por la justicia social. Además, la promesa de una redención social del campesino, mediante la redistribución de tierras, hacía parte del proyecto de pacificación de la administración Lleras. No sobra mencionar que la Revolución cubana, y su posible difusión hacia otros países de la región, actuaban como un aliciente para que la clase dirigente colombiana encontrara atractivo el proyecto de promover un cambio social controlado en el agro.
La propuesta de reforma agraria del gobierno es un caso que ilustra bien la inflexibilidad ante el cambio de las instituciones del Frente Nacional. De todos los sectores políticos surgieron proyectos de ley para establecer la reforma agraria. En 1960 cursaban en el Congreso nueve proyectos distintos y a la opinión pública se le habían ofrecido por lo menos cinco propuestas más originadas en los gremios agrarios y ganaderos. Después de prolongadas sesiones se aprobó una versión de reforma agraria que acomodaba gran parte de los intereses en juego pero desvirtuaba los instrumentos reformistas de manera que los hacía prácticamente inocuos.
Sin embargo, no se dotó al sistema con un instrumental apropiado para transformar la estructura de la propiedad rural, pero sí se obtuvo el impacto político-ideológico deseado. El Frente Nacional podría esgrimir en las plazas públicas el texto de la ley como la prueba y garantía de su alegada vocación por el cambio social.

### Guillermo León Valencia (1962-1966)
Los grandes rasgos que caracterizaron el gobierno del presidente conservador Guillermo León Valencia fueron la inestabilidad política y la crisis económica generalizada.
Las dificultades de Valencia comienzan desde el momento mismo en que se enfrenta a la oposición para conseguir el poder.

#### Un candidato débil para un sistema debilitado

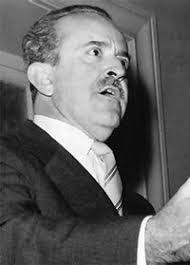
Guillermo Leon Valencia

Desde 1961 se inicia la discusión sobre el candidato conservador que habrá de suceder a Alberto Lleras en la presidencia de la República durante el siguiente cuatrienio. Un año antes se consideró la candidatura de Gilberto Alzate Avendaño pero este falleció a los 50 años en 1960, abriendole el camino a una nueva candidatura presidencial.
El problema era encontrar un nombre con la capacidad de aglutinar el mayor número de electores conservadores, al tiempo que debería ser suficientemente atractivo para los votantes liberales, ya que el oficialismo de ese partido veía amenazada su hegemonía ante la fuerza demostrada por la disidencia antifrentenacionalista acaudillada por Alfonso López Michelsen.
El anuncio de la convención nacional del MRL, en el sentido de que sometería a consideración del electorado un candidato liberal, le imprimía un factor de inestabilidad y perturbación al desenvolvimiento del pacto de alternación, situación que se haría aún más dramática si el conservatismo llegaba excesivamente fragmentado a las urnas. A este factor hay que añadirle la aparición de la candidatura anapista de Rojas Pinilla. El sistema corría el riesgo de que la oposición liberal y rojista truncara el proceso de sucesión acordado desde 1958, y por ende llevara a la crisis a todo el esquema institucional del Frente Nacional.
El mecanismo de selección se empieza discutir a mediados de 1961 mediante la convocatoria a una serie de «conferencias de unión» en las que se esperaba llegar a fórmula aceptables para todos. Pero la evidente vocería que había adquirido el ala ospinista dentro del partido conservador hacía irreversible su liderazgo dentro del proceso de escogencia, lo que a su vez impulsó al laureanismo a abstenerse de participar y a colocarse en la oposición. 
El acuerdo alcanzado entre alzatistas y ospinistas con el liberalismo, definió que sería una convención de esos dos grupos conservadores la que elaboraría una lista de cinco nombres para que de allí los dirigentes liberales escogieran el que aceptaban respaldar. La lista estaba conformada por Guillermo León Valencia, José Antonio Montalvo, Hernando Sorzano, Augusto Ramírez Moreno y José María Bernal. Naturalmente el candidato fue Valencia, ya que era la alternativa con mayor respaldo dentro de la convención, y quien,  además, tenía la gratitud del liberalismo y del presidente Lleras Camargo por su apoyo a la gestión del gobierno. Pero esta escogencia no pareció aceptable para el laureanismo, que mantuvo sobre el tapete las precandidaturas de Belisario Betancur y Alfredo Araújo.
En las elecciones parlamentarias de marzo de 1962 el laureanismo fue ampliamente derrotado, circunstancia que significó el retiro de las candidaturas de Betancur y Araújo, y el fortalecimiento de Valencia dentro de su propio partido. Pero de otra parte, los dos grupos políticos que se oponían doctrinariamente a la coalición, la ANAPO y el MRL, lograron avances político-electorales bien significativos. La disidencia incrementó su participación en la votación liberal del 21,5% en 1960, al 35% dos años después, lo que le permitió controlar 33 sillas en la Cámara de Representantes, 13 más que en la jornada anterior, y 12 curules en el Senado donde antes contaba con ninguna. De la misma forma, la ANAPO hizo un debut importante al lograr dos senadores y seis representantes.
El voto en contra del Frente Nacional había pasado de representar el 16,5% del electorado en 1960 al 23,5% en 1962, y los opositores a la coalición obtuvieron el importante logro político de convertirse en movimiento de alcance nacional.
Pero la verdadera medida del sentimiento de debilidad que embargaba a la coalición era su respuesta institucional a las candidaturas de López y Rojas. Apelando a los códigos, las autoridades determinaron que la inscripción de López como candidato no podía ser aceptada dada su condición de liberal, y que la del exdictador era inconstitucional, razón por la cual sus votos deberían ser contabilizados como nulos. Pero el efecto fue precisamente inverso al deseado. Las argumentaciones y obstáculos legalistas contra las candidaturas de oposición sirvieron más para alimentar la imagen represiva y excluyente del Frente Nacional que para aliviar efectivamente sus temores de una potencial ruptura del esquema.
Las elecciones presidenciales terminaron favoreciendo al candidato frentenacionalista, que obtuvo 1 640 000 votos, aproximadamente el 62% del total. Pero los candidatos de la oposición, Alfonso López Michelsen, Gustavo Rojas Pinilla y Jorge Leyva, lograron cerca del 38% del respaldo electoral, cifra que es bien significativa, por cuanto representa un incremento de 15 puntos porcentuales en la proporción de votos contra el sistema. Además de ello, la abstención electoral fue considerable, situación que deslegitimó aún más los comicios. De esta forma, el segundo presidente del Frente Nacional arrancaba su gobierno debilitado por unos resultados electorales que ponían en duda la calidad democrática de su mandato, con una rama legislativa en la que ya no poseía el poder político suficiente para legislar, con su propio partido escindido y, para colmo de males, con una economía en bancarrota.

#### Un proyecto político ambiguo
El proyecto político de Guillermo León Valencia era un modelo ambiguo. A diferencia de Alberto Lleras, el presidente Valencia no poseía una concepción elaborada y particular sobre la orientación que quería imprimirle al Estado, al proceso político y al sistema de coalición.
La debilidad electoral demostrada por el presidente lo llevó a diseñar un nuevo esquema de colaboración bipartidista. La innovación, denominada la «milimetría», que consistía en repartir la administración pública a todos los niveles de acuerdo a la correlación de fuerzas de los distintos sectores políticos en los cuerpos colegiados.
Pero el rasgo distintivo del proyecto político de Valencia era su concepción del problema de la insurrección armada. El gobierno replanteó por completo el modelo de la administración anterior para lidiar con el fenómeno de la violencia política, que mal que bien había intentado ponderar el componente del diálogo y la reinserción sobre el de la represión militar. Inspirado en las tesis de Álvaro Gómez Hurtado y los planteamientos del general Alberto Ruiz Novoa, el presidente Valencia encuadró los conflictos domésticos en el contexto de la confrontación Este-Oeste, es decir, entre la democracia liberal y el comunismo, y se propuso eliminar las manifestaciones domésticas de esa ideología. Era la versión criolla de la «ideología de la seguridad nacional», que determinaría con mayor o menor intensidad el manejo del conflicto entre el Estado y los alzados en armas.
Antes de transcurridas tres semanas de posesionado, el presidente anunció que solicitaría al Congreso facultades extraordinarias para administrar el problema de orden público. El objetivo de esas disposiciones no era otro que fortalecer la capacidad represiva del Estado, suspender algunas de las garantías procesales para delitos políticos, reformar la estructura de las fuerzas armadas y ampliar las disponibilidades de recursos para la adquisición de material bélico. Esta petición era fiel reflejo de su intención de fortalecer el aparato militar como recurso de poder político, situación que se hizo evidente cuando, por encima de dos generales de mayor graduación, colocó de ministro de Guerra a Ruiz Novoa, excomandante de las tropas colombianas en Corea y defensor de un papel activo de las fuerzas armadas en el proceso político.

#### Una crisis económica con grandes repercusiones políticas
La situación económica, hacia el final de la administración de Alberto Lleras, se hizo evidentemente crítica. Desde la segunda mitad del gobierno de la «Restauración Nacional» las consideraciones políticas pesaron más que las técnicas en el manejo de la política económica, de manera que se abandonó la idea de realizar un ajuste de las finanzas públicas y fortalecer el sector externo. El descenso de las reservas internacionales, debido a los bajos precios del café y a la evidente revaluación de la moneda, se volvió cada día más crítico, amenazando con traducirse en una crisis cambiaria generalizada.
La situación no daba espera y el gobierno de Valencia, a los pocos meses de su mandato, se vio en la obligación de tomar medidas cambiarias y monetarias inaplazables.
El déficit fiscal tenía prácticamente paralizada la administración pública, plagada de huelgas por incumplimiento de salarios, y la inversión estatal era prácticamente inexistente. En el frente externo las reservas internacionales estaban casi agotadas y era urgente detener su desangre, lo cual era imposible sin un crédito condicionado (en espera) otorgado por el Fondo Monetario Internacional —FMI—. Todo ello llevó al gobierno a buscar la autorización del Congreso para aplicar una devaluación masiva recomendada por el FMI a finales del año, la cual se decidió el 6 de noviembre y fue rechazada por la mayoría de los sectores económicos.
El siguiente año, 1963, el ajuste fiscal aceleró el desempleo; la reducción de las importaciones disminuyó el ritmo de la actividad económica; la devaluación disparó la inflación, y la ausencia de inversión pública acentuó el empobrecimiento de las nuevas masas urbanas producto de la migración.
El desempleo y la inflación desataron una activa movilización sindical que buscaba ante todo recuperar el rezago de los salarios frente a la cascada de alzas en los bienes de consumo. El crecimiento en el índice de precios pasó de 4,3% en el año de 1962 a 27,2% en 1963. A la agitación en la dimensión laboral se suma la presión patronal. Los gremios empresariales se ven afectados por la política de austeridad.
En febrero de 1963, una asamblea extraordinaria del gremio cafetero amenazó con la promoción de un paro cívico nacional, el cual fue desactivado por el gobierno apelando al expediente de hacer concesiones en materia de política cafetera. Las consecuencias políticas empiezan a sentirse. En mayo, el líder de la ANAPO organiza una serie de movilizaciones populares urbanas, aprovechando la situación de descontento, que pretenden desestabilizar al gobierno y aun promover su caída. Las manifestaciones culminan en disturbios bastante generalizados en las principales ciudades con un saldo importante de heridos.
El descontento popular y los problemas de orden público siguen incrementándose paralelamente con el deterioro de las condiciones socioeconómicas. A mediados del año coincidieron amplias movilizaciones de los estudiantes con una exacerbación de las luchas sindicales creando una situación política particularmente delicada, la cual debilitó aún más al gobierno, llevándolo a recurrir cada vez con más énfasis al poder disuasivo de la represión armada para poder recuperar algo de estabilidad. Siendo los problemas de orden público la amenaza más directa al régimen, el presidente respondió ampliando el espacio de injerencia política para las fuerzas armadas y, desde luego, el poder de su ambicioso ministro de Guerra.

#### Las elecciones parlamentarias de 1964
Las elecciones parlamentarias de 1964 mezclan dos luchas distintas. La primera, la confrontación por la ampliación del espacio político y el poder parlamentario de cada uno de los grupos; y la segunda, estrechamente ligada a la anterior, la competencia por la presidencia para el período siguiente, que correspondería, según lo dispuesto en el acuerdo de coalición al partido liberal. Aunque en el pasado el proceso de decisión sobre candidaturas estuvo ligado a la correlación de fuerzas que se expresara en las elecciones de «mitaca» (en Colombia: cosecha intermedia), en 1964 se presentó el fenómeno particular de que los grandes jefes del liberalismo lanzaron a Carlos Lleras Restrepo dos meses antes de los comicios parlamentarios.
Del lado de la oposición liberal las cosas tampoco eran fáciles. En primer lugar, el MRL sufre el impacto de la candidatura de Carlos Lleras que, por su prestigio dentro del partido, arrastra algunos de los líderes de la disidencia. Adicionalmente, un conflicto que estaba latente dentro del Movimiento Revolucionario Liberal desde su inicio, y que expresa bien su sigla —es decir la contradicción entre reforma y revolución como modelo político— es aprovechado por algunos líderes encabezados por Álvaro Uribe Rueda para plantear una disidencia al liderazgo de López Michelsen. 
Nacen entonces la «línea dura», que en alianza con el partido comunista defiende la vía revolucionaria, y la llamada «línea blanda», que se apega a las banderas del reformismo democrático y el liberalismo popular, que inspiraron desde su inicio la vida del movimiento. La alternativa de la revolución armada también se llevó algunos de los efectivos jóvenes del MRL, que, bajo la influencia del pensamiento revolucionario de Fidel Castro y del «Che» Guevara, optaron por la guerrilla como instrumento de lucha política.
La consolidación de la ANAPO también representa un reto para el MRL y para el bipartidismo tradicional. El lenguaje llano y populista del general Rojas le abre las puertas de las masas urbanas que, recién llegadas a las ciudades, encuentran en la sencilla «dialéctica de la panela» una expresión para su descontento con la situación social y económica.
Los resultados de las elecciones parlamentarias pusieron de presente la magnitud de la abstención electoral, lo que fue interpretado, con razón, como una sanción política al gobierno y al sistema del Frente Nacional. Mientras que en la «mitaca» de 1960 el 61% de los potenciales votantes se abstuvieron, en 1964 esa cifra se elevó a cerca del 70%. Los más desfavorecidos con la abstención fueron los grupos fieles a la coalición bipartidista, por cuanto la oposición, MRL y ANAPO, logró incrementar su fuerza político-electoral al pasar del 23,2% de la votación total, en 1960, al 30% en ese año. Este avance se tradujo en que el número de curules en la Cámara, en poder de los adversarios del Frente Nacional, pasa de 39 a 58.
En el campo del MRL los resultados favorecieron a la «línea blanda», que muestra una evidente superioridad sobre el ala radical, aunque la división parecer haber afectado el dinamismo electoral del movimiento. El gran triunfador de la jornada fuel general Rojas por cuanto su grupo político logra impresionantes avances políticos. Las cifras son elocuentes. La votación de la ANAPO creció en 158% respecto a la de 1962 y su fuerza parlamentaria lo hizo en 350%. La «Alianza» se enraizó entre el electorado popular urbano que hasta la fecha no había empezado a hacer su irrupción en la vida política colombiana. Las ciudades fueron a partir de ese momento la audiencia más propicia para la campaña del general Rojas.
El fortalecimiento relativo de la oposición en el Congreso de 1964 permitió que la ANAPO y el MRL actuaran de contrapeso decisivo en el debate de cualquier iniciativa legislativa del gobierno, y que además tuvieran la capacidad suficiente para obstruir el normal desempeño de las deliberaciones de las cámaras.

#### Conflicto armado interno
Dentro del proyecto político del presidente Valencia figuraba en lugar destacado el enfrentamiento y extinción de la violencia rural. Según este proyecto el papel de las fuerzas armadas debería centrarse más en luchar contra el enemigo interno, el comunismo, que prepararse para desactivar las remotas posibilidades de una agresión extraterritorial.

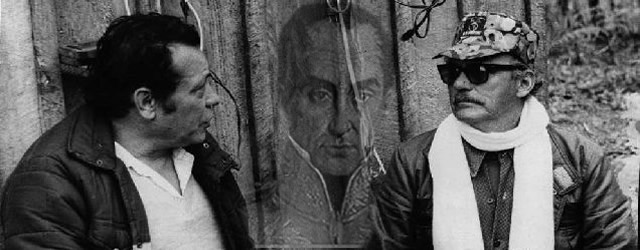
Alias Tirofijo y alias Jacobo Arenas, fundadores de la guerrilla marxista FARC.

El general Ruiz Novoa, primer ministro de Guerra del presidente Valencia, es un oficial innovador que se convierte en el impulsor de las acciones cívico-militares orientadas a neutralizar ideológica y militarmente a la guerrilla, a través del llamado «Plan Lazo». Los dos objetivos de su gestión fueron erradicar el bandolerismo y las «repúblicas independientes», pero los acontecimientos de protesta que suscitan la crisis económica le entregan funciones decisivas en la represión del descontento y en la defensa de la estabilidad del régimen. Ese sobredimensionamiento político de las fuerzas armadas se expresa en las continuas intervenciones públicas del ministro de Guerra que adquiere un liderazgo dentro de la administración que se extiende más allá de los aspectos estrictamente castrenses.
Los bandoleros, arrinconados políticamente y descalificados como bandidos por prácticamente todo el espectro partidista, sufrieron la ofensiva final por parte de las fuerzas militares. Entre 1963 y 1965 desaparecieron, por la efectividad de las armas o las recompensas oficiales, los últimos líderes bandoleros. La muerte de Efraín González Téllez en junio de 1965 cierra un ciclo de cerca de seis años de actividad bandolera. De la lucha contra la delincuencia rural organizada se pasa a la guerra contra las «repúblicas independientes», que en parte se justifica asimilando el bandolerismo a la organización y la autodefensa campesina. 

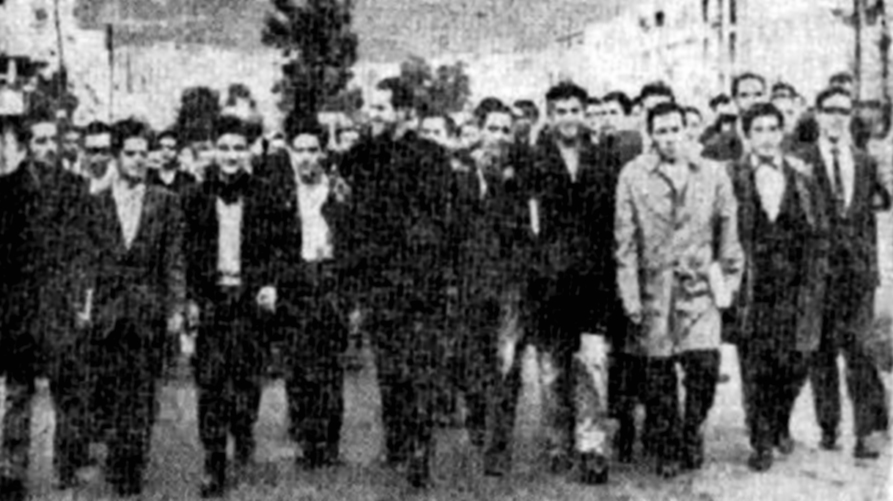
Camilo Torres, sacerdote en ese momento, con estudiantes suyos de la Universidad Nacional de Colombia, en Bogotá, 1965.

Paralelamente, con el nacimiento de un nuevo ejército se consolidaba una variante de insurgencia guerrillera antes desconocida. Los enfrentamientos con las organizaciones campesinas impulsaron la reactivación de los grupos guerrilleros rurales, que ante la ofensiva decidieron optar por el camino de la lucha permanente. Concretamente, las Fuerzas Armadas Revolucionarias de Colombia (FARC) surgen de esa coyuntura y de la toma militar de Marquetalia en el primer semestre de 1964. Pero los grupos guerrilleros también se gestarán al calor de la lucha estudiantil y de la inspiración de la Revolución cubana. 
En 1965 inicia operaciones el Ejército de Liberación Nacional (ELN), de inspiración castrista, que ve reforzada su capacidad ideológica con el posterior ingreso del padre Camilo Torres Restrepo. Entre 1964 y 1965 se gesta el Ejército Popular de Liberación (EPL), como producto de un rompimiento interno del partido comunista. Estos grupos armados revolucionarios son una manifestación política bien distinta a los guerrilleros campesinos liberales y comunistas del decenio de los 50.
El 10 de diciembre de 1964 algunos dirigentes políticos e intelectuales ofrecieron al general Ruiz Novoa un homenaje en Medellín. La retórica de los discursos no pudo ocultar la implícita y vehemente solicitud de los oferentes para que asumiera la conducción del país. Las condiciones políticas creadas por la amenaza de una huelga general, a comienzos de 1965, le darían la oportunidad para intentar concretar esa aspiración. Pocos días después los generales Gabriel Revéiz Pizarro y Gerardo Ayerbe Chaux le informaron al presidente que se tenían sospechas fundadas de que el ministro planeaba una confabulación con dirigentes de la Unión de Trabajadores de Colombia (UTC), líderes políticos e intelectuales, para tomarse el poder al calor de la protesta obrera anunciada para el 25 de enero. La decisión del mandatario fue inmediata: la destitución de Ruiz Novoa, el ascenso de Rebéiz al ministerio y el nombramiento de Ayerbe en la comandancia del ejército.
La respuesta enérgica y tajante de Valencia desarmó lo que pudo haber sido el comienzo de una segunda dictadura militar en menos de diez años, y probablemente el enrolamiento de Colombia en ese «ciclo nefasto» de dictaduras militares que asoló América Latina en los siguientes quince años.
A nivel de las fuerzas armadas, el cambio de dirigentes no alteró el rumbo marcado por Ruiz Novoa, de forma tal que en marzo de 1965 se inicia la toma de otras «repúblicas independientes» como El Pato y Guayabero. Por su parte, Ruiz Novoa se dedica a promover su candidatura presidencial a través del Movimiento Democrático Nacional, con el respaldo de Álvaro Uribe Rueda y el poeta Alberto Zalamea Costa. Las pretensiones políticas del destituido conspirador no encuentran eco y se frustran a los pocos meses.

#### La crisis económica y la legislación por decreto
El continuo deterioro de las condiciones económicas se convirtió en un permanente dolor de cabeza para la administración Valencia, no solo por los problemas de protesta y orden público que de esa situación se derivaba, sino también por las restricciones que el proceso político le imponía a la formulación de las medidas económicas. El creciente fortalecimiento de la oposición, que tomó como una de sus banderas la descalificación de la política económica gubernamental, impedía la tramitación de los proyectos de ley en el Congreso con la suficiente agilidad y alcance que exigía la gravedad de la situación.
A pesar de que el gobierno, con la creación de la Junta de Montería en 1963, había alcanzado un alto grado de centralización de los instrumentos de política económica, requería el apoyo de las dos terceras partes del Parlamento para aprobar proyectos decisivos en materias económicas, fiscales y cambiarias. El conflicto entre un gobierno agobiado por las dimensiones de la problemática económica y un Congreso paralizado en su labor, marcaría todo el mandato de Valencia, y solo se resolvería en 1965 y 1966 con el expediente de recurrir a la declaración del estado de sitio para legislar por decreto.
La crisis económica no parecía mejorar, al tiempo que era palpable un agudo deterioro de la situación cambiaria que dificultaba la consecución de créditos externos indispensable para mantener el sector público operando. El ministro de Hacienda Hernando Durán Dussán adelantó conversaciones con la Agencia de los Estados Unidos para el Desarrollo Internacional —USAID— y el Banco Mundial con el objeto de conseguir financiación adicional, indispensable para mantener operando al sector público. Pero la ayuda, como es costumbre en estos organismos internacionales, estaba condicionada a la adopción de un conjunto de medidas de ajuste, entre ellas una nueva devaluación masiva. Durán Dussán propuso en el consejo de ministros que se adoptara el paquete de recomendaciones, pero aplicando la devaluación de manera que fuera disfrazada. En principio el presidente Valencia estuvo de acuerdo, pero cuando el rumor de la posible devaluación se filtró a la opinión pública, el mandatario desautorizó categóricamente esa política. Ante esa situación, a Durán Dussán no le quedó más remedio que renunciar y fue más adelante remplazado por Joaquín Vallejo Arbeláez.
El gobierno estaba contra la pared. Para salir de la encrucijada, Valencia decide recurrir a las facultades de excepción, contempladas en la declaratoria del estado de sitio, para expedir autónomamente los decretos en materias económicas. El ministro de gobierno de entonces, Alberto Mendoza Hoyos, en su memoria al Congreso dejaría constancia sobre la interpretación del gobierno en torno a las relaciones entre el ejecutivo y el legislativo:
| «No es ningún descubrimiento apuntar que las fallas en el funcionamiento del Frente Nacional se localizan principal y decisivamente en las corporaciones de elección popular. Es indudable que en ellas se evidencia inacción y una creciente propensión a paralizarse…» |

El 2 de septiembre comienza la cascada de decretos ejecutivos en materias económicas que se prolongará hasta el gobierno de Carlos Lleras. Las primeras medidas incluyeron la temida devaluación. El paquete económico, que fue recibido con arduas críticas tanto del lado de los patronos como de los trabajadores, remozaba una jurisprudencia peligrosa en cuanto al alcance de los poderes de excepción del ejecutivo en circunstancias en que se encuentra turbado el orden público.
Las medidas, al igual que los procedimientos seguidos por el gobierno para adoptarlas, eran la respuesta de un ejecutivo debilitado por su incapacidad para superar los obstáculos que el proceso político le colocaba a la formulación de la política económica. Los años 1965 y 1966 constituyen el período en que se utilizan los poderes de excepción contemplados en el artículo 121 de la Constitución nacional de 1886.
En todo caso los excesos de presidencialismo, en la formulación de la política económica, desatan un debate político sobre el alcance de los mecanismos de intervención económica con que cuenta el Estado. Ese proceso de discusión culminará en la adopción de una normatividad distinta con la Reforma constitucional de 1968. El principal antecedente del anterior régimen de emergencia económica fue el contemplado en el proyecto de acto legislativo presentado por Alfonso López Michelsen a consideración del Congreso de 1966, a raíz de los acontecimientos arriba señalados.
Pero las consecuencias de los decretos económicos de septiembre van más allá de despertar la inquietud por una revisión constitucional. La devaluación agudizó las presiones inflacionarias que se tradujeron en una reducción en el nivel de vida de los asalariados, que a la vez reaccionaron con una escalada en la agitación laboral y con amplias movilizaciones de protesta de estudiantes y trabajadores. La crisis económica trajo así más tensiones e inestabilidad política. Se declararon en huelga el sindicato de Telecom, los maestros, los trabajadores de la rama jurisdiccional y los obreros de algunos sectores de la actividad industrial. También aparecen con inusitada intensidad los paros cívicos locales o regionales como una nueva forma de protesta política.
Esta coyuntura, que coincidía con el inicio de la campaña para la renovación de la rama legislativa y con la elección presidencial, puso a la problemática económica en el centro del debate político.

#### Las elecciones parlamentarias de 1966
Las elecciones parlamentarias de 1966, como antesala de la escogencia presidencial para el tercer mandato del Frente Nacional, tenían un especial significado político.
El MRL se encontraba en una posición difícil por cuanto desde los resultados de las elecciones de 1964, la sensación de un debilitamiento electoral era cada día más fuerte. En esa medida, la batalla que está dándose era decisiva, pues determinaría el camino a seguir y el futuro político de Alfonso López Michelsen. La campaña de la disidencia liberal se enfocó contra Carlos Lleras, como candidato y representante del «sistema excluyente» del Frente Nacional. De la misma forma, se colocó en el blanco de los ataques a los gremios, acusándolos de intervención antidemocrática en política por su abierto respaldo a Lleras Restrepo. La impopularidad de la devaluación, de la legislación por decreto, de la vigencia del estado de sitio, hacía de esos temas tópicos recurrentes con los que se buscó movilizar el descontento de unas masas evidentemente inconformes con todo lo que había significado el gobierno de Valencia. Además, y este es un aspecto importante, el MRL aprovechó la campaña para proponer una candidatura única y de convergencia para la oposición.
Los lineamientos de la campaña de la ANAPO no fueron muy distintos a los trazados por López Michelsen. Pero el general Rojas y su grupo optaron por un estilo mucho menos coherente, ideológicamente hablando, más populista, cargado de giros emotivos y demagógicos en favor de una «revolución nacionalista, católica y popular». La lucha contra la oligarquía, la nacionalización de sectores económicos, el hambre, la represión y la política económica eran términos que se entremezclaban para producir un discurso impactante entre los sectores populares.
La crítica a la devaluación, medida que era mirada con terror por los asalariados y los pequeños empresarios, se convirtió en una constante en las intervenciones de los candidatos de la ANAPO a las corporaciones públicas. Eran frecuentes las referencias a Lleras Restrepo como «Carlos, el Devaluador», y se sostenía que una vez llegado al poder el jefe liberal procedería a depreciar aún más la moneda.
La coalición bipartidista, comandada por Carlos Lleras, basó su campaña en el respaldo al Frente Nacional, en el apoyo al programa del candidato presidencial y en la necesidad de fortalecer a la coalición bipartidista en las corporaciones públicas para poder sacar adelante las reformas necesarias.
Los resultados electorales del 20 de marzo trajeron algunas sorpresas. El primer rasgo destacado es el fortalecimiento del liberalismo oficialista. Este sector logra incrementar su participación en la votación total del 35% en 1962 a cerca del 39% en las elecciones parlamentarias de 1966.
Dentro del conjunto del partido liberal el ala oficialista también se consolida. El MRL sufre un debilitamiento considerable de su electorado, que pasa de representar el 36% de la votación del liberalismo, a solo el 27%, en el mismo período. En términos absolutos, el movimiento disidente acaudillado por Alfonso López Michelsen pierde cerca de la mitad de sus votos entre las dos elecciones.
Para el ospinismo, que era el socio conservador de la administración Valencia, las elecciones parlamentarias se convierten en una sorpresiva y contundente derrota. Mientras que este sector controlaba en 1962 el 57% de los votos conservadores, su participación desciende, cuatro años después, a solo el 34%. El alvarismo logra mantener con dificultad los niveles de votación obtenidos en los comicios de 1962.
En el campo de la oposición, la ANAPO surge como el indiscutido vencedor. Los resultados electorales revelaron que la Alianza Nacional Popular había logrado una formidable ampliación de su poder político y de sus presentantes en el Congreso. Entre 1962 y 1966 el movimiento del general Rojas logra elevar su participación en la votación total del 3,4 al 18%, aproximadamente. En términos parlamentarios, este dinamismo electoral les significó adquirir el control sobre 46 curules adicionales en Senado y Cámara.
El MRL asumió una nueva estrategia política. El desfavorable resultado electoral aconsejó un retiro de la contienda presidencial y el acercamiento al oficialismo liberal, con la esperanza de impulsar desde adentro las banderas de cambio institucional que se habían sostenido en la oposición. En la arena política solo quedaban en pie dos contendores: el candidato del «Frente de Transformación Nacional» y la ANAPO.

### Carlos Lleras Restrepo (1966-1970)
La candidatura presidencial de Carlos Lleras Restrepo se fortaleció con los resultados electorales de marzo. El jefe liberal llevaba dos años recorriendo el país, en compañía de los líderes políticos de los dos partidos, defendiendo su nombre y divulgando sus ideas. El hecho de que Lleras Restrepo contara con el respaldo de sectores de las bases liberales por su apoyo a la reforma agraria y por su tradición como jefe del partido, al tiempo que se movía con fluidez en ciertos círculos de la capital por su prestigio de administrador y tecnócrata, inclinó inexorablemente la balanza electoral en su favor.

#### Presidencialismo, reforma del Estado y desmonte del Frente Nacional
Rojas Pinilla intentó crear un frente unido para respaldar un candidato de oposición. Inicialmente el jefe de la ANAPO propuso un grupo de nombres sobre los que se podría llegar a un acuerdo para escoger el candidato único algunos de los elegidos fueron Indalecio Liévano Aguirre, Fernando Mazuera Villegas, Abelardo Forero, Carlos Arango Vélez, Darío López Ochoa, Alfredo Duarte Blum y José Jaramillo Giraldo. Después de consultas, distanciamientos y acercamientos, Rojas redujo sus elegidos al nombre de Fernando Mazuera Villegas, quien aceptó la postulación, pero con la condición de que los demás grupos de la oposición le dieran su respaldo.

#### El proyecto político del presidente Lleras Restrepo
El proyecto político del presidente Lleras Restrepo surgía como respuesta a una serie de problemas específicos de carácter político y económico que recurrentemente actuaron como fuentes de inestabilidad para el sistema del Frente Nacional. En primer lugar, Lleras veía la necesidad de superar la crisis de conducción y autoridad del ejecutivo, frente a las demás ramas del poder público, que se manifestó con toda su intensidad en la administración de Guillermo León Valencia. La debilidad del ejecutivo se reflejaba en el permanente conflicto entre la presidencia y el Congreso Nacional, y en la utilización del estado de sitio para lograr, mediante los poderes de excepción, algún margen de autonomía y gobernabilidad. En la interpretación del presidente, este objetivo implicaba replantear la norma plebiscitaria que exigía el voto favorable de las dos terceras partes de los parlamentarios para aprobar las leyes, al igual que reducir el alcance de los poderes decisorios del legislativo sobre los actos de gobierno, especialmente en lo referente a la intervención estatal en la economía.
En segundo lugar, el Frente Nacional no había logrado superar la problemática económica crónica que cada año o dos se traducía en la amenaza de una crisis cambiaria o en un déficit fiscal capaz de paralizar la gestión pública. Paralelamente, el crecimiento económico distaba de ser satisfactorio, el empleo disponible no correspondía a la demanda de puestos de trabajo —que era explosiva por el crecimiento demográfico y la migración rural y urbana—, la inflación minaba el poder adquisitivo de los salarios, incentivando el descontento y la agitación laboral. De esta forma, uno de los ejes neurálgicos sobre el que giró toda la concepción de gobierno del presidente Lleras fue encontrar una salida política para dotar al Estado de una estructura institucional y organizativa para actuar efectivamente sobre la problemática económica y para promover el desarrollo.
Por último, cabe destacar dos aspectos adicionales que marcaron profundamente su proyecto político. El primero fue la desconfianza de Carlos Lleras hacia la «clase política» como conductora y orientadora de la acción gubernamental, a pesar de que durante su vida pública él había sido miembro activo de ella. La concepción llerista del Estado buscó disminuir el espacio de poder y de influencia de los políticos tradicionales, al tiempo que ponderó el componente tecnocrático en los procesos de decisión en concordancia con las tesis promovidas por los organismos internacionales. El segundo aspecto era el propio estilo del mando de Carlos Lleras, que se podría a caracterizar como rígidamente presidencialista.
La formulación concreta del proyecto político puesto en marcha por Lleras Restrepo distaba mucho de la ambigüedad e incoherencia del de su antecesor. En escritos anteriores a 1964, y a partir de ese año, el candidato de la coalición delineó los puntos centrales de su plataforma de gobierno: fortalecimiento del régimen presidencial; abolición del requisito de la mayoría de las dos terceras partes; eliminación del «gobierno de los directorios políticos»; reglamentación de la paridad, desmonte parcial gradual de las Instituciones del Frente Nacional; reforma a los poderes del Congreso Nacional; reforma departamental; reorganización y centralización del ejecutivo, entre otros.
En síntesis, el gobierno de Carlos Lleras asumió la tarea de transformar la estructura político-institucional con el objeto de fortalecer la autoridad presidencial, ante el poder del ejecutivo frente al legislativo, incrementar la influencia de los técnicos sobre las decisiones del Estado y elevar sustancialmente la capacidad de intervención directa del aparato estatal en la economía. Estos principios se reflejan claramente en las iniciativas de reforma constitucional puestas a la consideración del Congreso y en las batallas políticas que libró Lleras Restrepo a lo largo de los cuatro años de su mandato.

#### Confrontación entre el presidente Lleras y el FMI
A las pocas semanas de su ascenso al poder, la administración Lleras Restrepo tuvo que afrontar la amenaza de una posible crisis cambiaria, acompañada de una moratoria en el servicio a la deuda. El desequilibrio de la balanza de pagos se agravó desde comienzos de 1966, y para el segundo semestre se volvió a impostergable la adopción de medidas para mejorar la situación. El gobierno intentó resolver los apremios de liquidez recurriendo a un crédito de «stand by» con el FMI (crédito condicionado) para resolver los problemas más apremiantes como eran el pago del servicio de la deuda externa pública y privada y la cancelación de importaciones vitales para el funcionamiento económico.
El gobierno solicitó del Fondo Monetario una suma de sesenta millones de dólares. La respuesta de la entidad financiera internacional estuvo acompañada de una serie de «recomendaciones» sobre medidas de política económica que en su criterio era indispensable aplicar para poder sanear definitivamente los recurrentes desequilibrios en el sector externo. Las sugerencias del FMI correspondían a un clásico esquema ortodoxo de ajuste económico. El Fondo abogaba por una diversificación del sector exportador, la operación libre de los mercados, la liberación de importaciones, la eliminación de los controles cambiarios, la supresión de subsidios y la aplicación de una devaluación masiva. Este último aspecto, junto con el de la liberación de importaciones, fueron las piezas claves del conflicto entre el presidente Lleras y los funcionarios del organismo de crédito. Implícitamente la posición del FMI llevaba un rechazo a los programas y propuestas del equipo económico de Lleras Restrepo.
El presidente respondió al FMI con una propuesta que recogía algunos de los aspectos que eran relevantes para este último, como el control al desbordamiento monetario y al déficit fiscal. Para el organismo financiero la clave era la aplicación de la devaluación masiva. Pero para el gobierno el ajuste debería hacerse sin devaluación y con un incremento de los controles cambiarios gubernamentales, al igual que con mayor intervención del Estado en la dirección de la actividad productiva y el desarrollo económico.
La contradicción entre las dos concepciones de política económica encerraba un evidente dilema político. La adopción del programa del FMI significaría una devaluación masiva, contra la cual la sociedad estaba prevenida. Las perniciosas consecuencias que trajeron las fuertes devaluaciones detectadas durante la administración Valencia en el comportamiento del costo de vida y el empleo, al igual que su devastador impacto sobre la estabilidad política, rondaban como un fantasma sobre las cabezas de un equipo económico que acababa de posesionarse. De la misma forma, la campaña electoral de la oposición había recurrido insistentemente a la sensibilidad de una comunidad que rechazaba de plano la devaluación, acusando a Lleras Restrepo de que una vez posesionado procedería a tomar medidas en esa dirección. Todo ello condujo a que el gobierno decidiera incurrir en los potenciales costos económicos y financieros de una confrontación con el Fondo Monetario, antes que aceptar sus sugerencias, que implicaban un acelerado debilitamiento político del presidente y un desmembramiento de su programa de gobierno en el frente económico.
Las negociaciones con el Fondo Monetario Internacional se rompieron el 26 de noviembre de 1966, razón por la cual el gobierno procedió a aplicar su propia medicina para conjurar la crisis externa. Apelando a las facultades conferidas por el estado de sitio, el presidente Lleras procedió a expedir una serie de decretos que modificaban la política cambiaria.
En síntesis, era la aplicación práctica de la solución presidencial al problema cambiario: controles sobre la circulación de divisas; reflexión de todas las importaciones y de los giros en moneda extranjera, rechazo a la devaluación masiva y eliminación del mercado libre de dólares.
Desde la perspectiva económica, las medidas fueron suficientemente efectivas en el corto plazo para detener la hemorragia cambiaria. Posteriormente, el gobierno adoptaría un esquema más global y ambicioso para superar la crónica debilidad del sector externo mediante la expedición del decreto 444, que fue la base de la exitosa política de promoción de exportaciones que se siguió en ese cuatrienio. Pero la ruptura de negociaciones con el FMI también cumplió un papel importante en el fortalecimiento de la autoridad presidencial frente a la oposición, al igual que en la ampliación del respaldo público a la gestión del primer mandatario. En el discurso anunciando las medidas de emergencia, el 29 de noviembre de 1966, el presidente Lleras planteó el enfrentamiento con el Fondo Monetario como la consecuencia lógica de una oposición nacionalista. El gobierno no se dejaría imponer medidas que atentaban contra el nivel de vida del pueblo, promovían la inestabilidad sociopolítica y recortaban la soberanía de la nación, que además eran desobligantes por cuanto desconocían la capacidad técnica del equipo económico y querían limitar su independencia. El presidente terminó sus palabras solicitando el apoyo de los ciudadanos para sacar adelante el programa de emergencia, que en su criterio defendía los intereses nacionales, permitiéndole así al gobierno enfrentar al FMI, ya no con una rodilla en el suelo, sino con un esquema de política económica firme, coherente y respaldado por la comunidad.
El lenguaje de este mensaje tuvo repercusiones inmediatas. Los principales centros del poder político, económico y social, con contadas excepciones, manifestaron públicamente su firme respaldo a la «valerosa posición» del mandatario. Pero más importante aún es que ese sentimiento trascendió los cerrados círculos gremiales y llegó a las gentes de la calle que calificaban a Lleras Restrepo de hombre corajudo y «con pantalones». Es indudable que el gobierno tuvo una importante victoria política.
El impase con el FMI dejó a la oposición en una situación muy incómoda. Si la ANAPO y el alvarismo optaban por enfrentarse a las medidas del gobierno, corrían el riesgo de que la opinión y los políticos del otro bando los colocaran como defensores de las imposiciones inaceptables del organismo internacional. Pero hacer nada también los debilitaba en la medida en que el gobierno estaba aprovechando el conflicto para ampliar su espacio de apoyo político. En la práctica, parece ser que la crisis redujo la efectividad política de la oposición y le permitió al presidente Lleras Restrepo impulsar colateralmente otros proyectos e ideas que bajo distintas circunstancias, sin contar con ese apoyo de la opinión pública, hubieran tenido que remontar el difícil obstáculo de unas fuerzas opositoras beligerantes. Es así como en febrero de 1967 el gobierno logra que le sean aprobadas en el Congreso las facultades extraordinarias para legislar en materia económica, que habían sido rechazadas previamente, con las cuales expiden los decretos que regirán definitivamente la política cambiaria. Con esos triunfos en el bolsillo, el gobierno se situaba en una condición privilegiada para acometer con garantía de éxito el laborioso y complejo proceso de transformación de las estructuras políticas e institucionales, que se había iniciado con la presentación de los proyectos de reforma constitucional al iniciarse el gobierno.

#### La reforma constitucional de 1968
El ministro de Gobierno, Misael Pastrana Borrero, inició a nombre de la administración Lleras el trámite de la reforma constitucional el 24 de agosto de 1966. El senador del MRL Carlos Restrepo Piedrahíta presenta ponencia favorable ante la Comisión Primera el 6 de septiembre. Los 35 artículos que conforman el primer paquete de propuestas buscando una redistribución de facultades, funciones y competencias, de manera que el ejecutivo tenga mayor poder decisorio en el ámbito económico y en el manejo fiscal y cambiario.
La presentación de los proyectos de reforma constitucional despertó diferentes reacciones entre los grupos políticos. El MRL encontró en la discusión de la reforma un terreno de convergencia ideológica que le permitió el acercamiento al liberalismo oficialista. Desde el comienzo de los debates, López Michelsen se mostró dispuesto acompañar al gobierno en la mayoría de las iniciativas. Por su parte, el alvarismo aprovechó las circunstancias para agudizar las críticas a Lleras Restrepo, acusándolo de «hegemonismo» y de pretender implementar un marco institucional favorable a los intereses del liberalismo. En la misma dirección se expresó la mayoría de la ANAPO.
Pero en el bloque frentenacionalista las opiniones tampoco eran homogéneas. Algunos de los socios conservadores del gobierno se abstuvieron de aprovechar las propuestas en el Parlamento, a Mariano Ospina le tocó apelar a su autoridad política para sacar avante los debates iniciales de las medidas en la Comisión Primera del Senado.
El jefe del ospinismo y Carlos Lleras, reunidos en la primera semana de enero de 1967, acuerdan las bases para desmontar parcialmente las instituciones de coalición, pero de una manera tal que aun después de la terminación formal del Frente Nacional, en 1974, se mantendría el «espíritu del gobierno compartido». En esas conversaciones se concreta la iniciativa de prolongar la paridad hasta 1988 y, a partir de ese año, garantizar la participación «adecuada y equitativa» en la administración pública por el partido que siguiera en votos al del presidente electo. Para la rama legislativa se acordó una transición gradual que se iniciaría en 1970 mediante la eliminación de la distribución paritaria de las curules. Igualmente, quedaría suprimida la obligación de presentarse exclusivamente como liberal o conservador; medidas que se harían excesivas a la Cámara y el Senado a partir de las elecciones a corporaciones públicas de 1974. Igualmente, la regla de las dos terceras partes seguiría vigente para reformar la Constitución y para cambiar las normas de carácter electoral.
El alcance de las medidas se modificaba como resultado de las adiciones de nuevos artículos al proyecto, por parte del gobierno y los parlamentarios, al igual que como resultado de los debates y las transacciones. Aun así, ya para febrero de 1967, el gobierno habría logrado la aprobación en la Comisión Primera del Senado de un proyecto de reforma que respetaba en gran medida las ideas del presidente Lleras Restrepo. Una adición importante fue la norma que vendría a ser el artículo 122 de la Constitución nacional, mediante el cual se establecían el estado de emergencia económica, propuesto y defendido por López Michelsen.
A comienzos de junio de ese mismo año, y después de prolongados debates, votaciones repetidas, presiones y amonestaciones, la plenaria del Senado aceptó el primer paquete de lo que llegaría a conformar la reforma constitucional de 1968. El 6 de septiembre la plenaria de la Cámara se pronunciaría en la misma dirección. Pero vendrían tiempos de tormenta cuando el Congreso entrara a considerar, durante el segundo semestre de 1967, dos nuevos paquetes de reformas constitucionales presentados por el gobierno, que tocaban aspectos más directamente relacionados con los intereses de los parlamentarios, como la composición del Congreso Nacional, los auxilios parlamentarios y el régimen departamental.
La propuesta de desmontar la regla de las dos terceras partes dejaba a la oposición sin el poder de obstrucción de la actividad parlamentaria, lo que colocó a las minorías, el alvarismo y la ANAPO, en la incómoda situación de tener que defender una típica institución frentenacionalista. De otra parte, un sector importante de la bancada conservadora, de uno y otro bando, sostenía que la eliminación de la paridad en el ejecutivo, la generalización del sistema de cociente electoral y la reducción del número de curules, estaba orientado al debilitar la representación de su partido en el Congreso Nacional.
La reforma constitucional se tiene que enfrentar, durante el último semestre de 1967 y el primero de 1968, al obstáculo de una coalición opositora compuesta por el alvarismo, la ANAPO y un grupo de parlamentarios del ospinismo y del liberalismo oficialista. El gobierno no tiene el voto favorable de la mayoría requerida para la aprobación de aspectos claves como eran la implantación del cociente electoral y la supresión de la paridad en el legislativo. Era paradójico que el gobierno del Frente Nacional, que había salido fortalecido de las elecciones a corporaciones públicas de marzo de 1968, se viera en aprietos para impulsar su proyecto político. Ante esta situación de estancamiento de las iniciativas de la reforma a la Carta Fundamental, el presidente Lleras Restrepo asume un riesgo calculado: presenta renuncia al cargo ante el Senado.
El 11 de junio un país perplejo ve a su Presidente en la televisión informando sobre la renovación que acaba de ofrecer a la Cámara Alta.
El sentido político de la renuncia se hace evidente cuando el mandatario plantea: «Yo tendría el derecho de entender que la no aceptación de esta renuncia conllevaría la voluntad mayoritaria de aprobar los dos proyectos de acto legislativo pendientes en la primera vuelta y darles luego pronta aprobación en la segunda… No tendría, en efecto, se en pido es que se pretendiera imponerse me la obligación de continuar como jefe del gobierno y cabeza de una coalición política desmontando al mismo tiempo los programas que ese gobierno y esa coalición han sustentado.» En otros términos, el presidente Lleras Restrepo buscaba un voto de confianza, poniendo como condición para seguir en el cargo la aprobación de la reforma constitucional.
La jugada política produjo sus efectos. Llovieron los mensajes y las manifestaciones de respaldo. En el Senado la oposición pidió la cabeza del presidente, por su abierta intromisión en los asuntos de competencia del legislativo, pero pudo más y la presión política y el temor a dejar acéfala la coalición y la administración pública. Sometida a votación, los senadores rechazaron la renuncia por 71 votos contra 31; y el 18 de junio fue aprobado el proyecto de acto legislativo, dándole vía libre al segundo debate en las sesiones que se iniciarían a las pocas semanas.
El gobierno consolidó los tres paquetes de reformas constitucionales en un solo proyecto de acto legislativo unificado, que fue presentado a finales de septiembre para segundo debate en el Congreso. El texto definitivo habría sido el resultado de un proceso de acercamiento y conciliación de las distintas posiciones, llevado a cabo en el seno de una comisión bipartidista y bicameral creada por el gobierno y los directorios políticos. Pero para de esa época el efecto disuasivo de la renuncia presidencial ya se había desvanecido, por lo que la administración Lleras tendría que librar esa definitiva batalla política apelando a otras armas.
La discusión de la reforma constitucional en la Comisión Primera del Senado llevó al estancamiento del proyecto. La ausencia de los parlamentarios del ospinismo impidió que se llegara a sumar el voto favorable de las dos terceras partes, por lo que en la primera semana de noviembre el gobierno se enfrentó a la reticencia del conservatismo para aprobar las medidas. La imposibilidad del ministro de Gobierno, Misael Pastrana, para imponer la disciplina sobre los parlamentarios de su grupo lo obligó a renunciar. En reemplazo fue nombrado Carlos Augusto Noriega, conocido político conservador que poseía a la reputación de ser un hábil y experimentado parlamentario.
Los senadores liberales tampoco tenían a una posición homogénea ya que algunos de ellos se enfrentaban al recorte de atribuciones y poderes del Congreso Nacional. La labor de convencimiento de López Michelsen y del mismo presidente terminado por ponerlos del lado del proyecto, aunque dejaron constancia de no compartir el desmesurado fortalecimiento de la institución presidencial. Pero si en el campo liberal se lograba el consenso, en el conservador se agonizaba los enfrentamientos.
El ospinismo se pasó a la oposición rechazando las reformas, especialmente aquellas que tenían que ver con la composición del Congreso, argumentando que debilitaban considerablemente la fuerza parlamentaria de su partido. El punto de vista de los unionistas, que coincidía con el alvarismo en este aspecto, desbarataba de hecho la coalición gobernante y colocaba a las dos facciones conservadoras en la oposición.
Ante esos acontecimientos, Lleras Restrepo recurre a otra maniobra política espectacular: a finales de noviembre le pide la renuncia a todos sus ministros. Esta práctica médica buscaba advertir al ospinismo, o «unionismo», sobre lo que podría significar política y burocráticamente seguir insistiendo en la oposición a la reforma. Además, con esta decisión, dejaba abierta la posibilidad de que nuevas fuerzas, incluida la ANAPO, pudieran entrar como contraparte conservadora en la coalición gobernante.
El movimiento del general Rojas picó el anzuelo. El 29 de noviembre, Samuel Moreno anunció el respaldo de la ANAPO a la reforma constitucional para lograr su aprobación, conjuntamente con el liberalismo oficialista. El presidente Lleras estimuló esa actitud insinuando que Rojas podría llegar a ser el socio del liberalismo en el poder. Para la ANAPO el atractivo de entrar por primera vez a formar parte del gobierno era muy grande, ya que podría significar una cuota importante de activos burocráticos y, lo que era más significativo, lograr el apoyo, o por lo menos la neutralidad, del liberalismo en la contienda presidencial de 1970.
Para los conservadores no pasó desapercibida esa posibilidad y pudo más el temor de que una ruptura con el gobierno se tradujera en la pérdida de la candidatura para el siguiente período presidencial, que el remoto riesgo de que en el futuro las reformas debilitar a la representación parlamentaria de su partido. En los primeros días de diciembre Ospina busca el reinicio tela colaboración con Carlos Lleras, esfuerzo que culmina con la refrendación de la participación de ese sector en el gobierno y su apoyo a las reformas constitucionales.
Es interesante notar que la mayoría de los parlamentarios se enfrascaron en el debate de aquellos aspectos de la reforma constitucional que los afectaban individualmente, tales como los exilios o el número las curules que le correspondería a cada circunscripción, dejando de lado, con contadas excepciones, el análisis más profundo de lo que implicaban los cambios en la estructura política e institucional del Estado. Un reflejo de esta actitud fue el hecho de que aceptaran los recortes al poder legislativo a cambio de las prebendas de los auxilios parlamentarios y la prolongación del período de los representantes a cuatro años, que el gobierno les cedió.
Las transformaciones introducidas a la Constitución nacional significaron una recomposición de las relaciones de fuerza entre las diferentes ramas del poder público, trasladándose el eje del proceso de decisión del legislativo al ejecutivo, con la consecuente ampliación del poder y la influencia de la presidencia de la República. Dentro de este conjunto de cambios, es importante destacar la proliferación de organismos descentralizados creados por el gobierno que le quitaban funciones a los niveles municipal y departamental, al igual que disminuía la autoridad política de los ministerios. Una dimensión relevante de la reforma constitucional fue la que tiene que ver con la capacidad de intervención económica del Estado. El acto legislativo número 1 de 1968 le dio fuerza constitucional a la planeación y le entregó toda una nueva gama de instrumentos de intervención y dirección económica al Estado.
En el campo político, la reforma constitucional de 1968 fijaba un derrotero para desmontar el Frente Nacional. Aunque en algunos aspectos las medidas a representaban el tránsito hacia un juego político más libre, en el fondo lo que se consiguió con dichos cambios fue prolongar los fundamentos de la coalición bipartidista. Unas palabras de Misael Pastrana, cuando era ministro de Gobierno, ilustran claramente esa impresión:
| «El proyecto se cuida muy bien de garantizar la continuidad de los principios fundamentales del régimen del Frente Nacional y de asegurar a los partidos el clima de confianza que es de su esencia.» |

En la práctica, la reforma de 1968 dio vigencia permanente a la democracia restringida, que era un sistema político supuestamente transitorio y concebido como una terapia para resolver unos problemas específicos de violencia bipartidista.

#### Organización campesina y revitalización de la reforma agraria
La ley de reforma agraria que se expidió el durante el gobierno de Alberto Lleras fue impulsada y defendida primordialmente por Carlos Lleras Restrepo. Pero la ley 135 de 1961 sobre reforma agraria, que pudo ser aprobada gracias a un proceso de transacción entre los distintos grupos de interés, era prácticamente inoperante. Esta situación le había infundido lentitud e ineficacia al esfuerzo de redistribución de latifundios, por lo que el presidente Carlos Lleras asumió desde su campaña el propósito de revitalizar el Instituto Colombiano de la Reforma Agraria (INCORA) y fortalecer los instrumentos para adelantar la política de tierras.
Sobre esa decisión política influyó el espectro de la Revolución cubana que ya había tomado forma internamente bajo la consolidación de una serie de grupos guerrilleros, de inspiración castrista y comunista (ELN, FARC, EPL), en las áreas rurales. Al respecto diría Lleras:
| «Un clima de paz social en los campos, no lo vamos a obtener sólo por medio de la policía y el ejército, si no por medio de la justicia, por medio de las condiciones o rurales.» |

La iniciativa de la Alianza para el Progreso, programa de apoyo al desarrollo y el cambio social en el hemisferio iniciado por los Estados Unidos bajo la administración de John F. Kennedy, tenía entre sus objetivos iniciales una modificación de las condiciones del campesinado latinoamericano a partir de la reestructuración de la tenencia de la tierra. La idea había adquirido respetabilidad al ser abanderada por el «Gigante del Norte», especialmente entre los círculos del capital industrial y financiero que veían en la pobreza e inequidad rural un evidente freno al crecimiento de la demanda por bienes procesados. La voluntad política que le imprimía Carlos Lleras al proceso de reforma agraria le daría una bocanada de oxígeno a esa iniciativa que estaba agonizando desde la administración Valencia.
Durante la campaña presidencial, Lleras Restrepo organizó uno de sus comités operativos para que adelantara el estudio sobre las alternativas para reanimar la reforma agraria. El entonces candidato puso bastante énfasis en los aspectos relacionados con la organización del campesinado y la creación de una fuerza social capaz de respaldar políticamente la iniciativa y contrarrestar el poder del latifundismo que había sido en gran parte el artífice de la inoperancia e ineficiencia del INCORA. De este tipo de esfuerzo también se esperaban importantes dividendos de carácter electoral. La respuesta a estas necesidades era la organización de los campesinos en ligas o asociaciones de usuarios de los servicios del Estado para el sector rural.
El comité operativo expresó su apoyo formal a la iniciativa de movilización campesina, pero dentro de un esquema organizacional que le permitiera el Estado controlar directamente las actividades y la orientación política de las asociaciones. Es más, algunos de los miembros más conservadores del comité expresaron su abierta oposición a cualquier intento de fortalecer políticamente a este sector que era el más desprotegido de la sociedad. La revitalización del proceso de reforma agraria despertaría nuevos conflictos sociales entre los terratenientes de todos los colores políticos y el gobierno, al igual que entre el Estado, los propietarios y aquellas organizaciones campesinas que fueron adquiriendo un progresivo margen de autonomía política y de conciencia de sus reivindicaciones de clase. La expresión de estas contradicciones tomaría diferentes formas, desde la invasión de tierras bajo la permisiva tutela del INCORA, hasta la persecución de los funcionarios responsables de la política agropecuaria mediante el expediente de propiciar escándalos y cuestionamientos de carácter «moral».
A pesar de los intereses encontrados, el gobierno asumió un programa denominado Campaña Nacional de Organización Campesina, para lo cual se expidió el decreto número 75 de 1967, mediante el cual se abría un espacio de poder a los usuarios campesinos dentro del proceso de decisión de las políticas agropecuarias a nivel de las distintas instituciones. El programa se fortaleció con nuevas disposiciones adoptadas mediante decreto en los años 1968 y 1969, que definían en detalle las características de la organización y los requisitos para que las asociaciones pudieran ser reconocidas por el Estado y creaba nuevas instancias dentro de la estructura estatal para el sector agropecuario dedicadas a atender la problemática campesina, simultáneamente con la prestación de asesoría técnica para desarrollar el espíritu de asociación y organización entre los pequeños propietarios rurales. Complementariamente, se buscó crear una nueva legislación agraria que permitiera acelerar y agilizar los procedimientos para afectar la tenencia de la tierra, y proteger al mismo tiempo al aparcero, subsanando los defectos de la ley 135 de 1961.
La revitalización de la reforma agraria desató nuevos procesos y conflictos. En primer lugar, los correspondientes proyectos de ley sufrieron el ataque de la oposición anapista y alvarista, al igual que el de algunos sectores latifundistas dentro de la coalición en el poder, lo que dificultó la expedición de las medidas. En segundo lugar, el fortalecimiento de las organizaciones campesinas incrementó la capacidad reivindicativa y de lucha de los campesinos, que fueron radicalizándose progresivamente hasta desprenderse de la tutela instrumental del Estado. Bajo estas condiciones, en las que por la fortaleza de los intereses latifundistas el aparato institucional no podía responder a las presiones sobre la tierra con la agilidad que demandaba la problemática campesina, la organización campesina se convirtió en un componente políticamente desestabilizador, en la medida que fueron estas asociaciones las que por su cuenta adelantaron una reforma agraria de hecho, a través de las invasiones, la recuperación y la toma de tierras. Los conflictos resultantes asediaron a la administración del presidente Lleras Restrepo, especialmente en sus dos últimos años, pero adquirieron mayor dinámica con la presidencia y Misael Pastrana Borrero, quien se comprometió desde comienzos de su gobierno a frenar por completo la política de organización campesina y de redistribución de tierras.

#### Escándalos y candidatos
El último año del gobierno del presidente Carlos Lleras se caracterizó por dos hechos sobresalientes. En primer lugar, la aparición de debates de gran resonancia en torno a la gestión de importantes funcionarios de la administración. En segundo, el debate en torno a la selección del candidato conservador para el último período presidencial del sistema del Frente Nacional.
El 16 de junio se hizo pública la denuncia del gobierno, a través del ministro de Agricultura Enrique Peñalosa Camargo, de que el senador Ignacio «Nacho» Vives estaba cobrando comisiones a los terratenientes a cambio de utilizar su cargo en la junta directiva del INCORA para lograr decisiones sobre compra y parcelación de haciendas que fueran favorables a los propietarios. La acusación tuvo gran resonancia por cuanto articulaba a la familia Ospina, e indirectamente a parientes del presidente. «Nacho» Vives llevó el debate al Senado y hábilmente, utilizando la estrategia probada con éxito por Rojas Pinilla, pasó de acusado a acusador.
El senador Vives acusa al ministro de Agricultura y a Miguel Fadul, gerente del Instituto de Fomento Industrial —IFI—, de estar contratando privadamente con el Estado y de utilizar sus cargos para influir en la adjudicación de contratos oficiales por veinticinco millones de pesos. Presentar copia de contratos firmados por la empresa Martínez, Fadul y Peñalosa, de la cual era socio el gerente del IFI y la familia de Peñalosa, argumentando que habían sido concedidos irregularmente. Ante esta situación empieza un contrapunteo y acusaciones recíprocas entre el senador y los funcionarios que va despertando un creciente interés público por la fogosidad y oratoria de Vives y por el hecho de que los debates parlamentarios respectivos eran transmitidos directamente por varias cadenas de radio.
La demagogia de Vives volvió un debate de naturaleza jurídica en un enjuiciamiento a la administración Lleras Restrepo, denunciando que las acusaciones eran persecución política de la «oligarquía» y del presidente. También la presentación del senador se encaminó a demostrar que las acusaciones, que en la práctica no había podido refutar, eran una expresión del centralismo de Lleras Restrepo, de su desprecio por la Costa Atlántica, dándole connotaciones de persecución regional al problema, asumiendo así el papel de «mártir» de las causas costeñas.
El debate culmina en noviembre con Vives en la cárcel y con las renuncias del ministro de Agricultura y del gerente del IFI, los dos funcionarios que habían originado el proceso. El desgaste político de la administración había sido considerable, especialmente ante el concepto de la Procuraduría de que había conflicto de intereses entre los mencionados funcionarios y sus actividades privadas. La transmisión de los debates por radio habría ayudado a despertar el interés de la opinión pública y también contribuyó a que los resultados de la polémica tuvieran tan debilitantes consecuencias sobre la imagen del gobierno.
Una idea del impacto político del debate la dan los hechos posteriores. María Eugenia Rojas y Samuel Moreno acuden a la cárcel a visitar a «Nacho» Vives y llegan a un acuerdo para que el senador entre a las filas de la ANAPO. Una vez libre por falta de pruebas, es promovido intensamente dentro del anapismo, y el propio exdictador lo recibe con manifestaciones y además lo lleva de gira por toda la Costa. Eran tales las repercusiones del debate, que la ANAPO pensaba utilizar a Vives para reducir el respaldo liberal al candidato frentenacionalista en la Costa Atlántica. De esta manera, la estrategia era fortalecer la votación liberal para el movimiento y exaltar como prohombre del liberalismo a «Nacho» Vives, aun comprometiéndose con los electores costeños a que su líder sería candidato presidencial anapista en 1974. Las vueltas de la vida política le permitieron al senador Vives pasar de sindicado a respetado líder y mártir liberal dentro de la ANAPO.
Pero las consecuencias políticas no solo fueron a nivel de la imagen del gobierno. El escándalo fue un duro golpe para el prestigio y la dinámica del proceso de reforma agraria y de organización campesina. Los latifundistas, especialmente los terratenientes costeños, aprovecharon las circunstancias para debilitar el esfuerzo de redistribución de tierras, paralizar el INCORA y cuestionar políticamente la estrategia social para el campo.
El escándalo y el cuestionamiento «moral» del presidente, el gobierno o sus funciones ha sido tradicionalmente utilizado, en la política colombiana, por los sectores dirigentes para protegerse de políticos que buscan eliminar o reducir sus privilegios. El debate Vives—Peñalosa, independiente de las decisiones de carácter judicial, no fue la excepción. Además, la clase política encontró en el debate una forma de expresar todo su resentimiento hacia la «tecnocracia», de la cual evidentemente hacía parte Peñalosa, y su descontento por la Reforma de 1968 que había despojado de mucha de sus prerrogativas al Congreso Nacional. En últimas, lo que el país vivió en el segundo semestre de 1969 fue una reedición del clásico conflicto entre técnicos y políticos, exacerbado por el enfoque tecnocrático que le había infundido Lleras Restrepo al manejo de las decisiones del Estado.
El debate coincidió con el proceso de selección de la candidatura presidencial para el período 1970-1974. Por la ANAPO el general Rojas Pinilla era el candidato inevitable, pero faltaba la selección del nombre que representaría a la coalición en la contienda y que por las disposiciones plebiscitarias debería ser un conservador. Este proceso se iniciará desde los primeros meses de 1969 con el lanzamiento de la candidatura Belisario Betancur por Augusto Ramírez Moreno. También se encontraba sobre la mesa la candidatura de Mariano Ospina Pérez, pero en el mes de mayo esa posibilidad es desmentida completamente por el propio jefe conservador cuando extendió una invitación al alvarismo para realizar una convención de unión. Esta aproximación permitió que en junio se acordarán reglas para esa convención, aunque el expresidente Valencia se mostró en desacuerdo. En los siguientes meses aparecen nuevas candidaturas, entre ellas las de Misael Pastrana Borrero, Hernán Jaramillo Ocampo, Evaristo Sourdís Juliao y José Elías del Hierro.
El 31 de octubre, Belisario Betancur realiza una convención que confirma su nombre como candidato presidencial y escoge a Guillermo León Valencia como jefe de grupo y de la campaña. Esa aspiración presidencial recibe el apoyo de otros políticos conservadores como Augusto Ramírez Moreno y Fernando Londoño y Londoño. Betancourt logra también el respaldo del grueso de los dirigentes sindicales en las centrales obreras bipartidistas.
Por su parte, el oficialismo conservador inicia a comienzos de noviembre su tormentosa convención nacional, presidida por Mariano Ospina Pérez y Álvaro Gómez Hurtado. La candidatura promovida por Ospina, la de Misael Pastrana, es recibida con poco entusiasmo por diferentes sectores. Los precandidatos Hernán Jaramillo Ocampo, Evaristo Sourdís y José Elías del Hierro.
El 31 de octubre Belisario Betancur realiza una convención que confirma su nombre como candidato presidencial y escoge a Guillermo León Valencia como jefe del grupo y de la campaña. Esa aspiración presidencial recibe el apoyo de otros políticos conservadores como Augusto Ramírez Moreno y Fernando Londoño y Londoño. Betancourt logra también el respaldo del grueso de los dirigentes sindicales en las centrales obreras bipartidistas.
Por su parte, el oficialismo conservador inicia a comienzos de noviembre su tormentosa convención nacional, presidida por Mariano Ospina Pérez y Álvaro Gómez Hurtado. La candidatura promovida por Ospina, la de Misael Pastrana, es recibida con poco entusiasmo por diferentes sectores. Los precandidatos Hernán Jaramillo Ocampo, Cástor Jaramillo Arrubla y José Elías del Hierro hacen alianza con los parlamentarios costeños y promueven en el nombre de Evaristo Sourdís. El alvarismo también respalda esa candidatura.
En la primera votación Sourdís obtiene 276 votos a favor, aventajando a Pastrana por cuatro sufragios, pero esta diferencia no es suficiente ya que, según las normas acordadas para el evento, era necesario que la candidatura estuviera respaldada por las dos terceras partes de la convención. Una segunda votación mostró un empate entre las dos aspiraciones, por lo que se propuso una tercería que en un momento pareció ser Álvaro Gómez. Sin embargo, al final, sobre el campo no quedó otra alternativa que Pastrana Borrero, quien fue confirmado, no unánimemente, por la convención liberal en diciembre.
El escenario era caótico. La candidatura del Frente Nacional ya no era un nombre respaldado por la mayoría de los dos partidos sino una aspiración defendida por el liberalismo y un sector del conservatismo. Además, existían dos candidaturas conservadoras alternativas. De una parte Sourdís que, aprovechando el descontento de la Costa Atlántica a raíz del debate Vives—Peñalosa, moviliza una fuerza de carácter típicamente regional. De otra, Belisario Betancur, que es un hombre que tiene importante acogida en el Viejo Caldas y en Antioquia, al igual que en ciertos grupos urbanos como los obreros sindicalizados. A Misael Pastrana le queda el apoyo del ospinismo y esencialmente del liberalismo unido. La suerte del candidato del Frente Nacional dependerá de que los liberales acojan su nombre y voten disciplinadamente. Era la expresión más clara del proceso de degradación sufrido por la coalición bipartidista, que para la época solo operaba en el papel. El sistema frentenacionalista había perdido su capacidad de convocatoria hasta el punto que era incapaz de aglutinar suficiente respaldo político para ofrecer una candidatura presidencial bipartidista mayoritaria.
Por su parte la oposición había mostrado avances significativos. Algunos jefes importantes del bipartidismo se habían deslizado hacia las toldas rojistas; el general Rojas Pinilla estaba firmemente al comando del movimiento y con una candidatura presidencial indisputada; los parlamentarios de la ANAPO habían consolidado su poder regional y hacían campaña en favor de Rojas desde un año antes de las elecciones; en fin, las cosas iban bien para los opositores del régimen de gobierno compartido. Así las cosas, el escenario electoral se presentaba entonces rodeado de gran incertidumbre. La contienda presidencial significaba un reto que por primera vez amenazaba la estabilidad de las instituciones del Frente Nacional y la hegemonía de los dos partidos estaba profundamente cuestiona.

### Misael Pastrana Borrero (1970-1974)
A pesar de existir cuatro candidatos presidenciales la contienda electoral se planteó en la práctica entre dos contendores: Misael Pastrana y Gustavo Rojas Pinilla. Por su parte los disidentes conservadores Evaristo Sourdís y Belisario Betancur le quitarían votos a uno y otro, dependiendo de la región y el contexto, pero no eran opciones reales de poder. 
La Anapo contaba para desarrollar su campaña con una red estable de lealtades políticas que partía de su comando central y se extendía por barrios y veredas, permitiendo que las decisiones de la cúpula llegarán directamente y con gran efectividad hasta los líderes locales en los niveles inferiores. Esta elaborada capacidad de movilización política no se reflejaba en otros escenarios, como la prensa o la radio, con toda su efectividad. 
Por su parte, el candidato frentenacionalista contaba con la maquinaria del liberalismo y con la del sector ospinista, además disponía de los recursos de poder más convencionales como la prensa, las grandes cadenas de radio, la televisión y el apoyo de los gremios del capital.

#### Populismo de estado, programa urbano y apuntalamiento del Frente Nacional
La campaña se hizo cada vez más violenta y beligerante, tanto en los hechos como las palabras. Los principales líderes liberales se desplazaron por todo el país defendiendo la candidatura de Pastrana. Pero no solo fueron aquellos jefes alejados del poder, sino también el propio presidente de la República.
El procurador general, en un momento dado, se vio en la obligación de amonestar al presidente Lleras por estar desobedeciendo el mandato constitucional que exige neutralidad política por parte del jefe del estado. El Tiempo y otros medios escritos conservadores y liberales, leales a la candidatura frentenacionalista, se dedicaron a descalificar desde todos los ángulos a Rojas Pinilla y a los otros candidatos conservadores.
La campaña de Rojas era una nueva versión de la estrategia probada con éxito en el pasado. La demagogia populista, en la que se mezclaban llamados al patriotismo con afirmaciones revolucionarias, ofertas reivindicativas directas con apelaciones a la gracia divina, no mostraban ningún tipo de coherencia ideológica. Pero aunque a la luz de cualquier examen la plataforma anapista era insostenible, a los ojos de las bases populares urbanas y rurales era una propuesta aceptable, directa y, sobre todo, consecuente con las necesidades sentidas por los sectores más desprotegidos. La fuerza de la candidatura de Rojas estaba en que sus mensajes variaban entre la extrema derecha y la extrema izquierda, abriendo toda clase de opciones al electorado. Además, la forma en que las tesis llegaban a las bases, es decir, a través de una larga y organizada cadena de activistas, hacía que éstas se fueran traduciendo al lenguaje popular y adaptándose a las necesidades específicas de cada grupo o comunidad. En contraste, Pastrana era un tecnócrata moderado que hablaba en términos vagos, no asumía posiciones extremas o compromisos irrealizables, sus discursos no tenían el sabor popular de los de la ANAPO y no ofrecía respuestas tangibles o concretas a los problemas sociales más sentidos.
A pesar de que todo el «establecimiento» intentó desvirtuar el ascenso de la ANAPO, la realidad era ineludible. Rojas se afianzaba como el candidato con mayor prestigio dentro de los sectores populares. La catástrofe arribó amenazante en el horizonte y el pánico invadió los salones del poder. El Tiempo argumentaba en un editorial que «lo que sí convendría establecer de una vez, es que a Rojas y a su causa no se le puede dar el tratamiento que se le da a los otros candidatos. Porque el movimiento del ex dictador es francamente subversivo, y no es posible que […] se le concedan las mismas garantías que a quien procede con rectitud y con decoro y con respeto a los intereses del país…». Sectores conservadores y liberales pedían a gritos que el gobierno le pusiera algún tipo de talanquera a la campaña de Rojas para aminorar su innegable avance.
El número de opciones en juego, el volumen de recursos utilizados, la apelación directa a grupos sociales tradicionalmente marginados de las urnas, el temor a una ruptura del sistema, y la intensidad proselitista, eran todos factores que en combinación auguraban un escenario electoral distinto al pasado, marcado por un incremento importante en la participación ciudadana.
Las elecciones de 1970 fueron las primeras desde el comienzo del Frente Nacional que se realizaron con el calendario unificado; es decir, que los sufragantes votaron en la misma fecha por los miembros a corporaciones legislativas y para presidente de la República. Al observar los resultados de la votación para Senado, se encuentra que hubo un formidable incremento de la votación conservadora por las listas de la ANAPO. Mientras que en 1966 ese grupo había obtenido el 34% de la votación total de ese partido, para 1970 la participación se había elevado al 49%, es decir 1 849 403 votos. El ospinismo, que era la fracción conservadora que impulsaba la candidatura de Pastrana solo logró el 27% de la votación. El efecto de la candidatura de Rojas sobre la votación en favor de ANAPO liberal también fue importante, ya que este sector del movimiento elevó un electorado de 10 382 (prácticamente inexistente) a la importante cifra de 382 777 votos, entre las dos elecciones. Por su parte, el liberalismo unido obtuvo menos votos en 1970 que el oficialismo liberal en 1966, a pesar de existir el MRL. Este desempeño le significó a la ANAPO pasar de controlar 18 curules en la Cámara Alta, en 1966, a 38 solo cuatro años después. Por primera vez desde 1957, el partido conservador, gracias a la contribución de su ala anapista, logró obtener mayoría en la votación nacional. Los resultados en las demás corporaciones legislativas —cámara de representantes, asambleas departamentales y consejos municipales— fueron del mismo tenor, aunque con variaciones de carácter regional y local.
Las restricciones que planteaban esos resultados para el siguiente gobierno eran obvios. La coalición gobernante no tenía en el Congreso la mayoría suficiente para actuar sin transacciones, y lo mismo ocurría en la mayoría de las asambleas y consejos. Esta debilidad de la autoridad política del ejecutivo determinaría su vulnerabilidad ante las presiones partidistas o gremiales y, a la vez, agotaría la concepción del proyecto político de Pastrana.
El plato fuerte eran los resultados de las elecciones presidenciales. Las cifras oficiales, ampliamente discutidas y cuestionadas, le adjudicaban la victoria a Misael Pastrana Borrero, candidato de la coalición del Frente Nacional. La votación por Pastrana, según estadísticas de la Registraduría, fue de 1 625 025 (40,6%) y por Rojas Pinilla fue de 1 561 468 (39,0%). La diferencia era mínima, solo del 1,6% o 63 557 votos, situación que despertaba sospechas y que era prueba para la ANAPO de que se había cometido fraude, especialmente cuando los resultados preliminares transmitidos por la radio daban como ganador al general Rojas. Aunque tradicionalmente se ha dicho que la mayoría relativa obtenida por Pastrana se logró con la votación del exterior, esas afirmaciones carecen de fundamento, ya que sin tener en cuenta dichos sufragios, en todo caso persistía una diferencia de más de 57 000 votos a favor del candidato frentenacionalista. Por su parte, Belisario Betancur logró acumular el 11,8% de la votación y Sourdís el 8,4%. El cuarto presidente de la coalición bipartidista asumiría el poder con el respaldo de solo dos quintas partes de los electores, y entre cuestionamientos y acusaciones de fraude. Como se preveía desde antes de los comicios, la participación electoral fue considerablemente alta: 52,5%.
Un rasgo decisivo de los resultados electorales, por su marcada influencia sobre el gobierno de Pastrana, fue la importancia que tuvo la votación urbana dentro del conjunto del electorado de Gustavo Rojas Pinilla. El 63% de los votos de la ANAPO en las elecciones presidenciales correspondió a los electores de carácter urbano. Además, en su mayoría se concentraban en las cinco principales ciudades al igual que en las capitales de departamento. Si se consideran las veintidós ciudades más grandes del país, en solo cuatro de ellas Pastrano logró obtener una votación superior a la del candidato de la ANAPO, y no corresponden precisamente a las más importantes.
Pero al lado de este rasgo distintivo de la votación de Rojas está otro igualmente significativo. El grueso de la votación de la ANAPO provino de los estratos socioeconómicos más débiles, creando efectivamente un reto político para el sistema de coalición, por cuanto quedó demostrado que sus políticas y programas no habían sido capaces de integrar precisamente a esos sectores sociales mayoritarios y potencialmente más desestabilizadores, como los sectores pobres y medios de las ciudades. De esta forma, la ANAPO lograba refrendar su alegada vocería de las masas urbanas y de la «nueva Colombia» que, evidentemente, eran la de los habitantes de las ciudades. Esta situación era potencialmente explosiva teniendo en cuenta el estrecho margen entre los dos candidatos y la beligerante denuncia de la ANAPO en el sentido de que se había producido fraude generalizado, promovido desde el gobierno.
La situación política era muy tensa desde la misma campaña electoral y las cosas explotaron por la particulares circunstancias en que se desenvolvió el procesamiento de los resultados. Las dificultades que sufrió la Registraduría Nacional del Estado Civil para procesar un caudal de votos que no tenía antecedentes, sumado a la liberalidad de las informaciones de radio, que por tener un asiento urbano crearon la impresión de que el triunfo de Rojas era un hecho, y la evidente parcialidad del gobierno durante la campaña, creó un clima fértil para que las acusaciones de fraude prosperaran.
Una vez entrada la noche del 19 de abril, la euforia radial le da una amplia victoria al general Rojas Pinilla sobre el candidato del Frente Nacional. Aunque los datos transmitidos por las emisoras de radio no eran oficiales, eran presentados por los locutores como informaciones definitivas. Era tal la situación, que muchos funcionarios del gobierno, y la mayoría de los amigos de las familias Pastrana y Ospina, creían hacia las diez de la noche que la causa estaba perdida. En los «comandos» anapistas y en la residencia de la familia Rojas todo era euforia y celebración.
El ministro de Gobierno, Carlos Augusto Noriega, percibió que existía un creciente desfase entre los datos transmitidos radialmente y aquellos que se podrían considerar como oficiales y definitivos según la Registraduría. Ante las explosivas consecuencias que podría tener esa discrepancia, que era a favor de Rojas, decidió prohibir la transmisión de cualquier información electoral que no correspondiera a los boletines oficiales. Para la madrugada del 20 de abril, la diferencia entre los dos candidatos más opcionados era solo del 0,1% a favor de Pastrana Borrero, ventaja que se fue incrementando en la medida que los votos de las zonas rurales apartadas podían computarse al total. Evidentemente, era en el segmento no urbano del electorado donde efectivamente estaba vigente con mayor intensidad el apego al bipartidismo tradicional. El general Rojas se acostó ganando y amaneció perdiendo. La impresión de que se había cometido fraude fue ineludible.
Las masas anapistas se demoraron un día en reaccionar. El 21 de abril los disturbios, las manifestaciones y la movilización popular se inician en varias ciudades. El espectro de la revolución social urbana, dormido desde el 9 de abril de 1948, había nuevamente despertado. El gobierno responde con una escalada en las medidas represivas que incluyen censura a los medios de comunicación, toque de queda, ley seca, arresto domiciliario a dirigentes de la ANAPO y militarización de las principales ciudades. Era una confrontación abierta entre los sectores populares, que con el naufragio de la candidatura de Rojas Pinilla veían frustradas sus aspiraciones de cambio social, económico y político, y un establecimiento que durante dieciséis años no había podido superar las restricciones institucionales y políticas para promover una transformación total en las relaciones de poder. La esperanza de alcanzar un cambio por las vías institucionales y formales quedaría truncada con esta experiencia, alimentando así el descontento, la abstención y otras manifestaciones de acción política desinstitucionalizada.

#### La reforma urbana, las cuatro estrategias y el populismo
El proyecto político de Misael Pastrana fue una respuesta a los fenómenos y realidades que se habían expresado en el proceso electoral. El diagnóstico era unánime: el Frente Nacional había sido incapaz de ofrecer una respuesta programática y una alternativa política para movilizar e integrar a los sectores populares urbanos. La coalición bipartidista había visto cómo se erosionaba progresivamente el apoyo de los nuevos grupos sociales surgidos con el delicado proceso de modernización socioeconómica experimentado desde comienzos de la década de 1960. El divorcio entre las masas urbanas y los partidos tradicionales amenazaba la estabilidad y continuidad del régimen político. A ese reto intentaría responder el proyecto político del presidente Misael Pastrana Borrero.
El enfoque no era nuevo. Cuando se instauró el sistema de coalición bipartidista también existía una amenaza de ruptura, aunque en este caso provenía del sector rural. En esa oportunidad se ensayó el reformismo y el gasto social como banderas de gobierno, como terapia para responder al reto rural. Misael Pastrana concibe su programa de gobierno dentro de las mismas pautas, pero centrado en la cuestión urbana. Es decir, los depositarios de los programas oficiales ya no van a ser los campesinos, sino «los proletarios, los marginados, los destechados, los migrantes empobrecidos» ubicados en las ciudades. Aquí existe un giro importante frente al pasado: el núcleo de la estrategia pastranista serán las ciudades, concretamente las más grandes. El enfoque urbano de las prioridades gubernamentales viene acompañado de un nuevo compromiso con programas encaminados hacia la promoción del cambio social controlado, que se sintetiza en la expresión «Frente Social».
En síntesis, el proyecto político del presidente Pastrana busca, mediante una reorientación del gasto público y de las iniciativas políticas hacia las ciudades, y concretamente hacia los sectores marginados urbanos, recomponer los contenidos policlasistas del electorado de los partidos tradicionales. Se trata de ofrecer una alternativa dentro del bipartidismo a la capacidad de cooptación popular y urbana demostrada por la ANAPO. El general Rojas pasaba a la oposición, pero sus banderas entraban a gobernar.
La reforma urbana cumplió para la administración Pastrana una función político-ideológica similar a la que había desempeñado la reforma agraria en los gobiernos de Lleras Camargo y Lleras Restrepo. La iniciativa de transformar la propiedad de la tierra urbana y afectar a los propietarios con cargas impositivas que los obligaran a darle una «apropiada función social» tenía varios antecedentes. El MRL había propuesto en 1960 una «Ley de Techo» con la que se esperaba facilitar la construcción y adquisición de vivienda para los sectores populares y la protección de los inquilinos. Los posteriores proyectos de reforma urbana estarían patrocinados, ya no por la oposición al Frente Nacional, sino por los sectores que participaban de la coalición bipartidista. En 1964, un grupo encabezado por Hernán Toro Agudelo presentó un nuevo proyecto de ley sobre reforma urbana. En esta versión las medidas eran aún más radicales que en el proyecto del MRL, ya que contemplaba mecanismos para transformar a los inquilinos en propietarios y para castigar fuertemente a los propietarios de «lotes de engorde». Pero la iniciativa no adquiere verdadera respetabilidad sino hasta que es apadrinada directamente por el gobierno de Carlos Lleras y desarrollada por Hernando Gómez Otálora. En esta nueva versión, las propuestas son políticamente más factibles y los alcances menos radicales, lo que sumado al respaldo político del jefe del Estado lleva a que sea analizada y considerada con algún grado de seriedad. La circunstancia de que el país había entrado de lleno en el proceso electoral, desde el segundo semestre de 1969, y de que el presidente Lleras tenía el sol a las espaldas, crearon un clima que era propicio para la tramitación de un proyecto de ley que era más bien espinoso.
Aunque formalmente en el programa oficial de gobierno de la colación frentenacionalista se contemplaba la adopción de medidas para mejorar las condiciones de la vivienda popular y reducir la inequidad existente en la distribución de la propiedad urbana, la campaña presidencial de 1970 no incorporó la discusión de la reforma urbana como uno de los aspectos decisivos de la contienda. Una vez la coalición sufre el trauma de las elecciones presidenciales, en las que el voto popular urbano pone en entredicho la estabilidad del régimen y la legitimidad del mandato de Misael Pastrana, la reforma urbana adquiere un papel protagónico, situándose en el centro de las propuestas de la última administración del Frente Nacional.
El presidente Pastrana pone en manos de Jorge Valencia Jaramillo la labor de comandar el proceso de formulación y discusión de la reforma urbana. De otro lado del espectro político surgiría una contrapuesta, también bajo el rótulo de reforma urbana, promovida por Mariano Ospina Hernández, hijo del expresidente, que enfatizaba el papel del sector privado dentro de la resolución del problema de la vivienda popular. Las dos iniciativas tuvieron poco éxito en el Congreso, pero en la retórica persistió la intención gubernamental de comprometerse con grandes transformaciones sociales, destacándose entre ellas la reforma urbana. En febrero de 1971 Pastrana nombra una comisión encargada de conciliar las discrepancias y de producir una propuesta políticamente viable. De ese esfuerzo surge un proyecto de ley que es presentado a las cámaras en octubre mediante ponencia de Ramiro Andrade. El ponente incluyó aspectos especialmente delicados para los grupos de interés comprometidos con la gran propiedad urbana, como eran las disposiciones para estimular la compra de vivienda por parte de los inquilinos, que para los arrendadores eran medidas «confiscatorias». Además, propuso elevar las cargas impositivas para los «terratenientes urbanos».
La iniciativa no alcanzó a ser considerada en el Congreso porque coincidió con la terminación de las sesiones ordinarias de 1971, pero fue introducida nuevamente por el gobierno en las sesiones extraordinarias convocadas en enero del año siguiente. La necesidad de ofrecer una creíble imagen reformista incentivó al gobierno a acumular en el Congreso un exceso de proyectos que contaban con cierta popularidad, pero que evidentemente no podrían ser considerados todos en tan corto período de tiempo. La reforma urbana sufrió del síndrome de la saturación legislativa y fue relegada a una subcomisión que radicalizó aún más las medidas hasta hacerlas inaceptables y altamente controvertibles. Hasta ahí llegó la reforma urbana.
La estrategia del gobierno era evidente. El esfuerzo reformista tenía un objetivo eminentemente táctico, encaminado a reforzar ideológicamente a los sectores comprometidos con el bipartidismo para derrotar a la ANAPO en la contienda electoral de 1972. Una vez obtenida una amplia victoria sobre el «Tercer Partido», el gobierno adquirió más seguridad, la reforma urbana fue relegada a un segundo plano, y la retórica y los actos de gobierno tomaron un cariz político bastante más moderado. El promotor de la reforma urbana, que había librado importantes batallas en favor del que se consideraba el principal programa social del gobierno, fue retirado del gabinete.
En síntesis, la propuesta de adelantar una reforma urbana fue simplemente una instrumentalización ideológica de las necesidades sociales, con el fin de contribuir a desmontar una amenaza evidente contra la hegemonía de la élite en el poder. Una vez pasado el peligro no había necesidad de afectar los privilegios. Así, la ilusión de las reformas era una demostración más de la inflexibilidad al cambio del sistema político y la rigidez de la estructura social colombiana.
Si la reforma urbana debía servir como un instrumento para devolverle la iniciativa al bipartidismo en lo ideológico, el plan de desarrollo «Las cuatro estrategias» debería hacerlo en lo económico. El programa económico pretendía incentivar aceleradamente la construcción de viviendas en las ciudades grandes, como una primera estrategia para generar rápidamente nuevos puestos de trabajo para la mano de obra no calificada. Se espera que la demanda derivada de ese auge en la construcción repercutiera sobre todo el sistema económico reactivándolo, y que la ampliación de la oferta de construcciones permitiera abaratar los costos de compra o arrendamiento para la vivienda popular. El esfuerzo principal de la inversión en construcción estaría a cargo del sector privado, pero el Estado lo apoyaría mediante la reorientación del gasto estatal hacia las obras públicas y de infraestructura esencialmente en el contexto urbano. Para el campo se propuso una estrategia encaminada a incentivar la producción comercial y en gran escala de alimentos, obviándose el problema de la reforma agraria y de la economía campesina. Era la ideología de la «revolución verde».
La concepción política detrás del diseño técnico era congruente con el proyecto político del presidente Pastrana. Se pretendía responder aceleradamente a la situación de desempleo urbano y de déficit habitacional. Además, se esperaba lograr mediante la elevación de la productividad en el campo una producción de alimentos suficientemente abundante para frenar las presiones inflacionarias. Con el plan de desarrollo se ratificó el enfoque urbano de las prioridades gubernamentales.
Paralelamente con los programas económicos y de cambio social, el gobierno desarrolló otra serie de iniciativas que buscaban neutralizar el alcance de las propuestas revolucionarias de la ANAPO. Dentro de este amplio conjunto de iniciativas se destacan planes como el del «carro popular»; la utilización política e ideológica de los conflictos entre ciertos sectores dirigentes y el gobierno a raíz de la adopción de medidas de control a los capitales extranjeros contempladas en los acuerdos de la Comunidad Andina (Decisión 24); la visita oficial de Salvador Allende (presidente de Chile), que había despertado el entusiasmo ante la perspectiva de adelantar una revolución socialista en un contexto institucional democrático; la reforma universitaria, entre muchas otras. En general se puede afirmar que por lo menos en los primeros dos años y medio el gobierno desarrolló una estrategia de populismo de estado encaminada a neutralizar los efectos políticos del populismo de la oposición. Pero cuanto más énfasis ponía la retórica oficial en el cambio, más distantes parecían las reformas reales ya que el estilo de mando del presidente Misael Pastrana Borrero se caracterizó precisamente por evitar las confrontaciones directas, dilatando o posponiendo siempre las decisiones difíciles.
Aquí cabe anotar que la administración Pastrana, al trasladar el énfasis de la obra de gobierno del sector rural al sector urbano, agudizó los conflictos sociales en el campo. La organización campesina, que había despegado bajo la tutela de Carlos Lleras Restrepo, adquirió una significativa dinámica a partir de 1969. El intento gubernamental de desmontar el proceso de redistribución de tierras chocó contra la creciente fuerza política del campesinado organizado. Ese conflicto culminó en la radicalización de los campesinos, que durante la administración de Pastrana desataron una activa labor de «recuperación» o invasión de tierras. De esta manera, el haber truncado el proceso de reforma agraria convirtió al sector rural en una fuente de aguda inestabilidad política.

#### Alianza Nacional Popular (ANAPO): el tercer partido

Bandera de la ANAPO

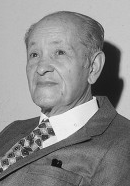
Fragmento de una fotografía de Rojas en 1972, cuando el expresidente contaba con 72 años.

En el seno de la ANAPO se venía discutiendo por dónde encaminar el movimiento. Existían distintas interpretaciones, producto las diferentes tendencias: provenientes de los partidos tradicionales, líderes de izquierda, amigos de la revolución armada, curas insurgentes, militares reaccionarios, socialistas, liberales, conservadores, etc. Los partidarios de romper las ataduras con el bipartidismo y crear un nuevo partido terminaron por imponerse. Del grupo más radical surge la Anapo Socialista: que descalifica las decisiones de sus dirigentes y procedería a conformar un proyecto inicialmente denominado Comuneros, que acabaría conformando el Movimiento 19 de abril (M-19).

Bandera de la guerrilla urbana M-19, inspirada en el anapismo.

El 13 de junio de 1971, el general Rojas Pinilla reúne a más de 100.000 personas en la plaza de Villa de Leyva, (Boyacá), para refrendar la constitución del «Tercer Partido» y presentar la plataforma ideológica y política del movimiento. La plataforma era un recetario de propuestas que en un lenguaje radical y populista definía a la ANAPO como un «partido nacionalista, revolucionario y popular» que buscaba la aplicación de un «socialismo» a la colombiana.
El congreso de la ANAPO en 1971 produjo distintas reacciones, pero en general no ayudó a consolidar la cohesión interna del partido. El deslizamiento de los cuadros dirigentes hacia el bipartidismo, que venía desde la derrota en 1970, se agudizó al plantearse abiertamente la ruptura con los partidos tradicionales. Esta situación, sumada al desencanto de los votantes anapistas con respecto a los canales electorales de participación política, por el supuesto fraude en las elecciones presidenciales,  conduciría a la crisis de la ANAPO en las elecciones del año 1972.

#### Las elecciones de 1974: una victoria del bipartidismo

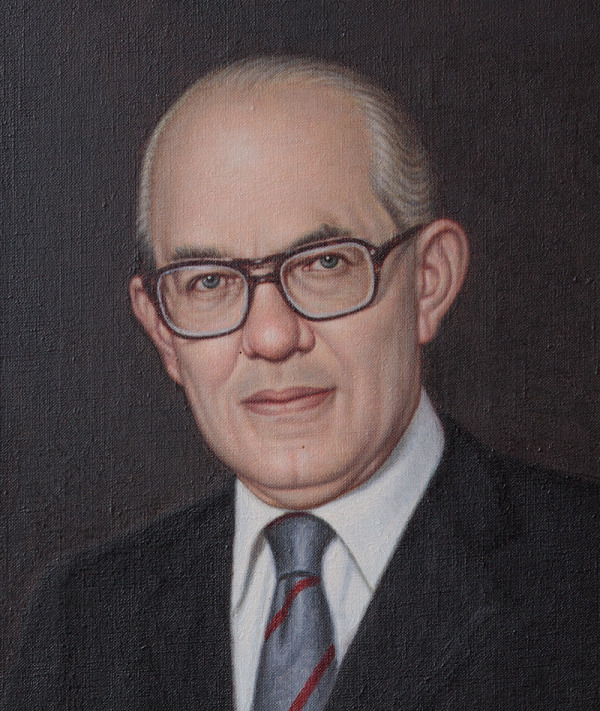
Fragmento del retrato presidencial de Alfonso López Michelsen, de la galería de presidentes de la Universidad del Rosario, Bogotá.

Las elecciones de 1974 eran la meta a la que había apuntado el gobierno para ratificar el precario mandato recibido en las elecciones presidenciales. Para los partidos tradicionales dichas elecciones eran una batalla decisiva que determinaría si el sistema político seguiría siendo bipartidista. Por su parte, la ANAPO ponía a prueba su estrategia.
La participación electoral de 1974 fue muy baja si se la compara con la observada en 1970. Solo el 36,4% de los posibles votantes se acercó a las urnas, un nivel de participación inferior en cerca de 20 puntos al registrado en las elecciones presidenciales inmediatamente anteriores.
Los resultados electorales favorecieron ampliamente a los partidos tradicionales y la ANAPO sufrió una reducción importante en su votación. El liberalismo obtuvo el 46% del total de la votación, el conservatismo el 31% y el «Tercer Partido» volvió a su nivel de 1968: 19%. Era la demostración de que el grueso del electorado del general Rojas, cuando fue candidato presidencial, correspondía a un grupo cambiante de la opinión, tradicionalmente refugiada en la abstención y que se movilizaba aleatoriamente bajo circunstancias muy particulares.
Estos resultados tuvieron como consecuencias. Para la ANAPO fue el comienzo del fin. Para el gobierno, la ratificación de su mandato. El presidente Pastrana presentó los resultados como la confirmación de que el pueblo respaldaba al Frente Nacional y su obra de gobierno. La legitimidad y la confianza que obtuvo así el mandatario le permitían aflojar el ritmo del «populismo de estado» y dejar de lado la retórica reformista. Las cosas volvían a ser como antes.